# L'Arbresle
L’Arbresle (L'Arbresla en francoprovençal du Pays lyonnais) est une commune française située dans le département du Rhône, en région Auvergne-Rhône-Alpes.

## Géographie

### Situation

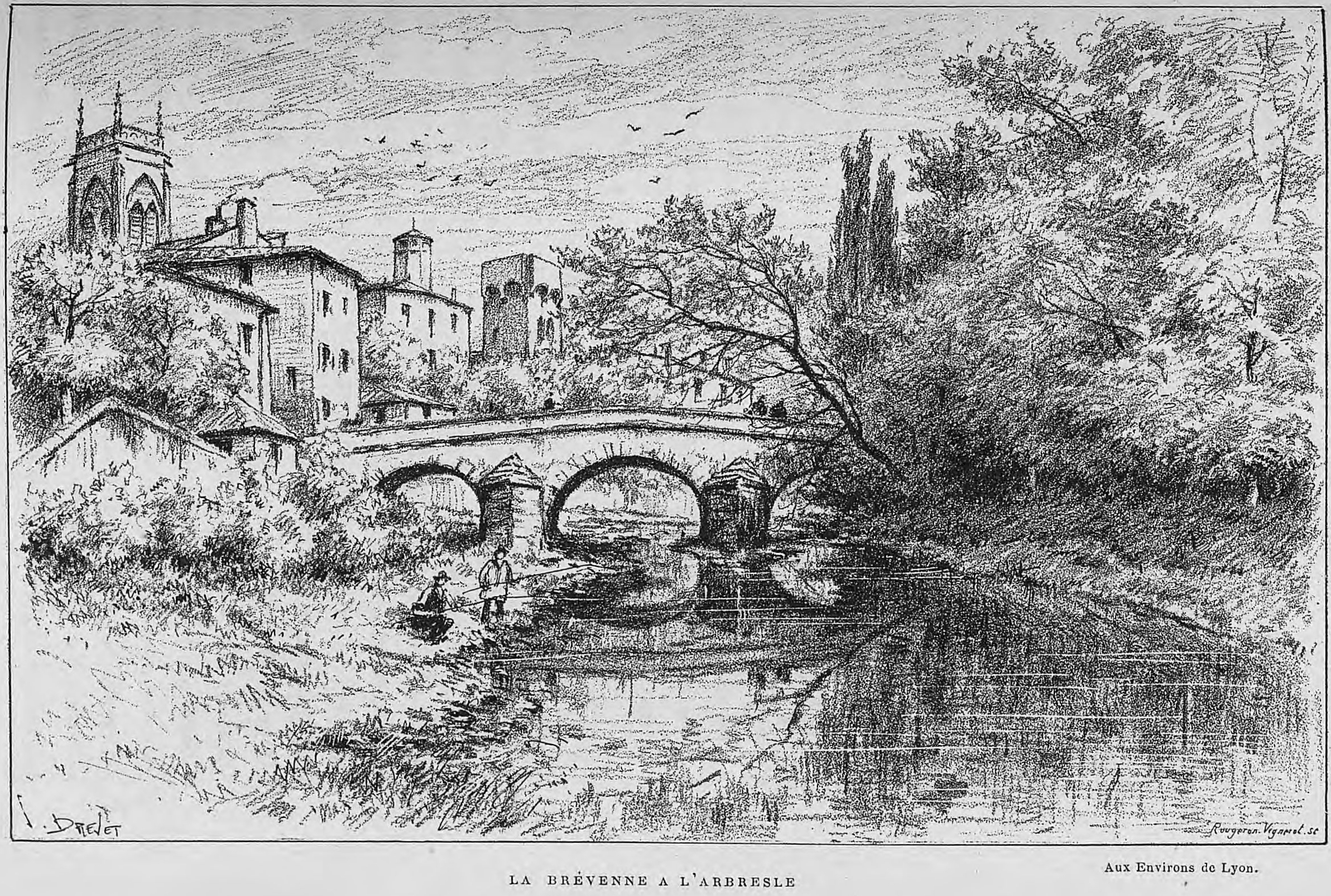
La Brévenne illustrée par Joannès Drevet (1854–1940).

La situation de L’Arbresle cumule deux avantages. Le premier, à l’échelon local, est d’être à la confluence de la Brévenne avec la Turdine, l’une assurant la pénétration à l’intérieur des monts du Lyonnais, l’autre à l’articulation de ceux-ci avec les monts du Beaujolais. Le deuxième s’apprécie à l’échelon régional, voire national. Entre le monde rhodanien et donc méditerranéen, et le monde ligérien et donc océanique, l’obstacle montagneux à franchir est d’une soixantaine de kilomètres par le col du Pin-Bouchain (759 m). L’Arbresle est à l’alignement parfait sur cet axe sud-est/nord-ouest, facilement accessible et en premier relais depuis Lyon à une vingtaine de kilomètres.

### Voies de communication et transports

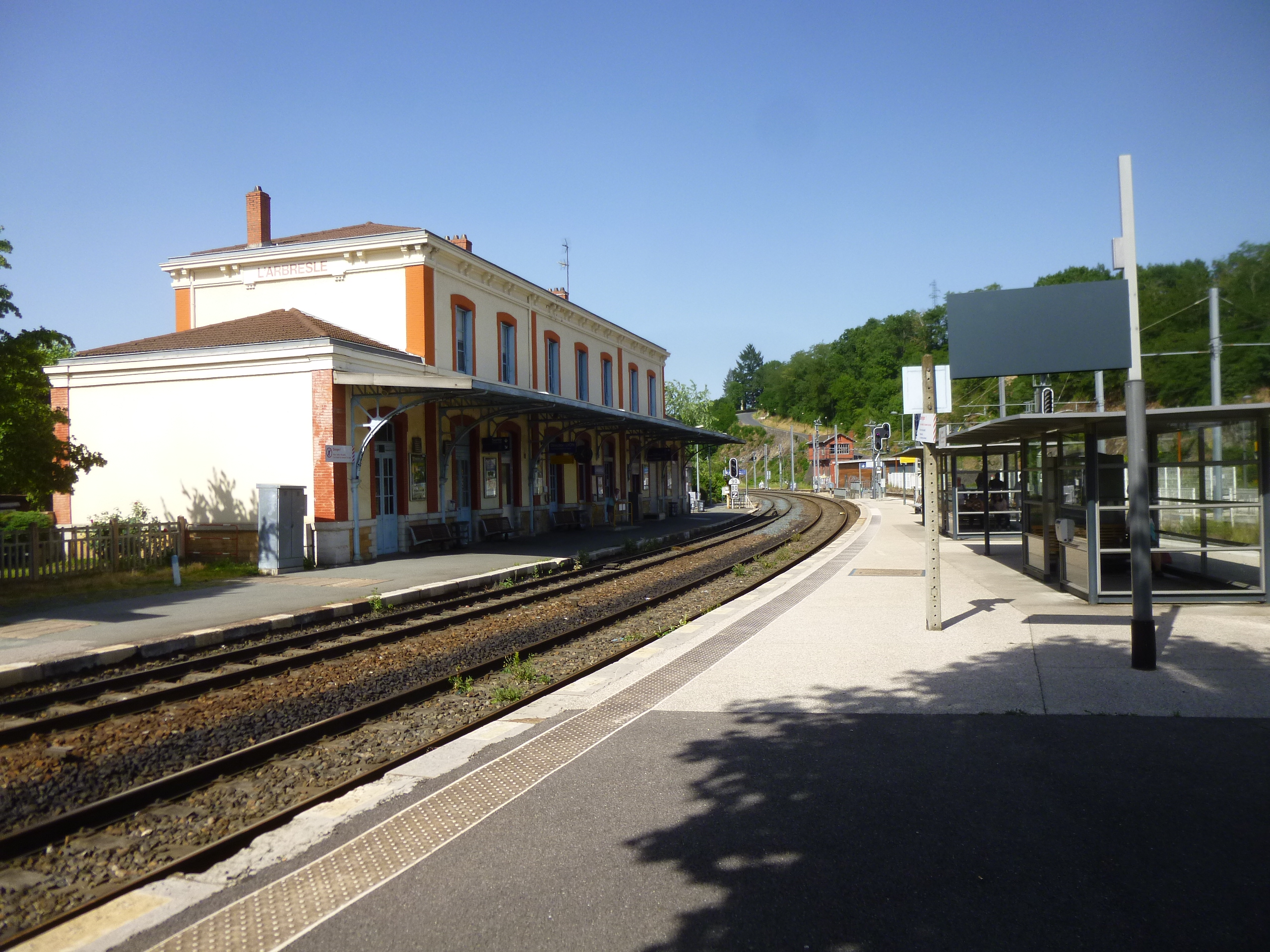
La gare de L'Arbresle.

La gare est desservie par la ligne Lyon - Roanne ainsi que par le tram-train de l'Ouest lyonnais sur la ligne Lyon Saint-Paul - Sain-Bel.
D'autre part, un train touristique à voie normale circule à la belle saison entre L’Arbresle et Sainte-Foy-l’Argentière afin de faire redécouvrir d’anciennes locomotives et wagons restaurés par l’association « Chemin de fer touristique de la Brévenne ».
L'Arbresle est aussi desservie par la célèbre nationale 7 qui la traverse d'Est en Ouest.

### Climat
Pour des articles plus généraux, voir Climat d'Auvergne-Rhône-Alpes et Climat du Rhône.
En 2010, le climat de la commune est de type climat océanique altéré, selon une étude du Centre national de la recherche scientifique s'appuyant sur une série de données couvrant la période 1971-2000. En 2020, Météo-France publie une typologie des climats de la France métropolitaine dans laquelle la commune est exposée à un climat de montagne ou de marges de montagne et est dans la région climatique  Nord-est du Massif Central, caractérisée par une pluviométrie annuelle de 800 à 1 200 mm, bien répartie dans l’année. 
Pour la période 1971-2000, la température annuelle moyenne est de 11,8 °C, avec une amplitude thermique annuelle de 17,4 °C. Le cumul annuel moyen de précipitations est de 741 mm, avec 9,1 jours de précipitations en janvier et 6,3 jours en juillet. Pour la période 1991-2020, la température moyenne annuelle observée sur la station météorologique de Météo-France la plus proche, « Le Breuil », sur la commune du Breuil à 7 km à vol d'oiseau, est de 11,6 °C et le cumul annuel moyen de précipitations est de 749,8 mm,. Pour l'avenir, les paramètres climatiques de la commune estimés pour 2050 selon différents scénarios d'émission de gaz à effet de serre sont consultables sur un site dédié publié par Météo-France en novembre 2022.
| Mois                                  | jan.             | fév.           | mars           | avril         | mai             | juin           | jui.           | août           | sep.            | oct.            | nov.             | déc.          | année      |
| ------------------------------------- | ---------------- | -------------- | -------------- | ------------- | --------------- | -------------- | -------------- | -------------- | --------------- | --------------- | ---------------- | ------------- | ---------- |
| Température minimale moyenne (°C)     | −0,7             | −0,5           | 1,8            | 4,4           | 8,3             | 11,8           | 13,6           | 13,2           | 9,7             | 6,8             | 2,8              | 0             | 5,9        |
| Température moyenne (°C)              | 3,2              | 4,2            | 7,8            | 10,8          | 14,8            | 18,6           | 20,7           | 20,4           | 16,3            | 12,2            | 7                | 3,7           | 11,6       |
| Température maximale moyenne (°C)     | 7,1              | 9              | 13,7           | 17,1          | 21,3            | 25,4           | 27,9           | 27,6           | 22,9            | 17,5            | 11,2             | 7,4           | 17,3       |
| Record de froid (°C) date du record   | −21,3 16.01.1985 | −15,2 05.02.12 | −13,1 01.03.05 | −7,5 08.04.03 | −2,7 01.05.1976 | 1,4 05.06.1975 | 4,1 01.07.1972 | 2,7 30.08.1986 | −1,2 29.09.1972 | −7,4 30.10.1997 | −11,1 23.11.1998 | −14 30.12.05  | −21,3 1985 |
| Record de chaleur (°C) date du record | 20,9 10.01.15    | 21,4 23.02.21  | 26,8 24.03.01  | 29 25.04.07   | 33,2 24.05.09   | 37,6 22.06.03  | 40 31.07.20    | 40,2 13.08.03  | 34,2 14.09.20   | 28,8 04.10.11   | 23 03.11.05      | 20,2 08.12.10 | 40,2 2003  |
| Précipitations (mm)                   | 45,6             | 37,1           | 42,4           | 57,9          | 72,4            | 73,3           | 71,1           | 69,6           | 67,7            | 80              | 82,6             | 50,1          | 749,8      |

## Urbanisme

### Typologie
Au 1er janvier 2024, L'Arbresle est catégorisée centre urbain intermédiaire, selon la nouvelle grille communale de densité à sept niveaux définie par l'Insee en 2022.
Elle appartient à l'unité urbaine de L'Arbresle, une agglomération intra-départementale regroupant huit  communes, dont elle est ville-centre,,. Par ailleurs la commune fait partie de l'aire d'attraction de Lyon, dont elle est une commune de la couronne,. Cette aire, qui regroupe 397 communes, est catégorisée dans les aires de 700 000 habitants ou plus (hors Paris),.

### Occupation des sols
L'occupation des sols de la commune, telle qu'elle ressort de la base de données européenne d’occupation biophysique des sols Corine Land Cover (CLC), est marquée par l'importance des territoires artificialisés (63,4 % en 2018), en augmentation par rapport à 1990 (53,3 %). La répartition détaillée en 2018 est la suivante : zones urbanisées (53,3 %), prairies (18,6 %), zones agricoles hétérogènes (13,3 %), zones industrielles ou commerciales et réseaux de communication (10,1 %), forêts (4,7 %). L'évolution de l’occupation des sols de la commune et de ses infrastructures peut être observée sur les différentes représentations cartographiques du territoire : la carte de Cassini (XVIIIe siècle), la carte d'état-major (1820-1866) et les cartes ou photos aériennes de l'IGN pour la période actuelle (1950 à aujourd'hui).

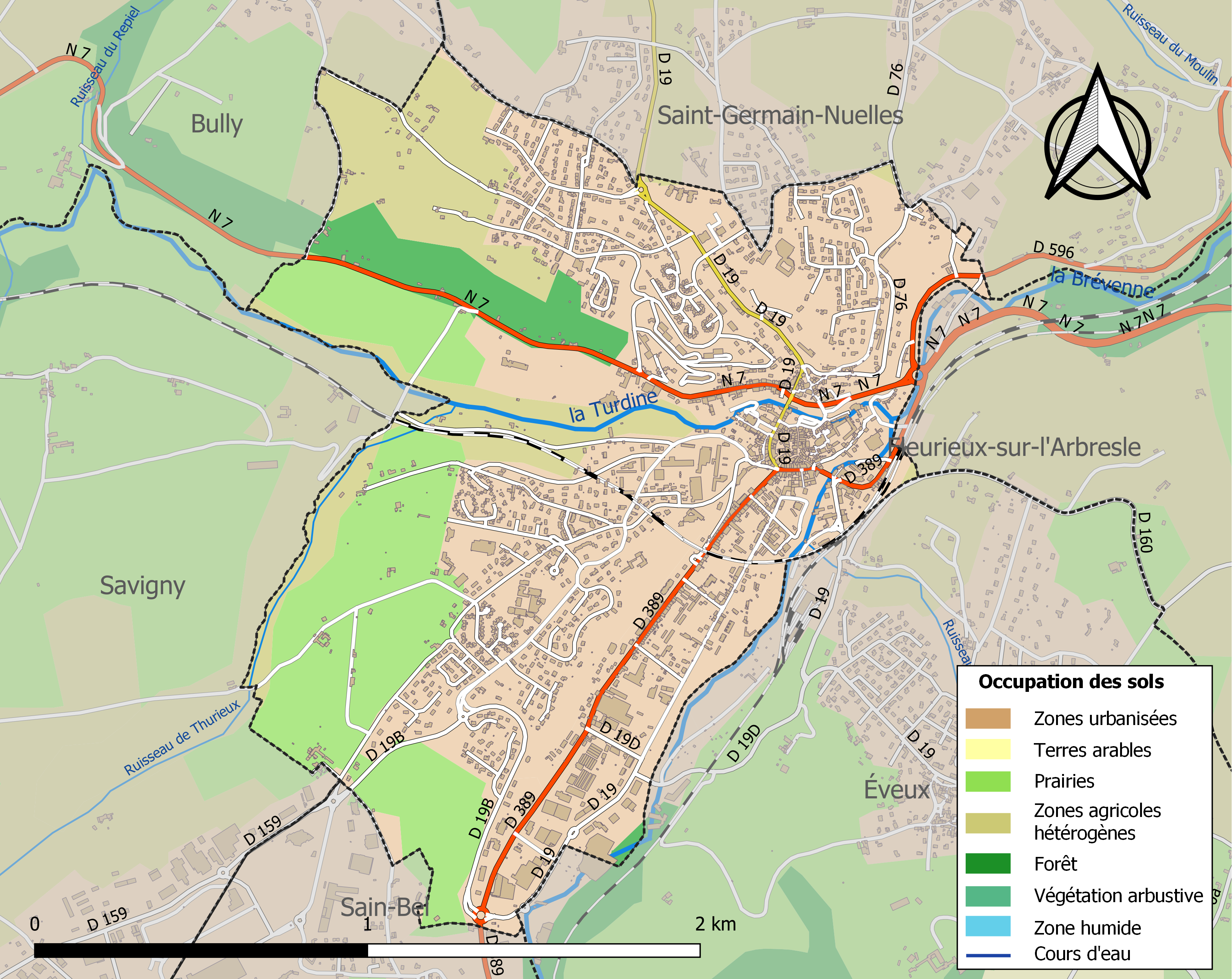
Carte des infrastructures et de l'occupation des sols de la commune en 2018 (CLC).

## Histoire

### Préhistoire
Dès le Néolithique, la présence de l’homme est attestée par la découverte dans le quartier du Mazard, « de pointes de flèches, d’un racloir et d’une hache. L’usage de l’arc est attesté à la fin du Paléolithique supérieur, soit environ 10 000 ans avant J-C. Les deux pointes font partie de la famille des armures pédonculées, la hache de forme trapézoïdale est un outil utilisé en agriculture, activité qui apparaît au néolithique, soit 5 000 ans avant notre ère. Le racloir, quant à lui, est utilisé pour décharner les peaux de bête ». Mais des découvertes récentes d'outils dans les quartiers de la Palma et du Muzard attesteraient la présence de l'homme de Néandertal bien antérieurement.

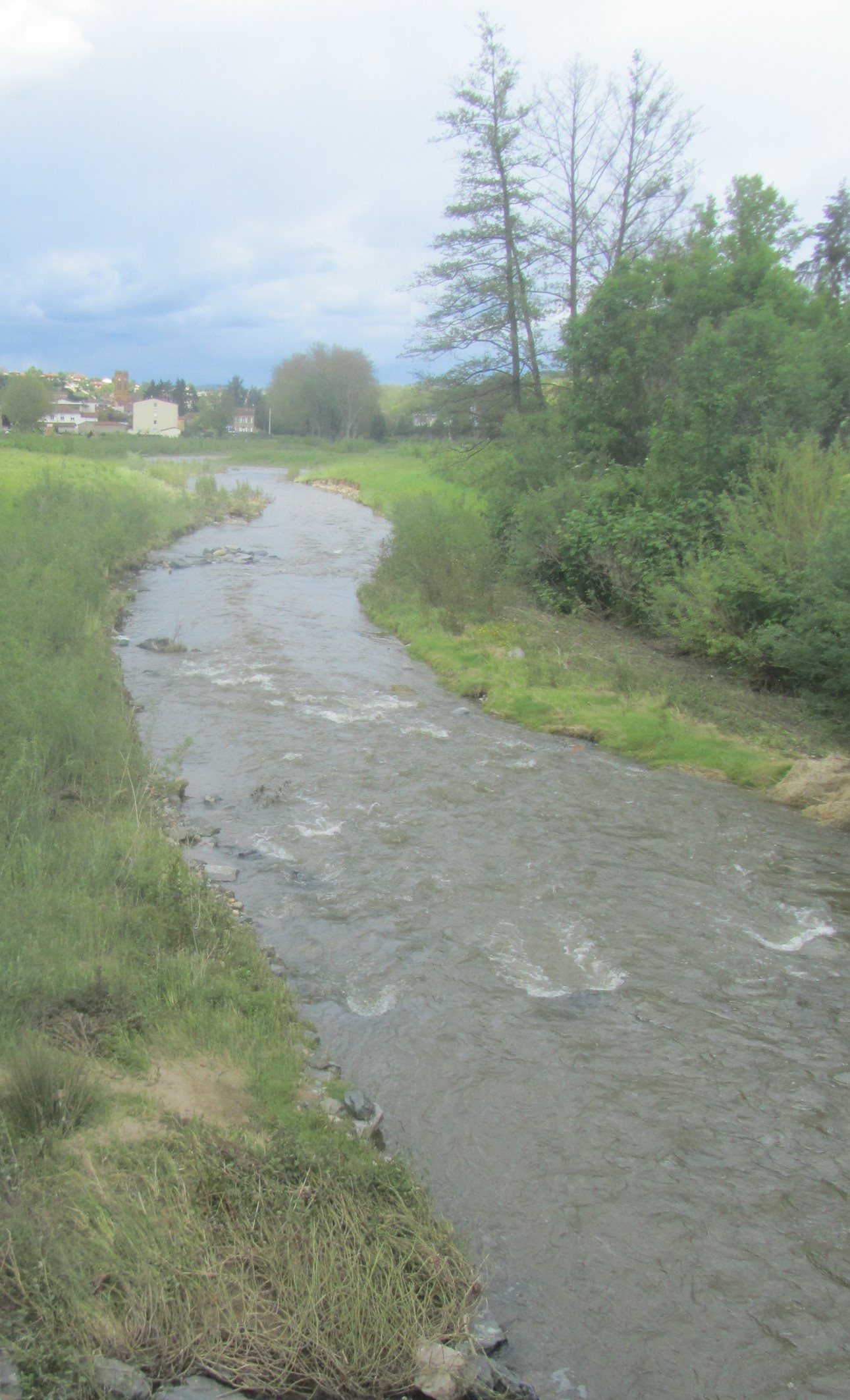
La Brévenne à L'Arbresle
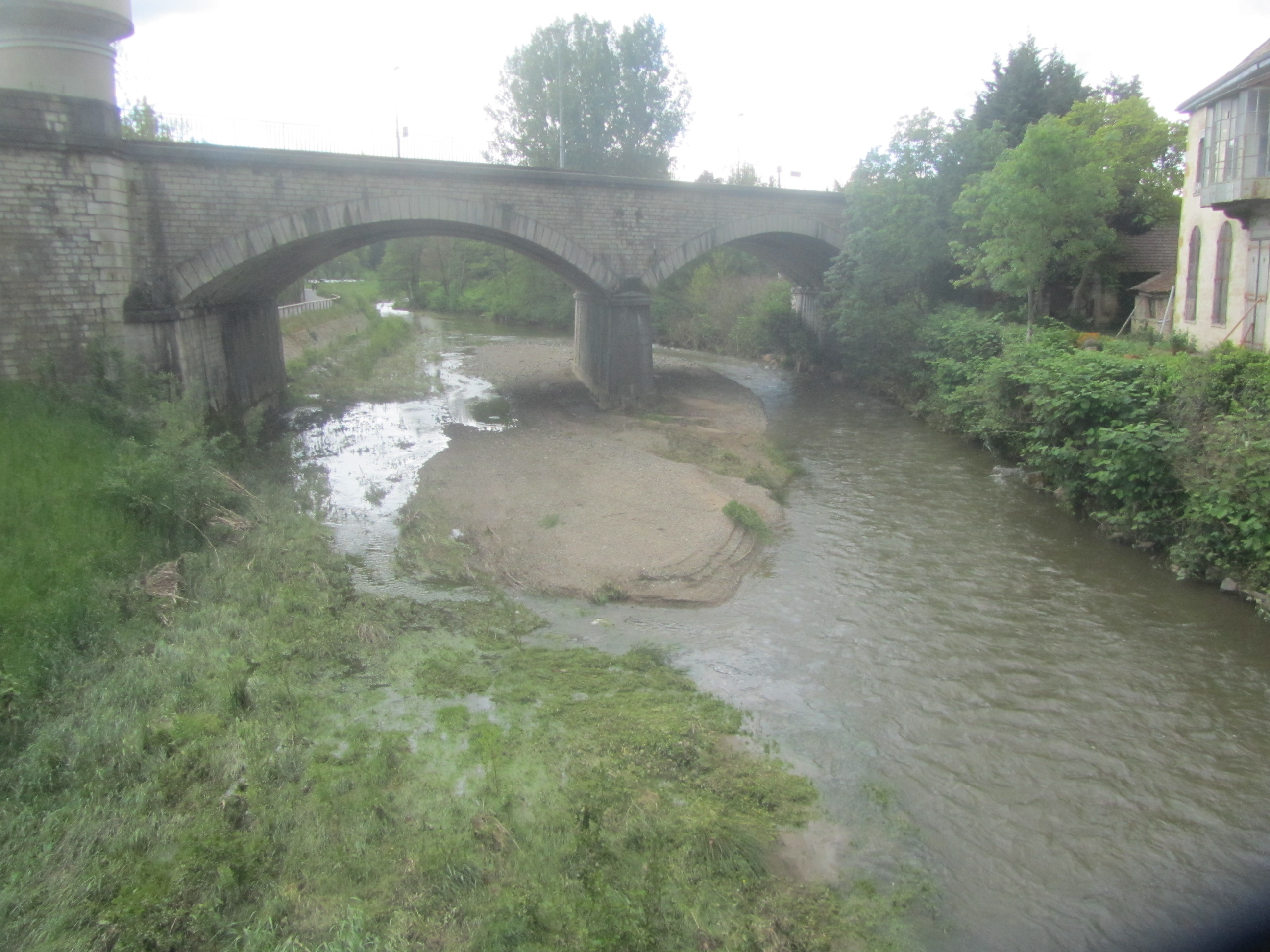
Pont sur la Brévenne
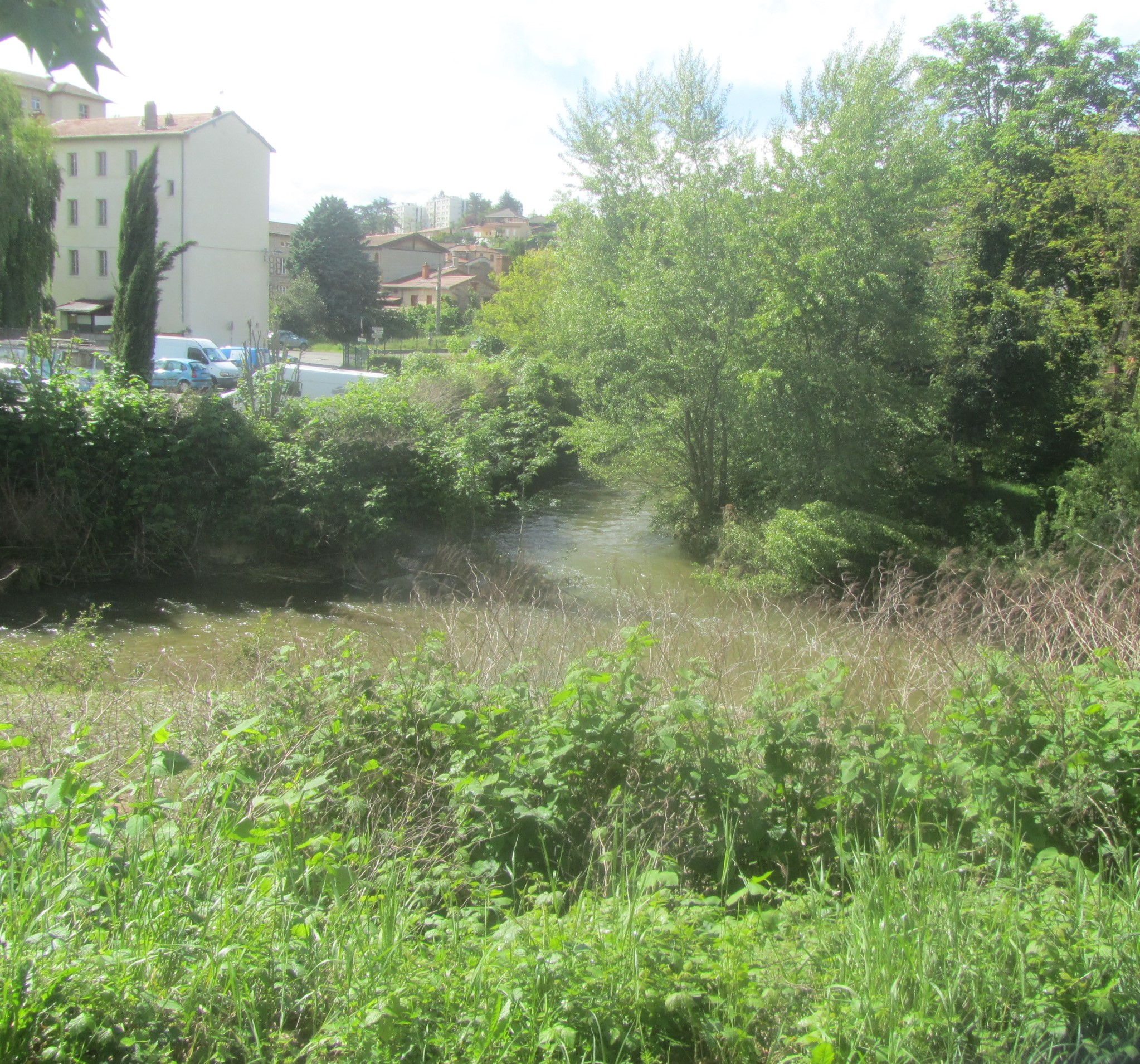
Confluent Brévenne - Turdine
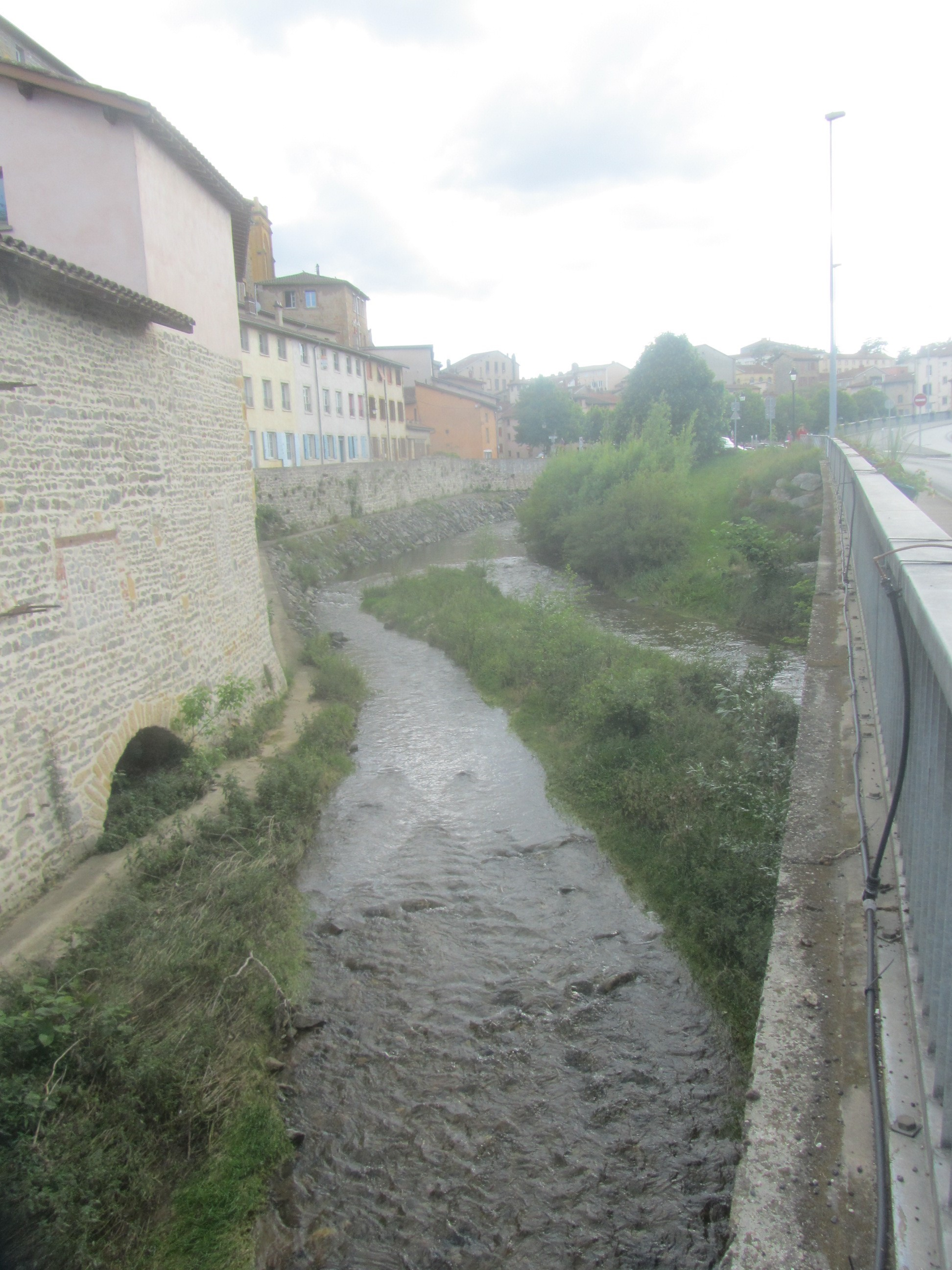
La Turdine à L'Arbresle

### Temps gallo-romains
L’Arbresle apparaît privilégiée par son site, en forme de promontoire dominant la confluence de la Brévenne et de la Turdine. La découverte de pièces de monnaie est un bien faible indice pour permettre d’affirmer qu’il aurait pu être un oppidum avec un rôle de contrôle et de refuge, mais ce serait conforme à ce que l’on sait des populations celtiques qui peuplaient alors le territoire. Plus précisément, la région était alors le domaine de la tribu gauloise des Ségusiaves centrée sur un site à proximité nord-est de Pontcharra-sur-Turdine au lieu-dit Miollan, dénommé Mediolanum sur le fameux itinéraire de Peutinger. Il est encore plus douteux qu’on ait pu vérifier les qualités défensives de cet oppidum lors de la conquête de la Gaule par Jules César, car les Ségusiaves, clients des Éduens, auraient adopté leur politique de collaboration avec le conquérant. On a plus de certitude sur le passage par L’Arbresle de la voie romaine de Lugdunum (Lyon) à Rodumna (Roanne) mettant en communication le Rhône et la Loire animés par le trafic fluvial alors privilégié par rapport aux transports terrestres. La mémoire de cette fonction en a été conservée au Moyen Âge par des appellations flatteuses : via Francisca, magnum iter, iter publicum. Le recoupement à L’Arbresle de cet axe sud-est/nord-ouest par une voie nord-est/sud-ouest reliant Asa Paulini (Anse) et Forum Segusiavorum (Feurs) — nouvelle cité des Ségusiaves fondée par les Romains — reste une pure hypothèse.

### Moyen Âge
À défaut de documents écrits, on ne manque pas d’arguments pour affirmer la précocité de la christianisation de la population. « D’après les spécialistes en histoire religieuse, les églises placées sous le vocable de saint Jean-Baptiste et de saint Étienne, comme c’est le cas chez nous, seraient parmi les plus anciennes ». A l’imitation de Lyon ? On peut par ailleurs dater avec précision la fondation d’un établissement hospitalier dans le faubourg de la Madeleine, en rive droite de la Brévenne : elle s’est produite dans le même temps et selon la même inspiration qui attribue au roi mérovingien Childebert la création de l’Hôtel-Dieu à Lyon en 646. L’historien dispose, en revanche, de bases solides à partir du IXe siècle une fois précisé que, vu l’exiguïté du territoire de la commune (3,36 km²), son destin s’est souvent joué en-dehors de ses limites. En l’occurrence, il a été étroitement lié à l’histoire de l’abbaye bénédictine de Savigny. Celle-ci est bien vivante, son cartulaire en fait foi, à partir de 819, au point qu’on l’imagine partie prenante dans ce que l’on appelle la Renaissance carolingienne sous la conduite d’Eginhard. Toutefois, après sa destruction par les hordes hongroises entre 934 et 949, elle peine à sauvegarder son indépendance entre ses puissants voisins, l’archevêque de Lyon, les comtes du Forez et de Beaujeu. Vers 1060, son abbé Dalmace entreprend de fortifier le site de l’Arbresle qui sera défendu par trois enceintes : « le château par lui-même, le vingtain, c’est-à-dire le lieu où les vassaux viennent verser au seigneur la vingtième partie de la récolte et, en dernier lieu, le mur de la ville encore appelé mur d’enceinte ».

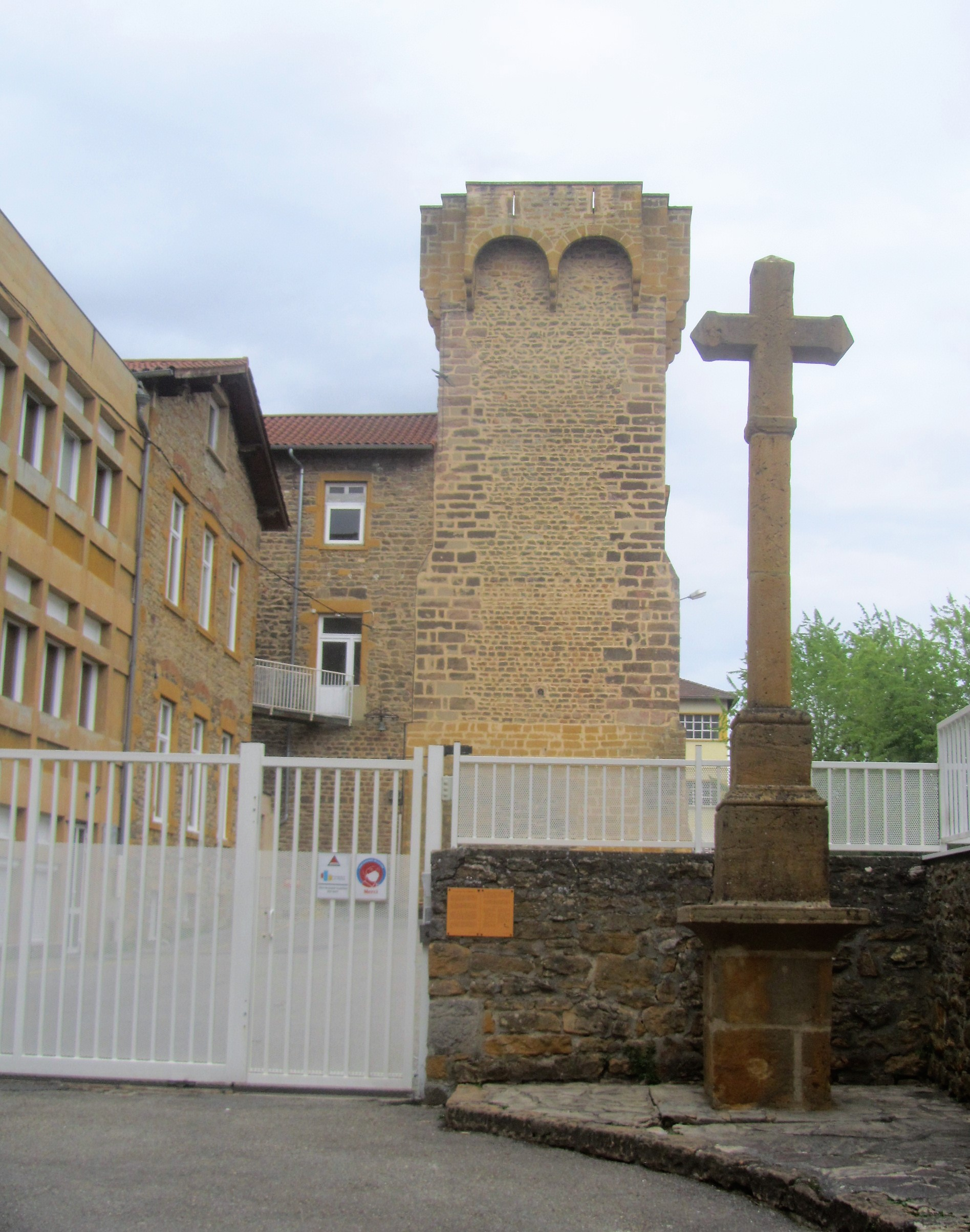
Donjon du château de l'Arbresle
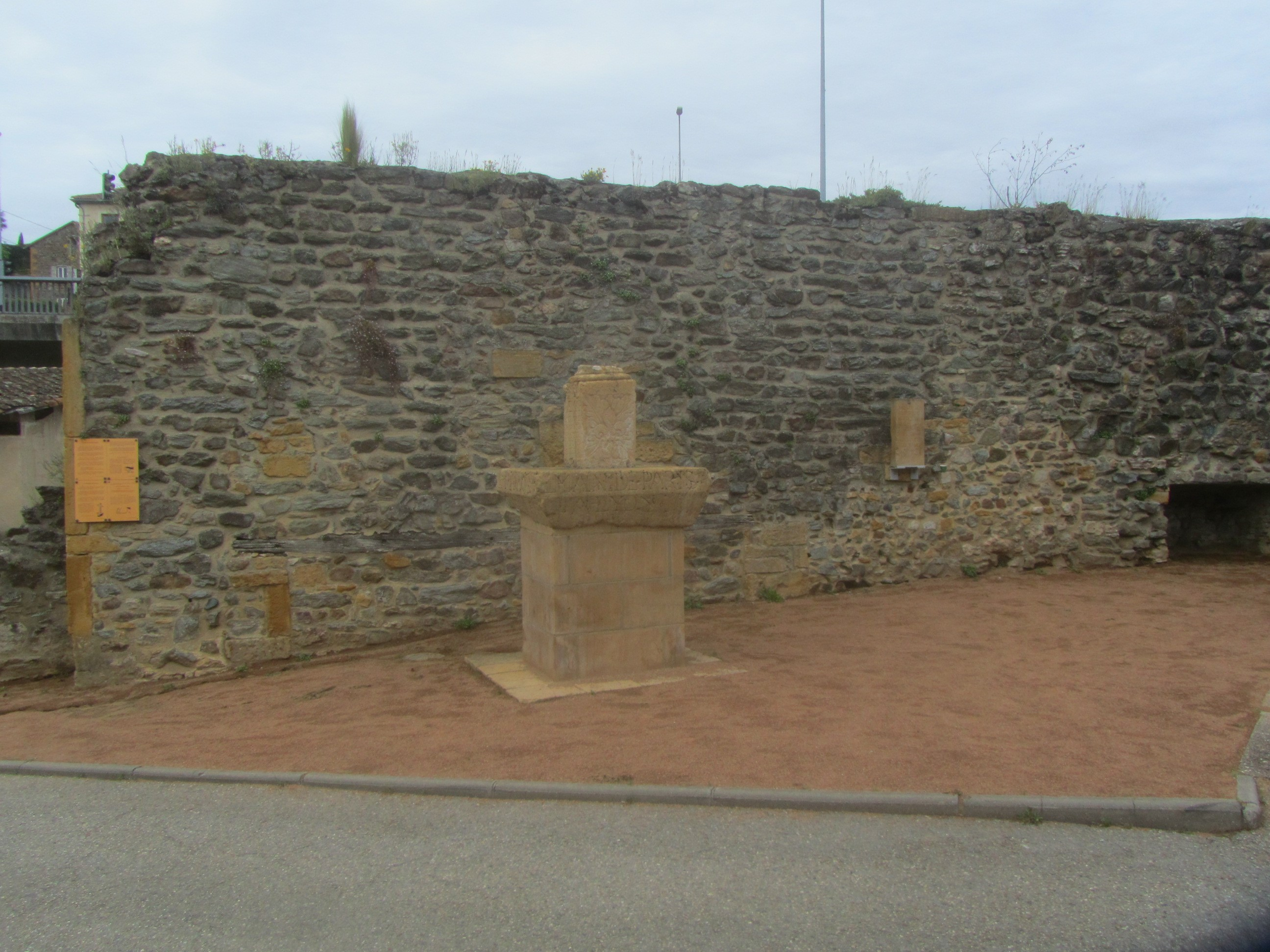
Mur d'enceinte de l'Arbresle
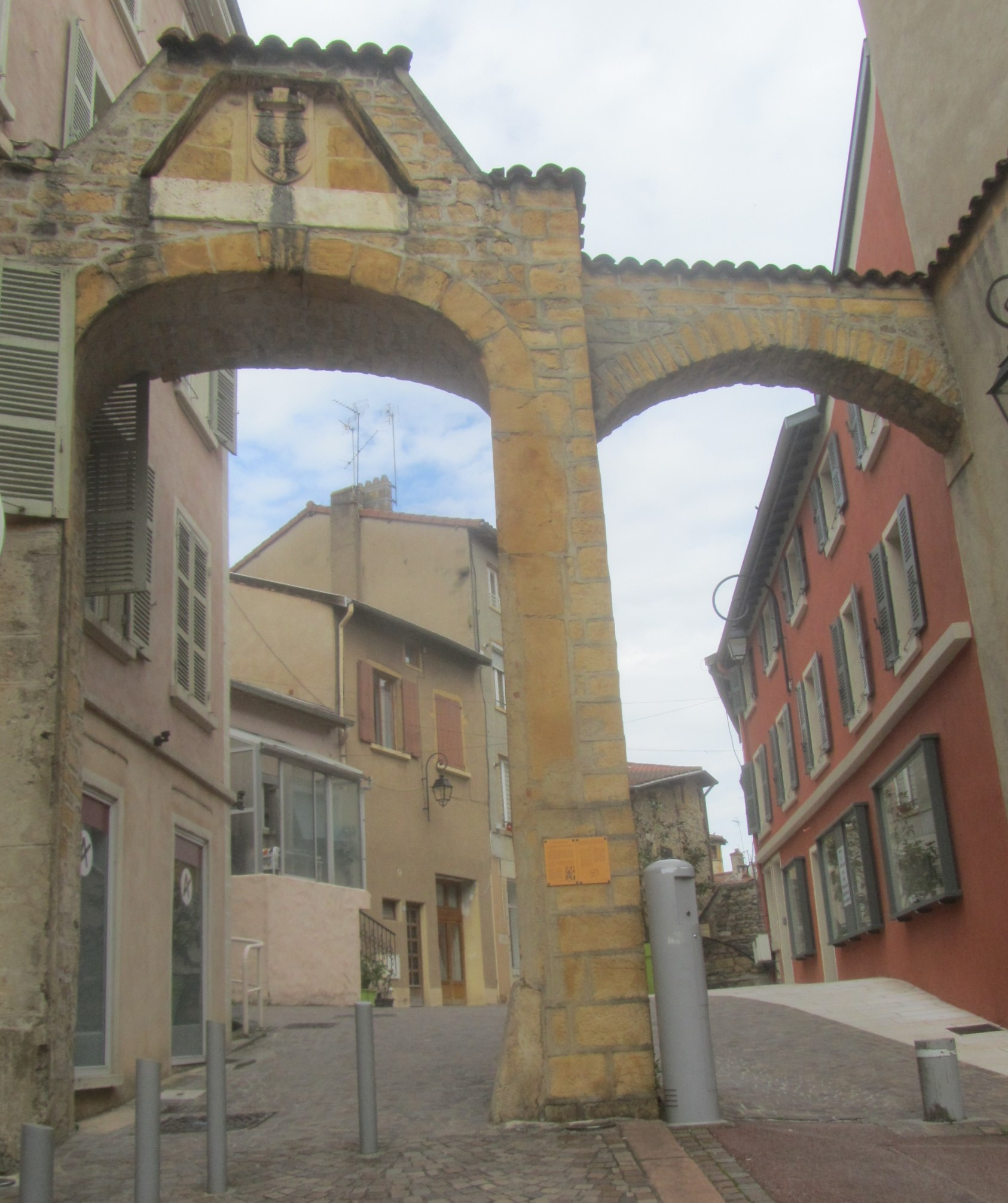
Porte de Savigny
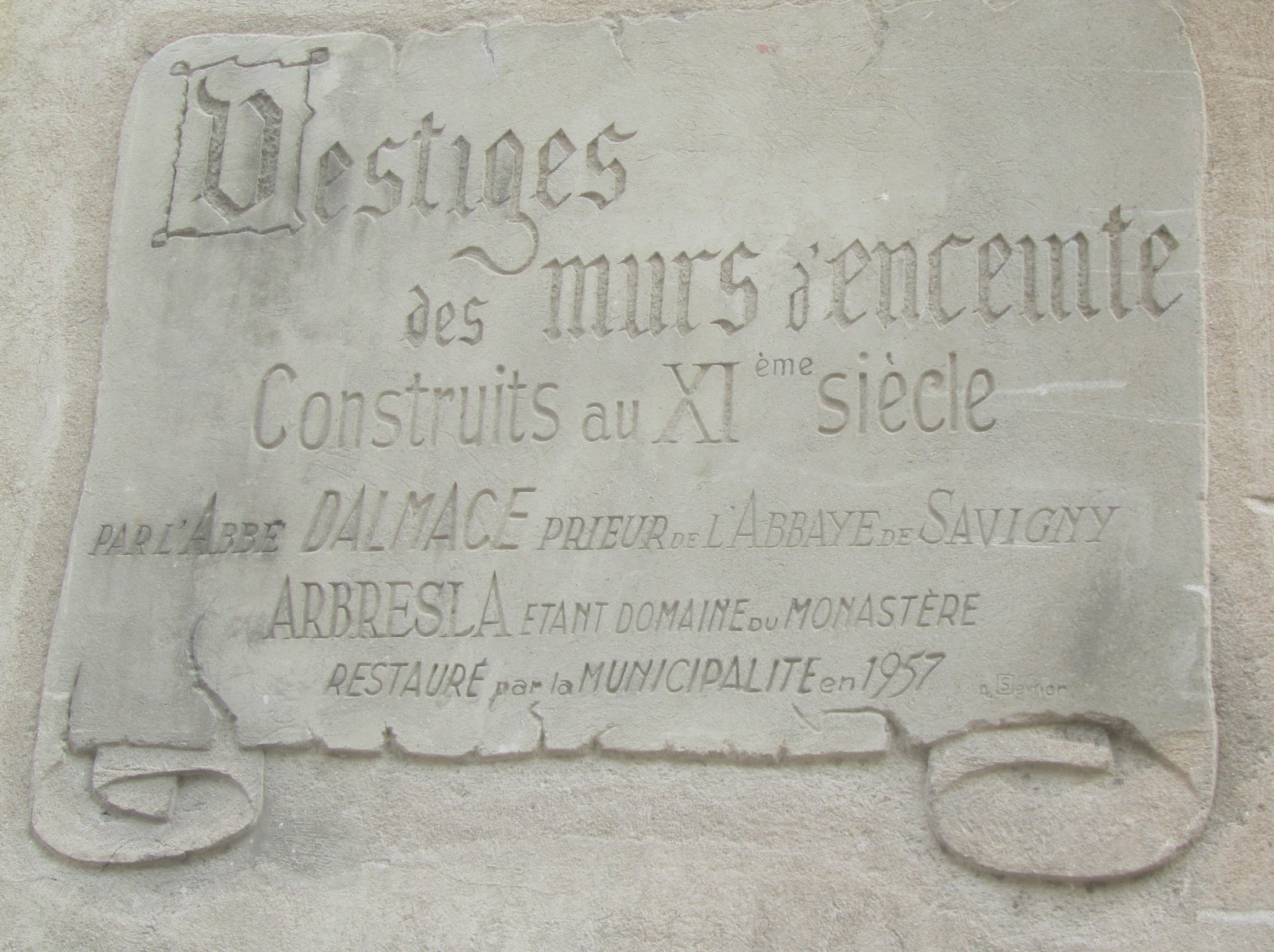
Plaque d'information sur le mur d'enceinte

Les occasions de conflit perdurent. En 1204, Renaud de Forez (1193-1226) entend faire valoir certains droits féodaux en tant qu’archevêque de Lyon. Lorsque ces droits sont contestés, « il n’hésite pas à porter le fer contre l’abbaye de Savigny qu’il endommagea considérablement en 1204 ». Suivent, au cœur du Moyen Âge des heures plus glorieuses. « La seule église étrangère à la ville [de Lyon] qui puisse rivaliser avec elles [les seigneuries ecclésiastiques] est l’abbaye de Savigny, retranchée dans les monts de Tarare où elle domine sans partage ». Et elle est en possession de terres à Saintes, en Charente ainsi qu’à et à Talloires, sur les rives du lac d’Annecy ! Lors du quatorzième concile œcuménique tenu à Lyon en 1274, la surveillance est confiée à des chevaliers et des gendarmes de l’abbaye de Savigny qui ne sont autres que des Arbreslois pour la plupart.
À cette époque le carcan féodal apparaît comme une entrave au développement de la vie économique. Les seigneurs se voient contraints de l’assouplir en accordant aux villes des chartes de franchises. Les cas en sont nombreux dans la région lyonnaise. En ce qui concerne l’Arbresle, cette notion de charte n’est employée qu’en guillemets, avec dérision. On en jugera par le récit d’un épisode significatif. « Le 6 juillet 1340, l’abbé Jean de Lutry et tous ses moines, réunis en chapitre au son de la cloche, notifiaient solennellement l’accord avec les habitants de l’Arbresle […] grâce à la médiation d’un juriste, Guy Caille, chanoine de Chalon et de Saint-Just, et du bailli de Savigny, Guillaume de Faverges, seigneur du Breuil ». Au terme de cet accord, le droit de la population d’élire ses quatre champiers (gardes champêtres) ne saurait plus être contesté. Le charroi des vendanges vers les caves de l’abbaye reste à charge de la population mais dans certaines limites ; lorsqu’une personne meurt intestat, en vertu du droit de dépouilles, ses biens reviennent à la paroisse mais selon une tarification qui tient compte de la fortune du défunt ; un dixième de l’herbe du pré de la Cour est à la disposition des Arbreslois. Le contraste entre la solennité qui entoure cet accord et l’insignifiance des questions débattues est par lui-même la preuve de l’omnipotence de l’abbaye.
La position centrale de L’Arbresle et ses facilités d’hébergement expliquent sans doute la tradition selon laquelle Jacques Cœur, l’illustre grand argentier du roi Charles VII, dans les dernières années de la guerre de Cent Ans, aurait fixé son domicile au 14 de l’actuelle rue du Marché. Son objectif était la mise en exploitation des ressources du district minier étiré de manière discontinue sur une vingtaine de kilomètres de Chessy-les-Mines dans la vallée de l’Azergues au nord, à Brussieu, dans la vallée de la Brévenne ; en son centre, Sain Bel, Sourcieux-les-Mines et Saint-Pierre-Lapalud. Il aurait porté un particulier intérêt à l'argent contenu dans les secteurs de Joux et Pampailly à Brussieu. Cette éminente personnalité impliquée par ailleurs dans un immense réseau d’affaires a relégué dans l’ombre un authentique Arbreslois, Hugues Jossard, né en 1365, qui avait joué un rôle de précurseur dans l’exploitation de ce district minier vers la fin du XIVe siècle et s’y était acquis une grande fortune.

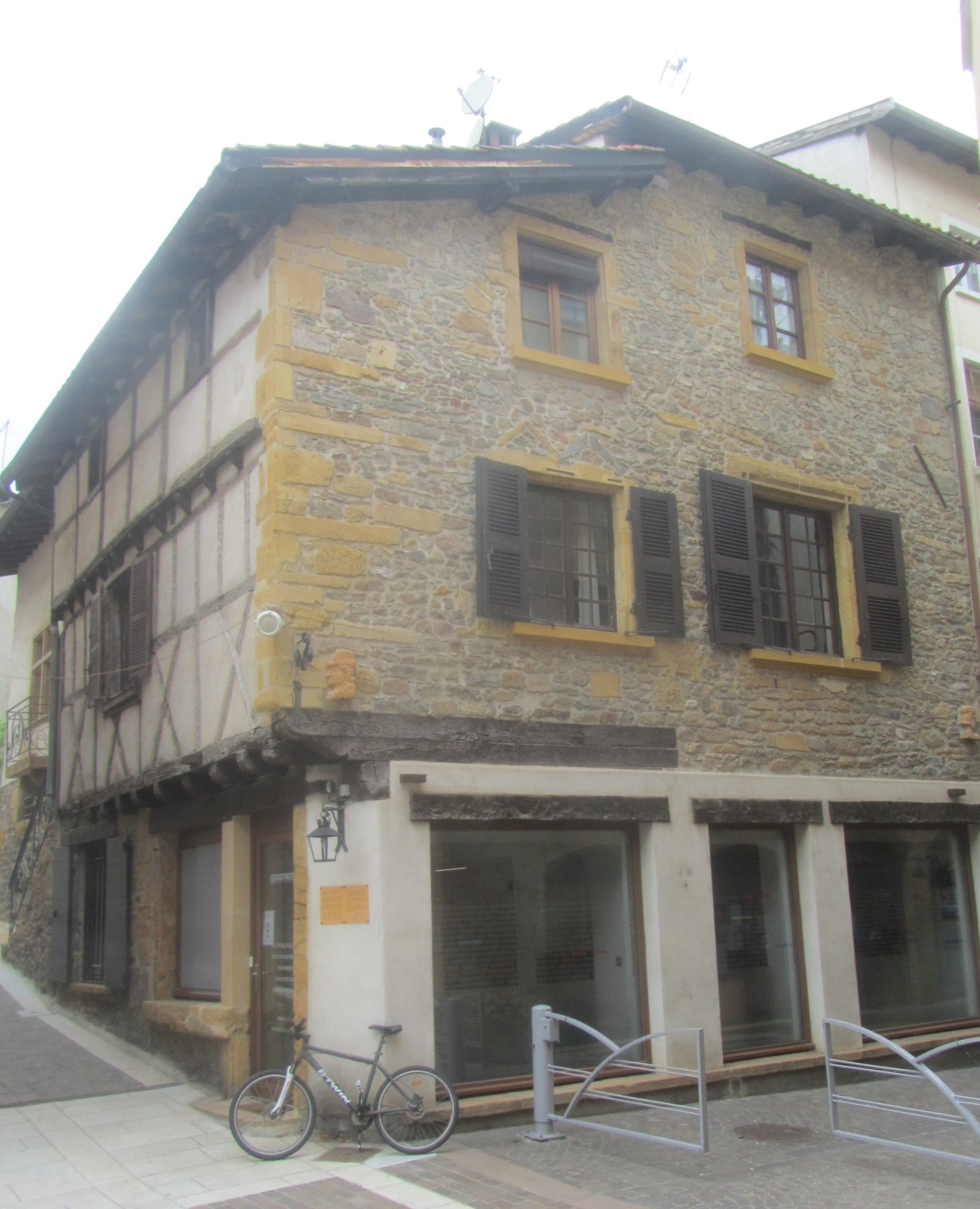
Maison dite Jacques Cœur
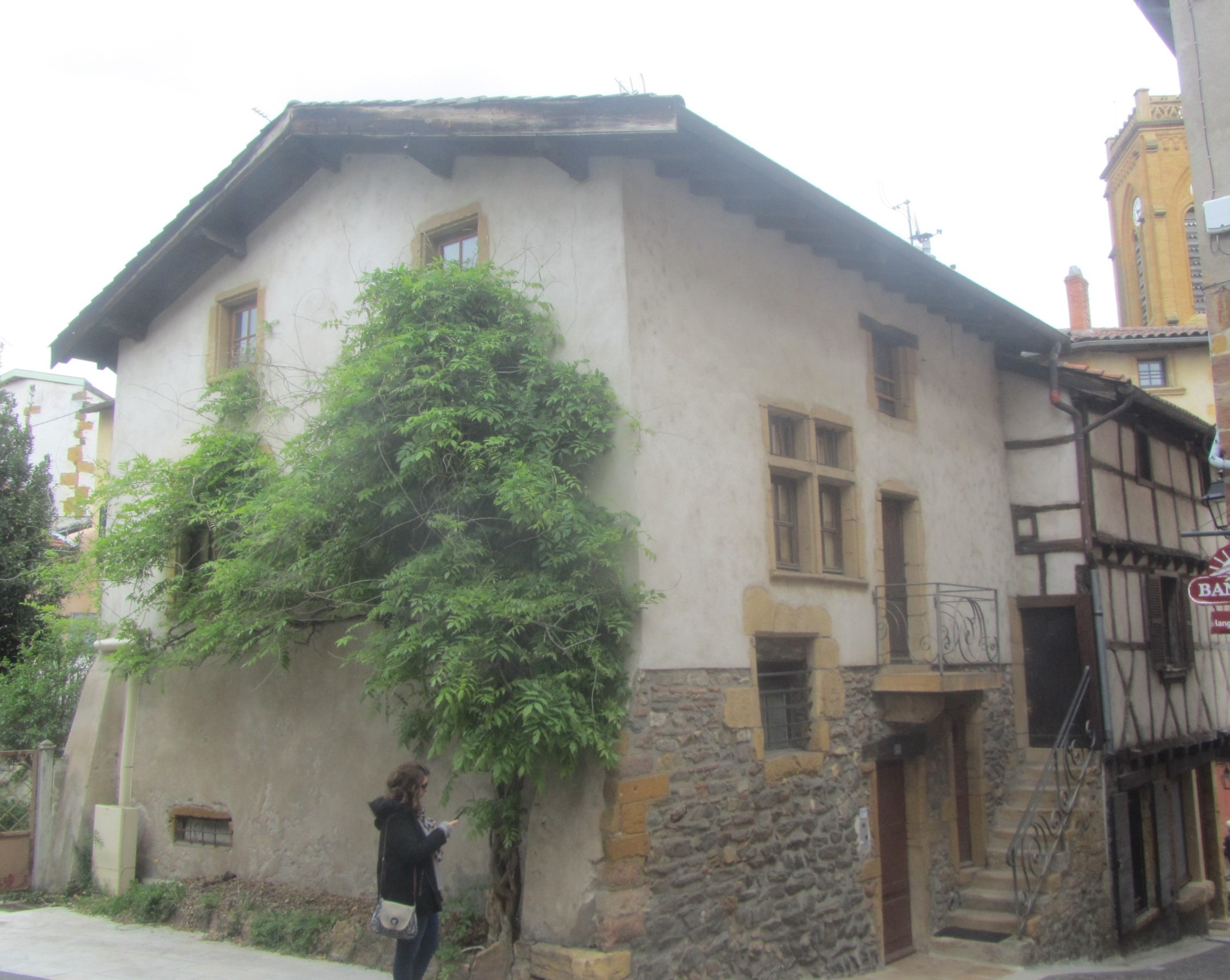
Maison Jacques Cœur
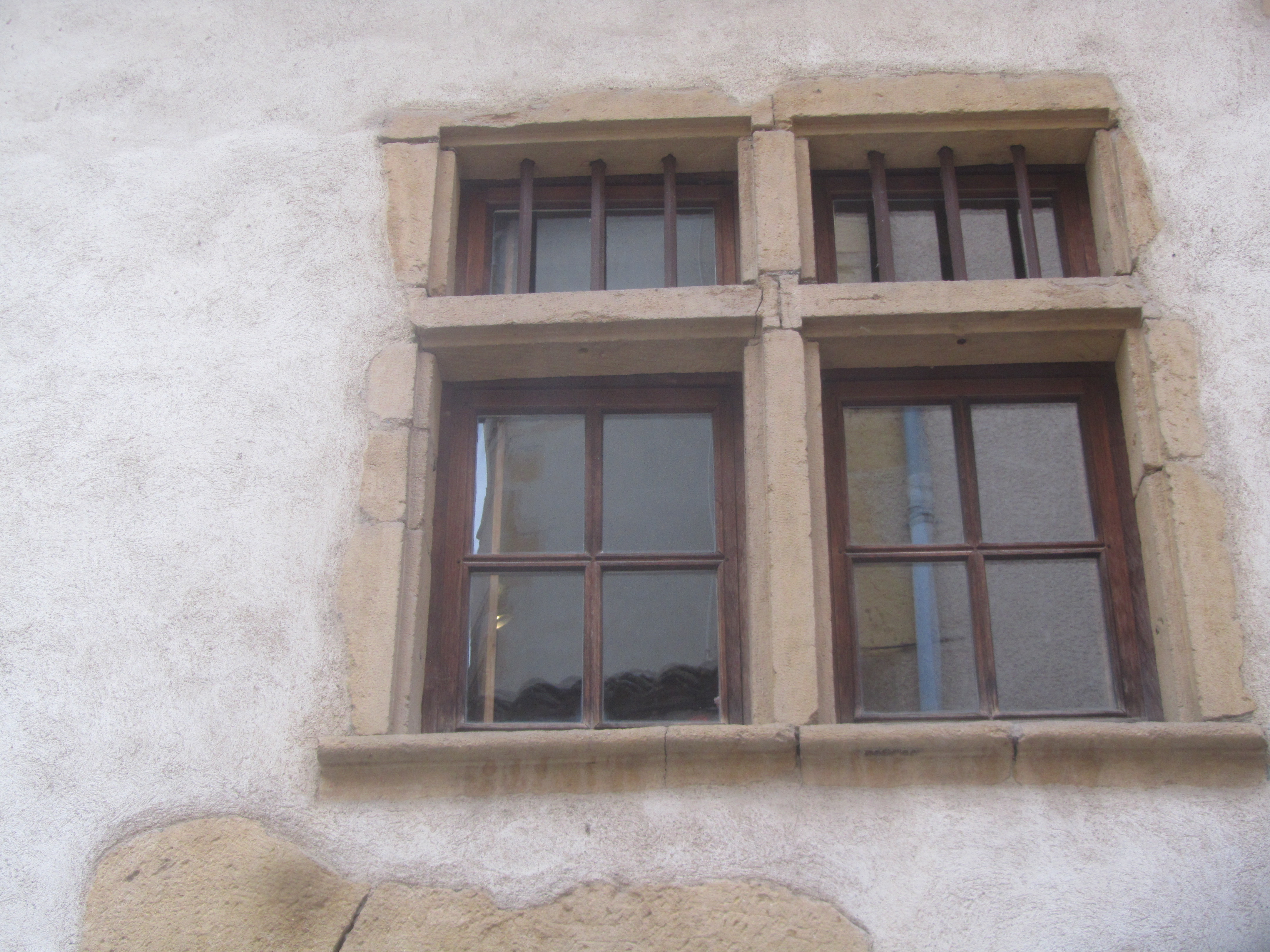
Maison Jacques Cœur fenêtre à meneaux

### Des temps modernes auXIXesiècle

#### Vie religieuse
Le renversement de situation va s’opérer au fil des siècles. Dans la deuxième moitié du XVe siècle on entreprend la construction de l’église dédiée à Sainte-Marie-Madeleine en position bien évidente à côté du château. Le bâtiment se compose alors de l’abside, du chœur et d’une nef à deux travées. Par souci d’économie l’emploi de la pierre dorée tirée des proches carrières du sud Beaujolais est réservé à l’encadrement des ouvertures en contraste avec le matériau quelconque et sombre des murs. L’art gothique est alors à la mode et on ne s’étonne pas de la facture des voûtes à croisée d’ogive avec engagement de nervures dans les piliers. L’harmonie règne entre les autorités chrétiennes comme en témoigne l’examen des trois vitraux du chœur, œuvre vraisemblable d’un maître lyonnais entre 1488 et 1494. Dans la verrière centrale, au registre inférieur le cardinal André d’Epinay, archevêque de Lyon impose son effigie. Dans celui de gauche, au même registre figure François IV d’Albon, abbé de Savigny. Sa présence est d’autant plus justifiée qu’il a seul la responsabilité de nommer le titulaire de la cure de la paroisse. La qualité exceptionnelle de cet ensemble lui a valu de bénéficier d’une double restauration au cours du XIXe siècle. On a pu écrire qu’il préludait aux grandes compositions du vitrail français de la Renaissance,.

Église Saint-Jean-Baptiste
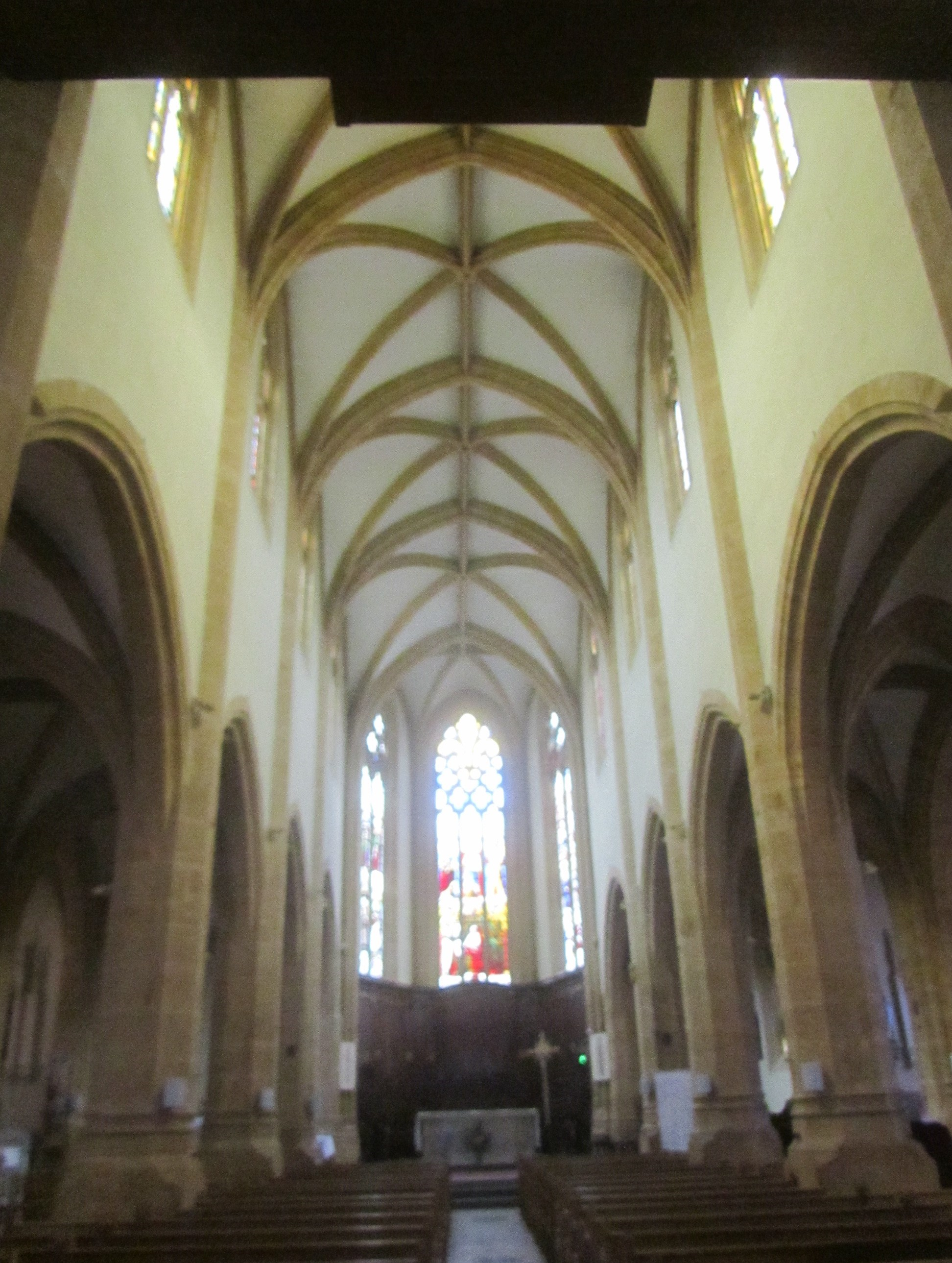
Nef centrale
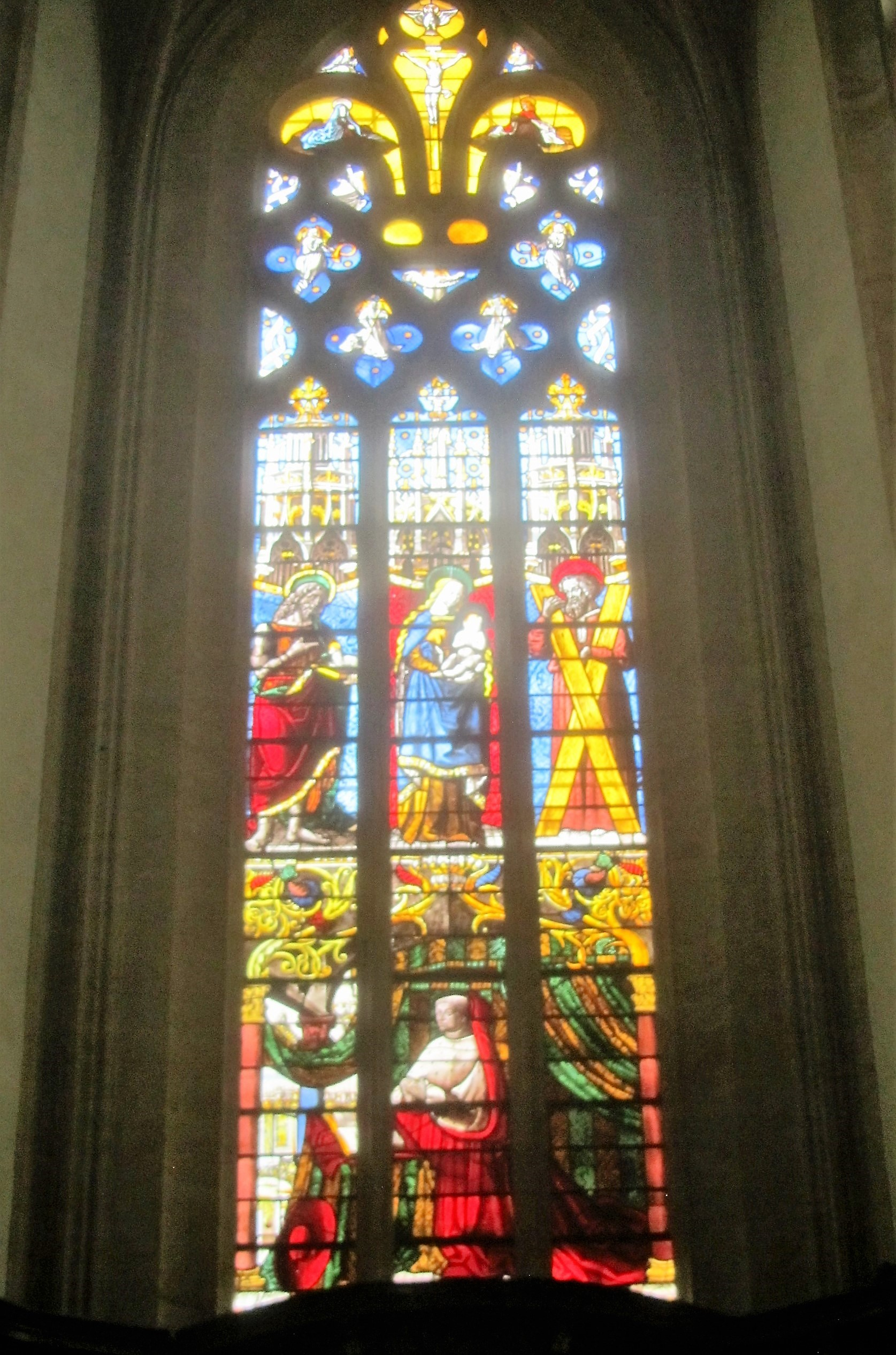
Vitrail central du chœur
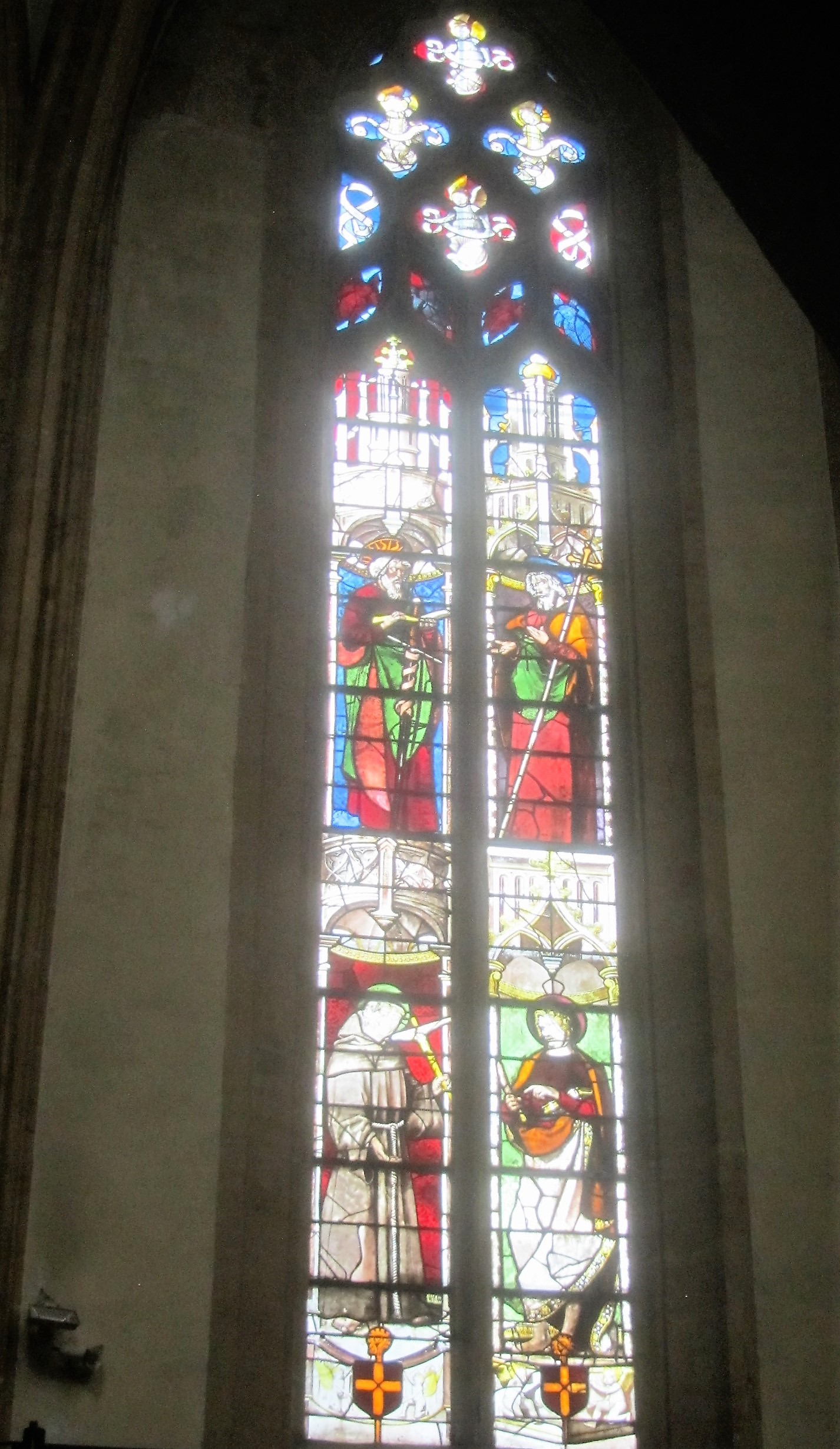
Vitrail gauche du chœur
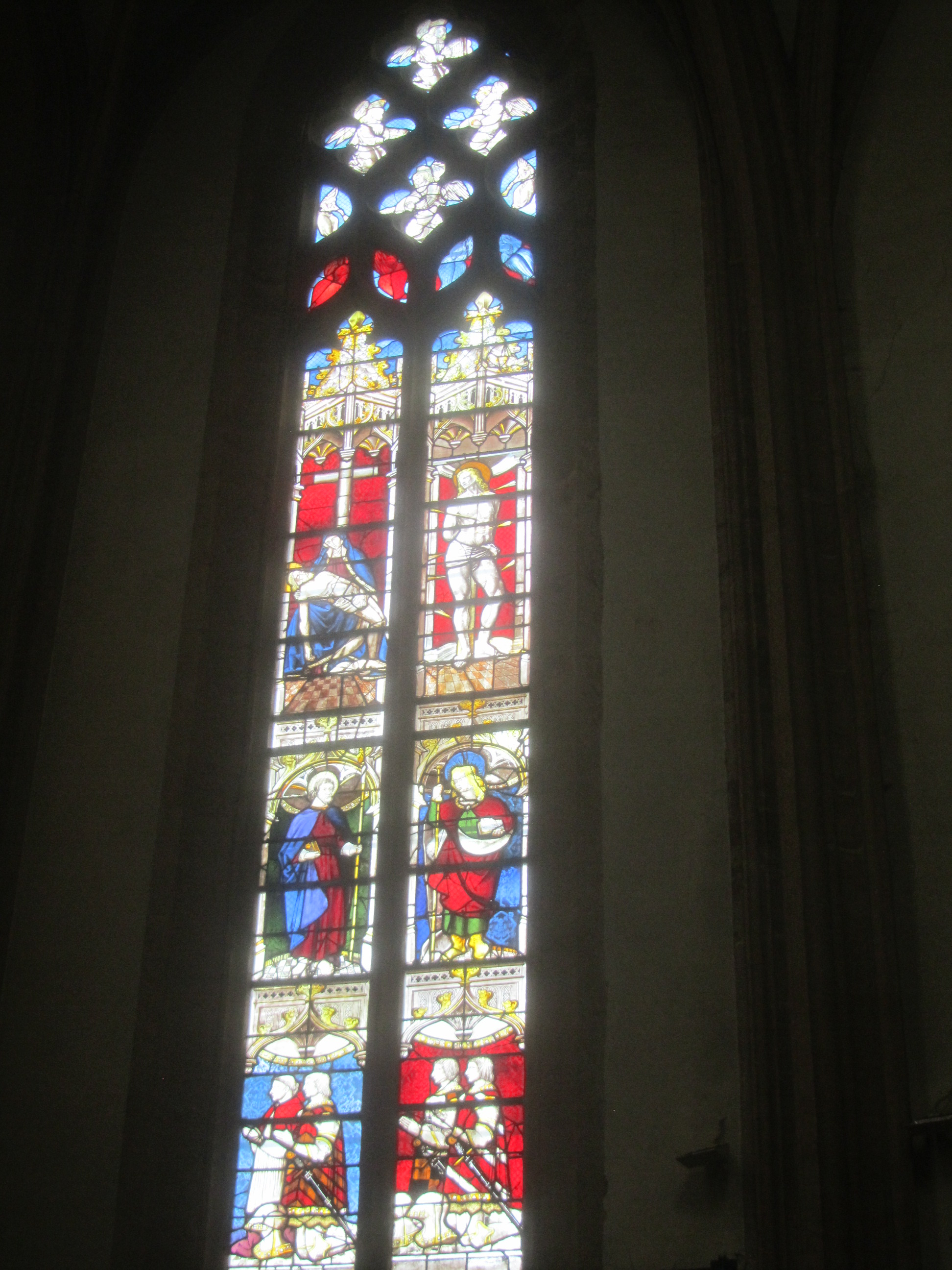
Vitrail droit du chœur
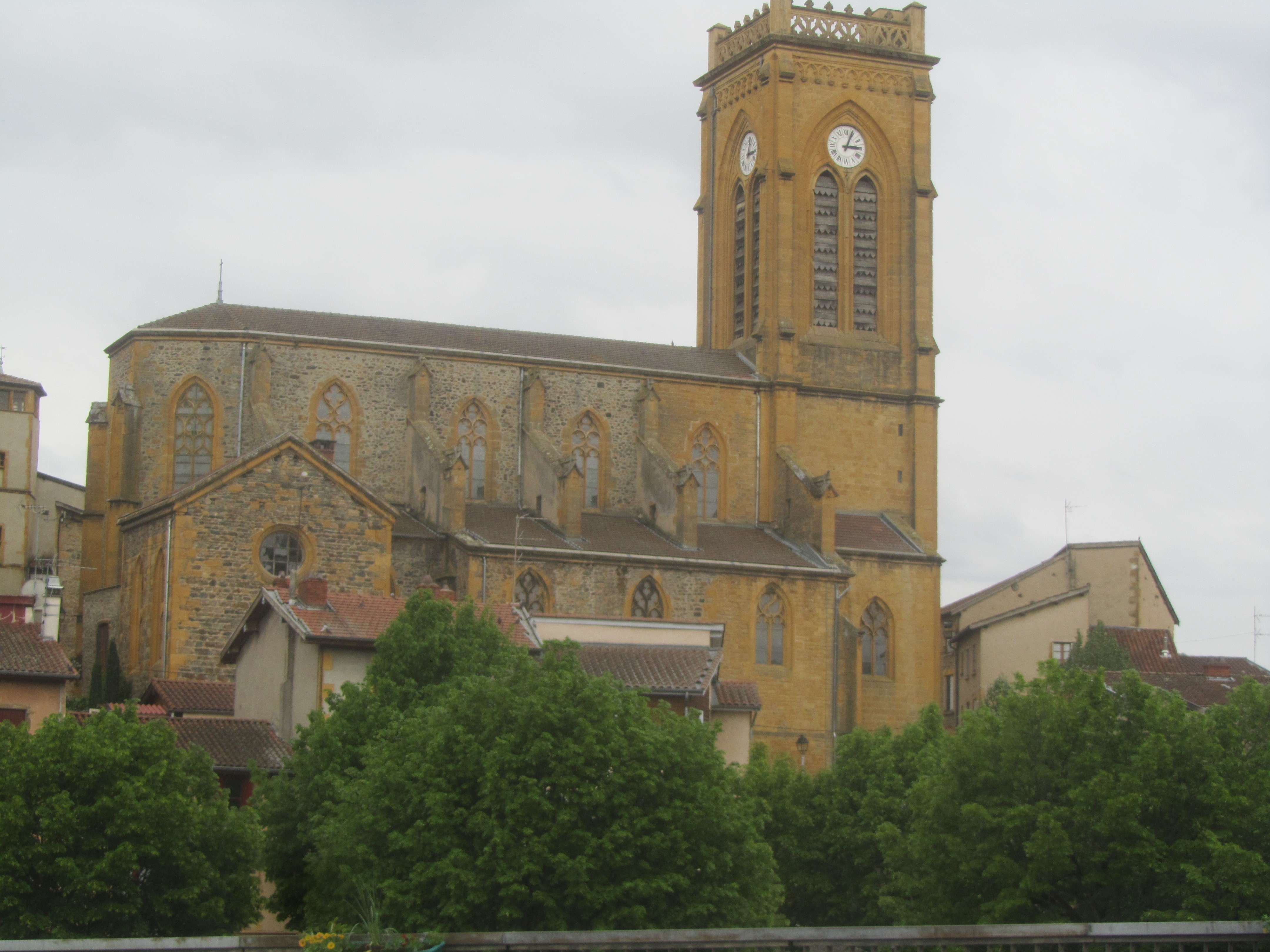
Église Saint-Jean-Baptiste

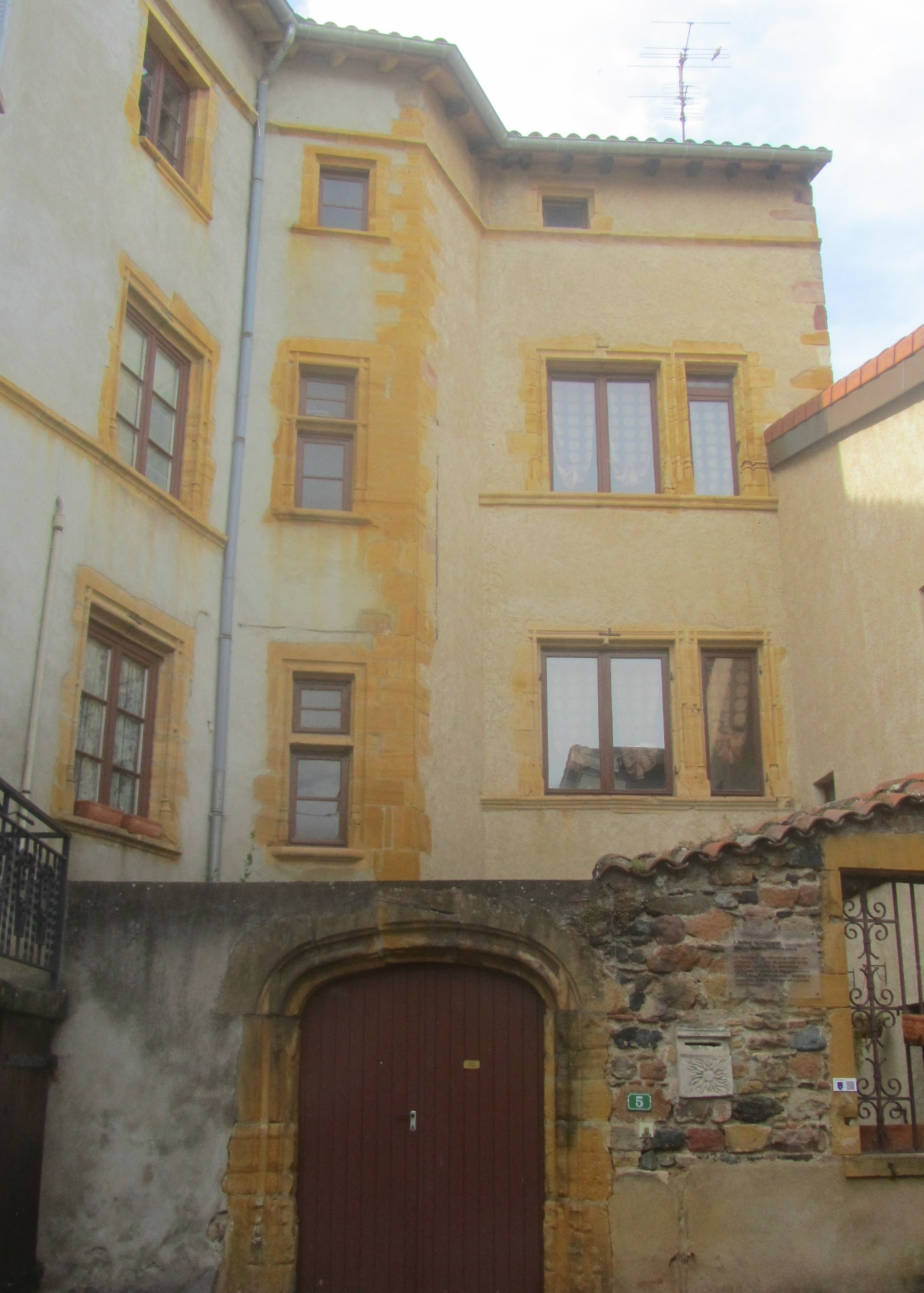
Maison du chamarier.

S’il fallait une preuve de la ferveur religieuse des paroissiens tout au long de cette période, on la trouverait dans la vitalité des confréries. Le souvenir de deux d’entre elles nous a été conservé. Celle des Pénitents du Saint Sacrement avait été fondée en 1615. Ses membres auxquels était réservée une tribune dans l’église Saint-Jean-Baptiste, pratiquaient une entraide mutuelle en toutes les circonstances de la vie. Leurs processions nocturnes aux flambeaux, pieds nus, en grande aube blanche et capuchon percé de deux trous pour les yeux, leurs chants lugubres, faisaient grande impression sur la foule. La confrérie du Rosaire est quasi contemporaine puisqu’elle aurait été établie en 1639 par le prieur des Jacobins de Lyon mais la direction en était confiée au curé. Depuis le XVIe siècle, la bourgeoisie lyonnaise enrichie par le commerce et souvent anoblie a pris l’habitude de passer la belle saison dans ses maisons des champs, particulièrement nombreuses sur les coteaux proches de la ville. La famille de Valous, elle, a choisi le bord de la Turbine. C’est aussi l’occasion de contrôler la bonne gestion de son domaine de prairies, de vigne et de chènevières. Sa magnifique demeure renaissance nous est parvenue intacte.

Maison de Valous
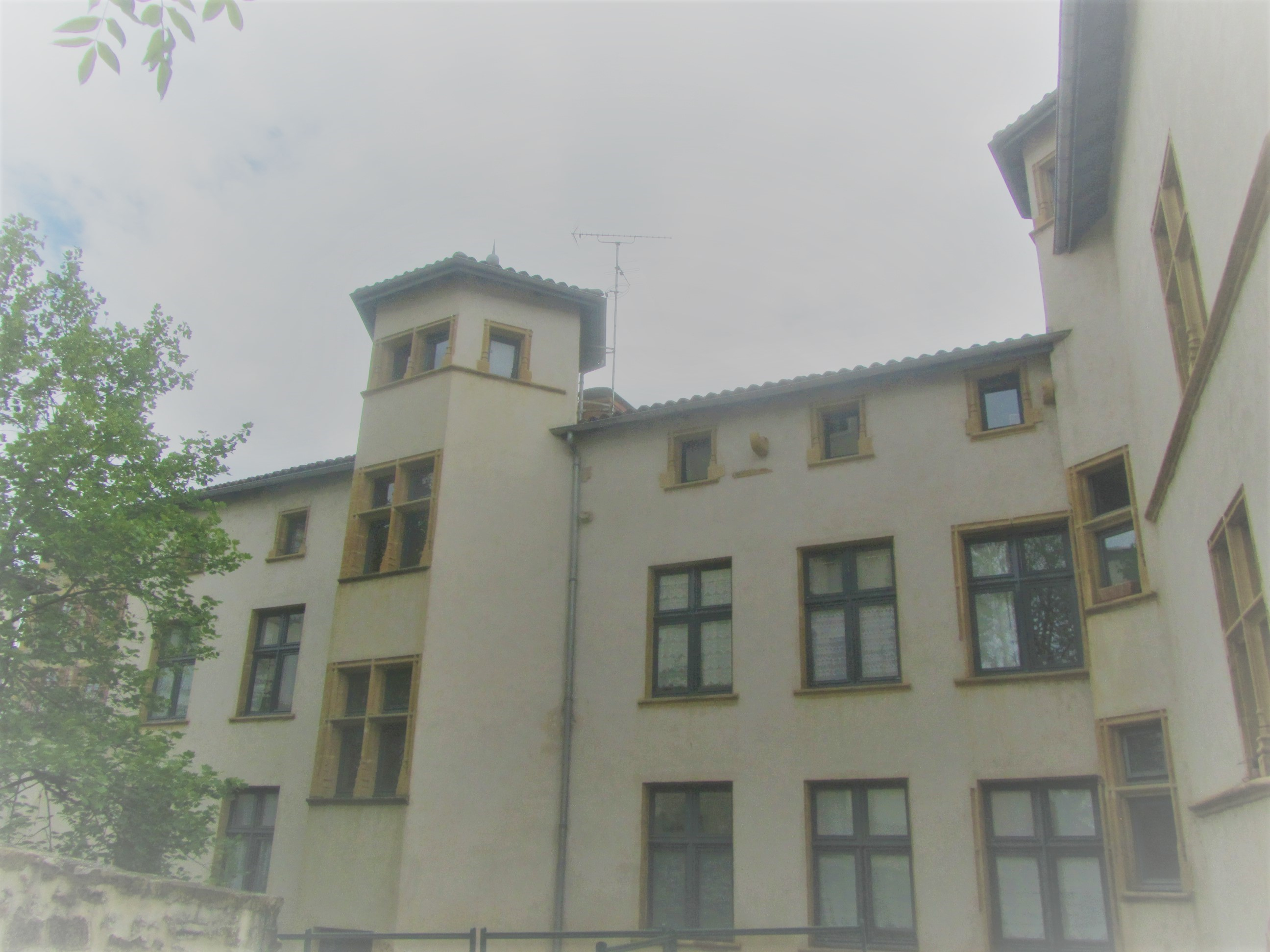
Corps de logis central
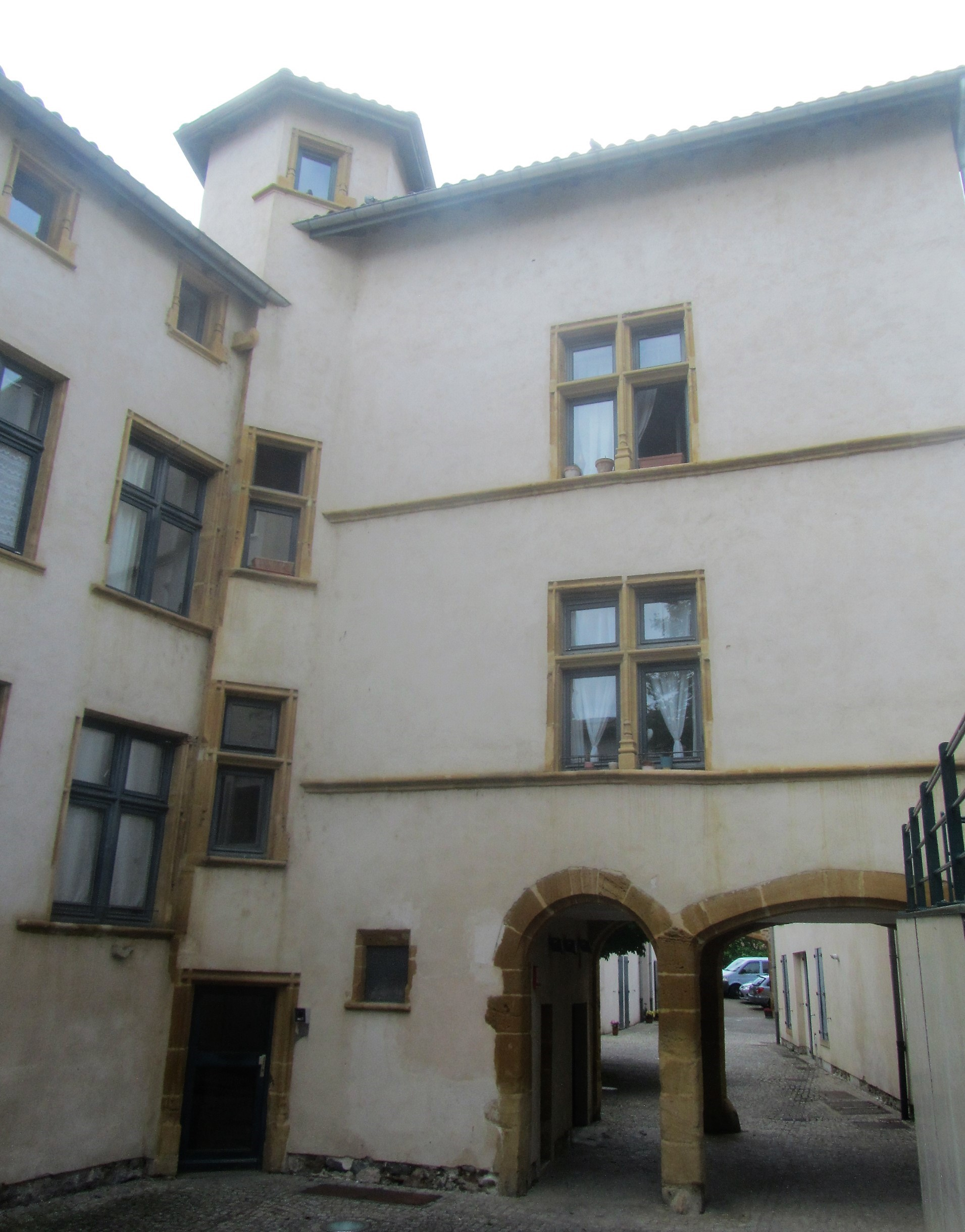
Aile droite
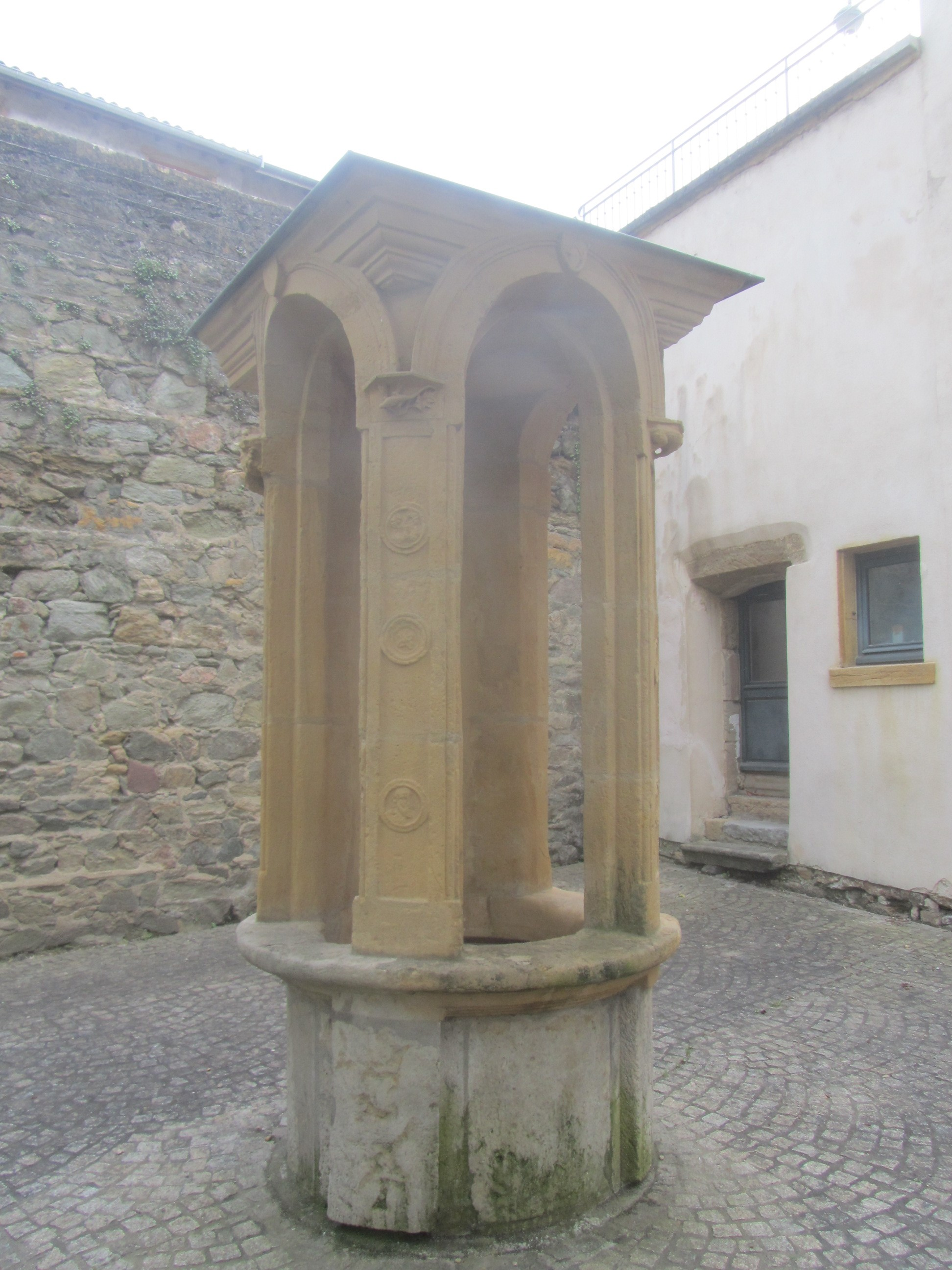
Puits

Il en allait tout autrement du côté de l’abbaye de Savigny. La décadence était inscrite dans le concordat de 1515 conclu entre François Ier et le pape Léon XI. Désormais, c’est le roi et non les moines eux-mêmes qui se réservait la nomination des abbés et des prieurs. Plus grave encore a été l’usage fait de ce droit comme prébende en remerciement de sa majesté pour les services rendus ou espérés des membres de la noblesse bénéficiaires. Si l’on ajoute que les heureux élus n’avaient pas obligation de résidence, on comprendra que peu importait la bonne marche de leurs abbayes à ces abbés commanditaires. Dans le cas de Savigny, nous apprenons que : « Depuis ledit Antoine d’Albon dernier abbé régulier, cette abbaye n’a plus été possédée que par des commanditaires ennemis des religieux qui n’habitent plus avec eux ni n’ayant avec eux aucune intelligence, presque tous ont travaillé à diminuer leurs biens et à s’en emparer ». Par ailleurs, les mentalités évoluent. Le déclin de la vocation monastique est général dans toute la France. Louis XV a beau prendre des mesures en abaissant les conditions d’admission des candidats, le nombre de religieux qui avait été antérieurement limité par le cardinal de Neuville, passant de 80 à 20, n’était déjà plus que de 15 à la fin du règne de Louis XIV. En 1778, il en reste 11, plus de la moitié de plus de 60 ans, et certains sont infirmes et ne peuvent plus remplir leurs offices. En conclusion logique, la dissolution de l’abbaye a été demandée le 18 juillet 1779. Louis XVI a accordé sa signature et la confirmation en a été donnée par une bulle du pape Pie VI, le 22 juin 1780. L’existence d’une ancienne abbaye est, certes, rappelée par une grande tour et par la maison du chamarier. Mais, devenus biens nationaux en conséquence de la Constitution Civile du Clergé au début de la Révolution, ses murs ont été achetés par des particuliers qui n’ont eu aucun souci de leur conservation. Les bâtiments ont été transformés en une carrière de matériaux pour de nouvelles constructions. Quant aux sculptures, elles « ont été mutilées ou détruites, ou au mieux se sont retrouvées enfouies, maçonnées dans des murs ou au contraire dispersées aux quatre vents y compris en Amérique du Nord » comme nous le rappelle Denise Devos dans un article de 1996,. L'association Savigny-Patrimoine a eu à cœur de racheter à l’occasion des statues qui se retrouvaient en vente sur le marché pour enrichir son propre musée. Mais la ferveur religieuse des paroissiens de l’Arbresle n’a été en rien affectée par la disparition de l’abbaye. Elle a même redoublé dans les temps de détresse qui ont suivi la guerre franco-allemande de 1870-71. Il fallait par ailleurs faire face à l’augmentation considérable de la population. Grâce aux dons recueillis par souscription, l’église Saint-Jean-Baptiste a été agrandie de deux travées, de quatre chapelles et d’un clocher de 32 mètres de hauteur par l’architecte lyonnais Francisque Boiron, le tout en pierre dorée des carrières de Glay. L’intérieur s’est enrichi des vitraux de la nef et des chapelles entre 1876 et 1896.

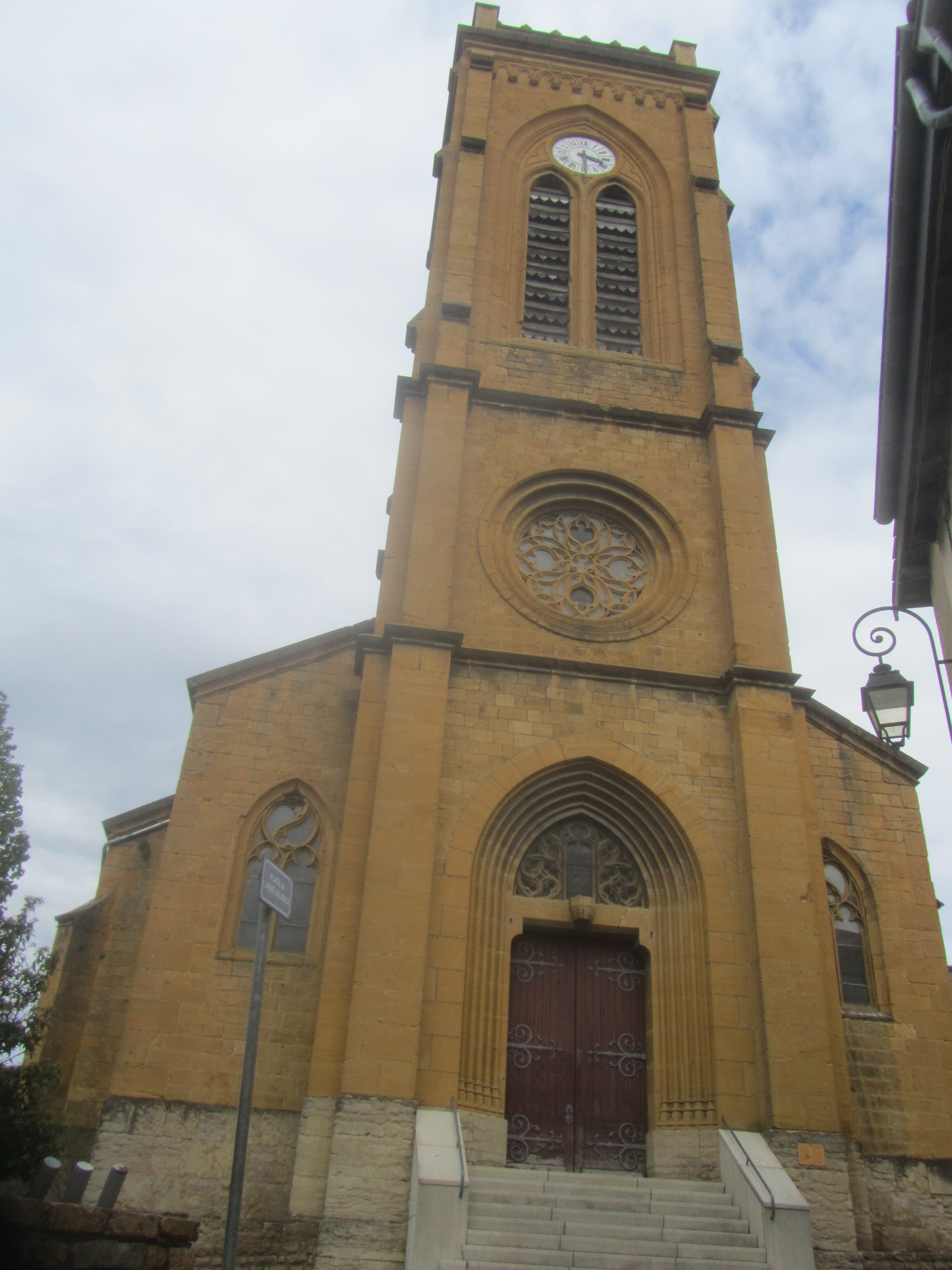
Façade et clocher de l'église Saint-Jean-Baptiste
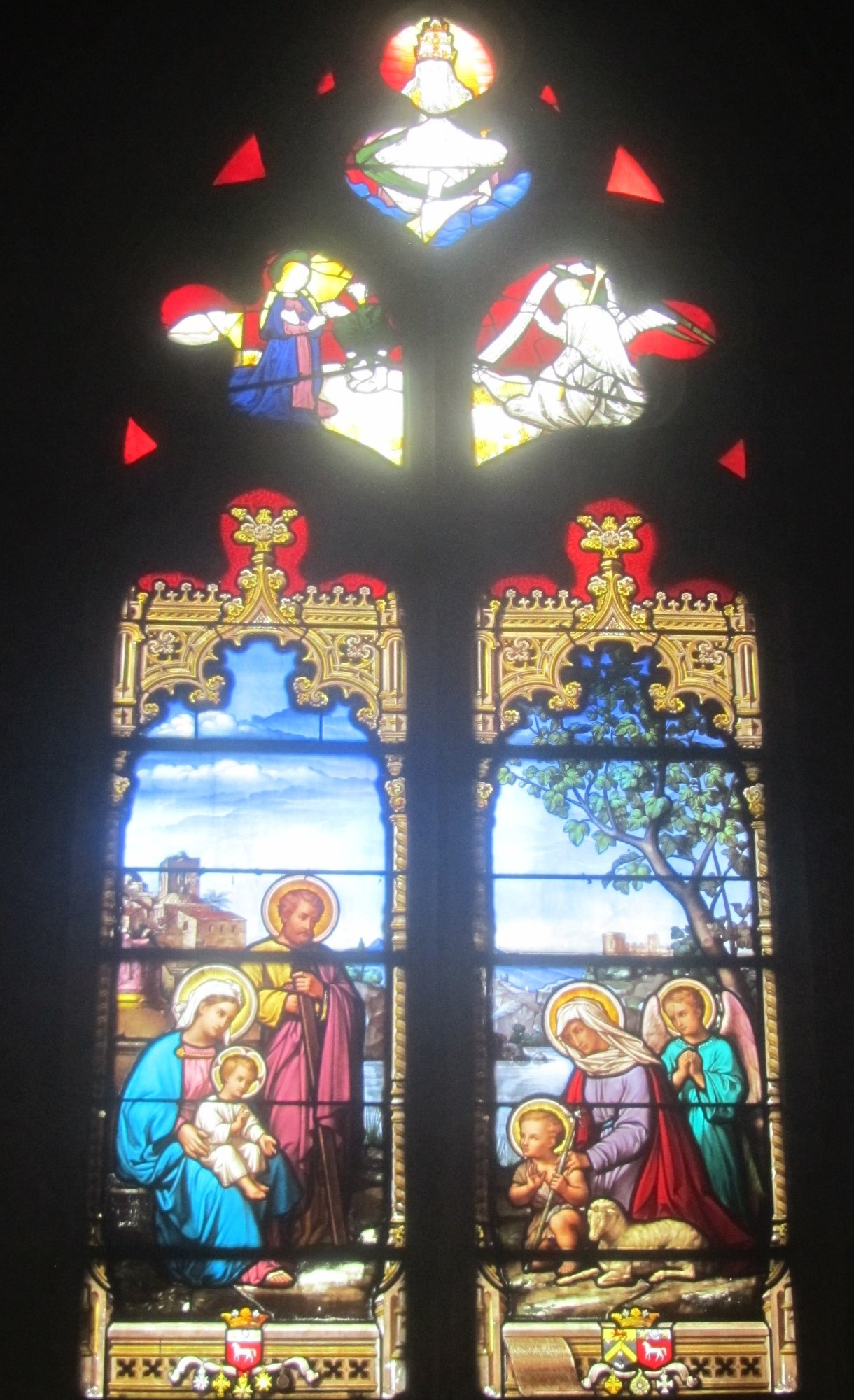
Vitrail de l'enfant Jésus
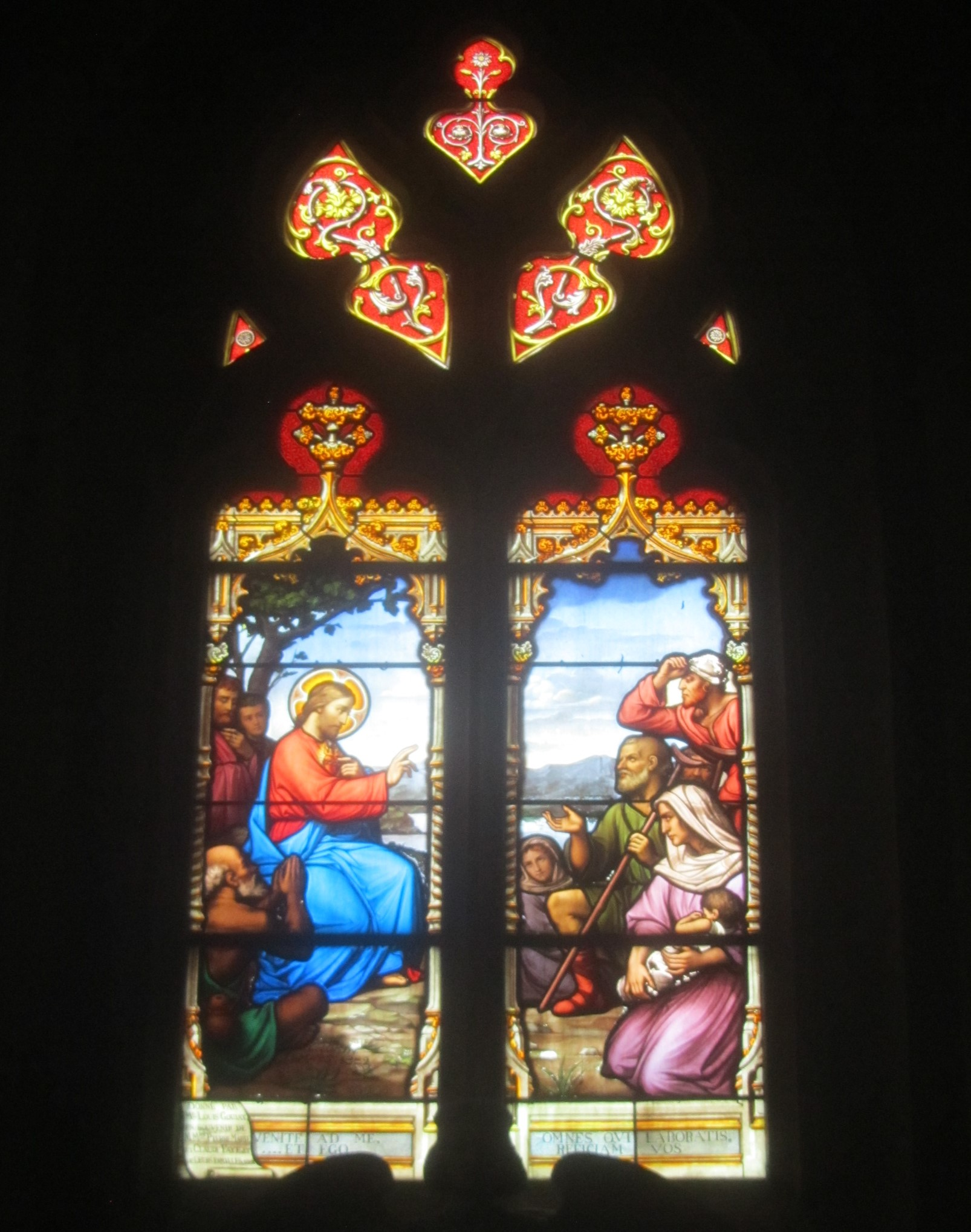
Vitrail du sermon sur la montagne
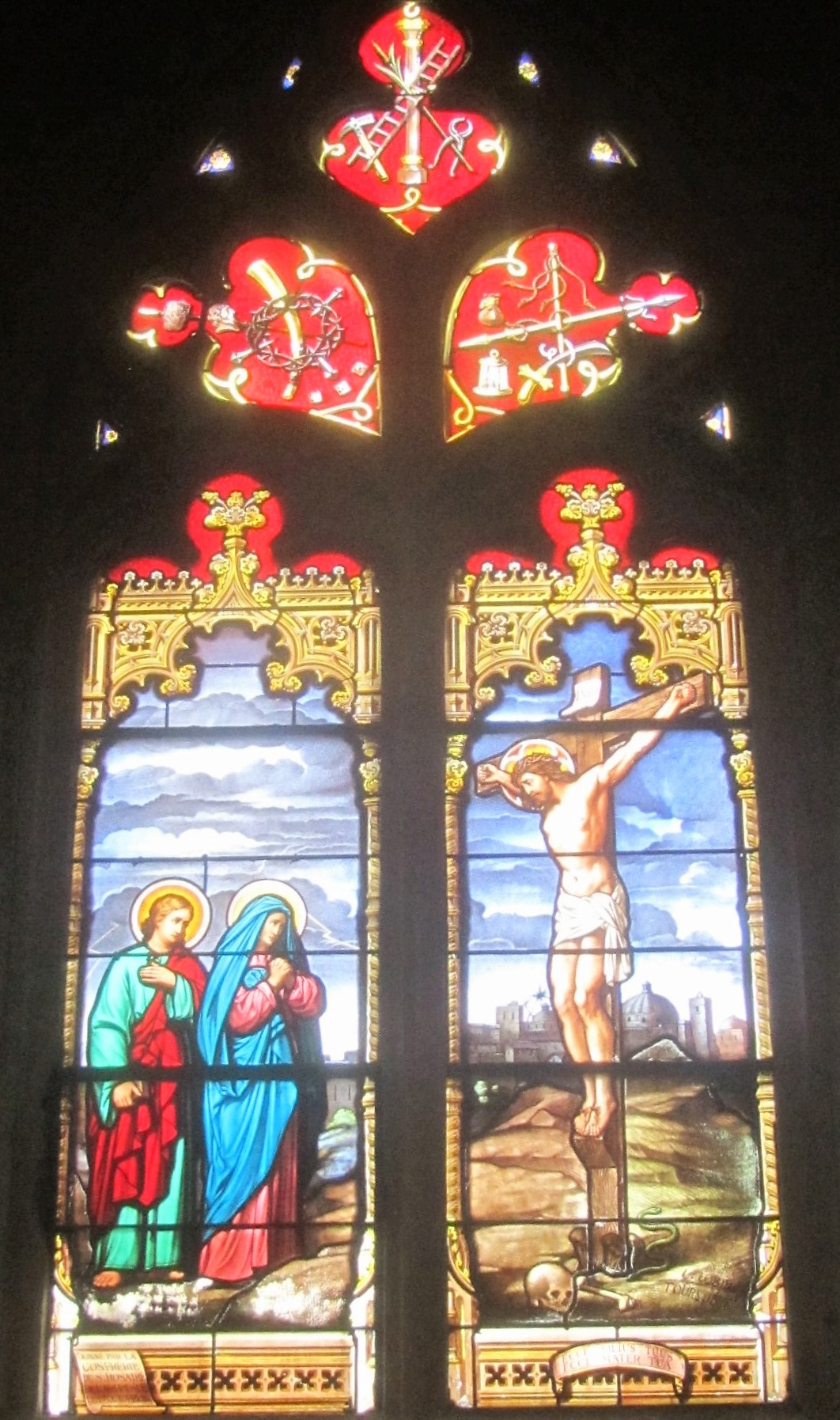
Vitrail de la crucifixion
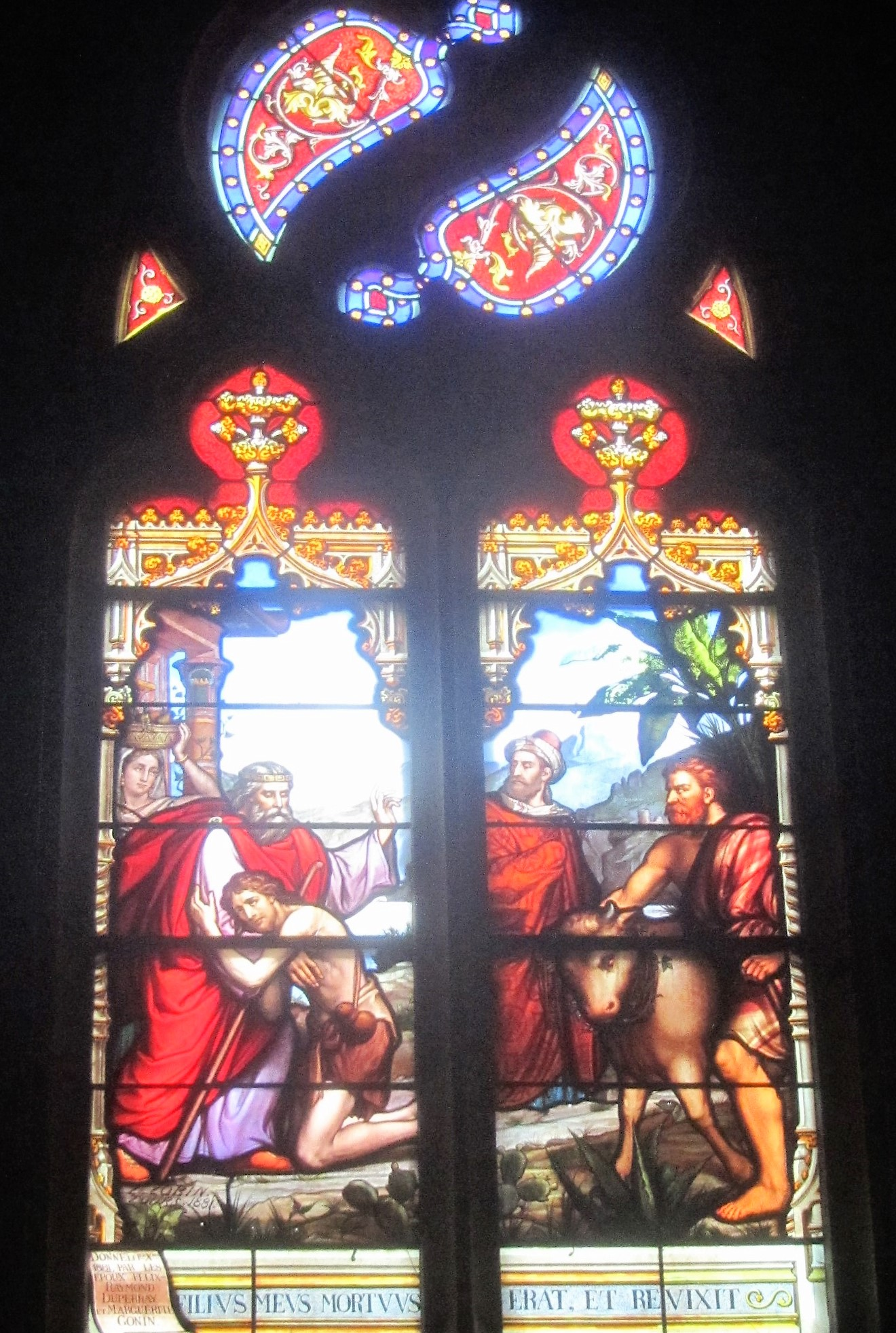
Vitrail de la résurrection

#### La route

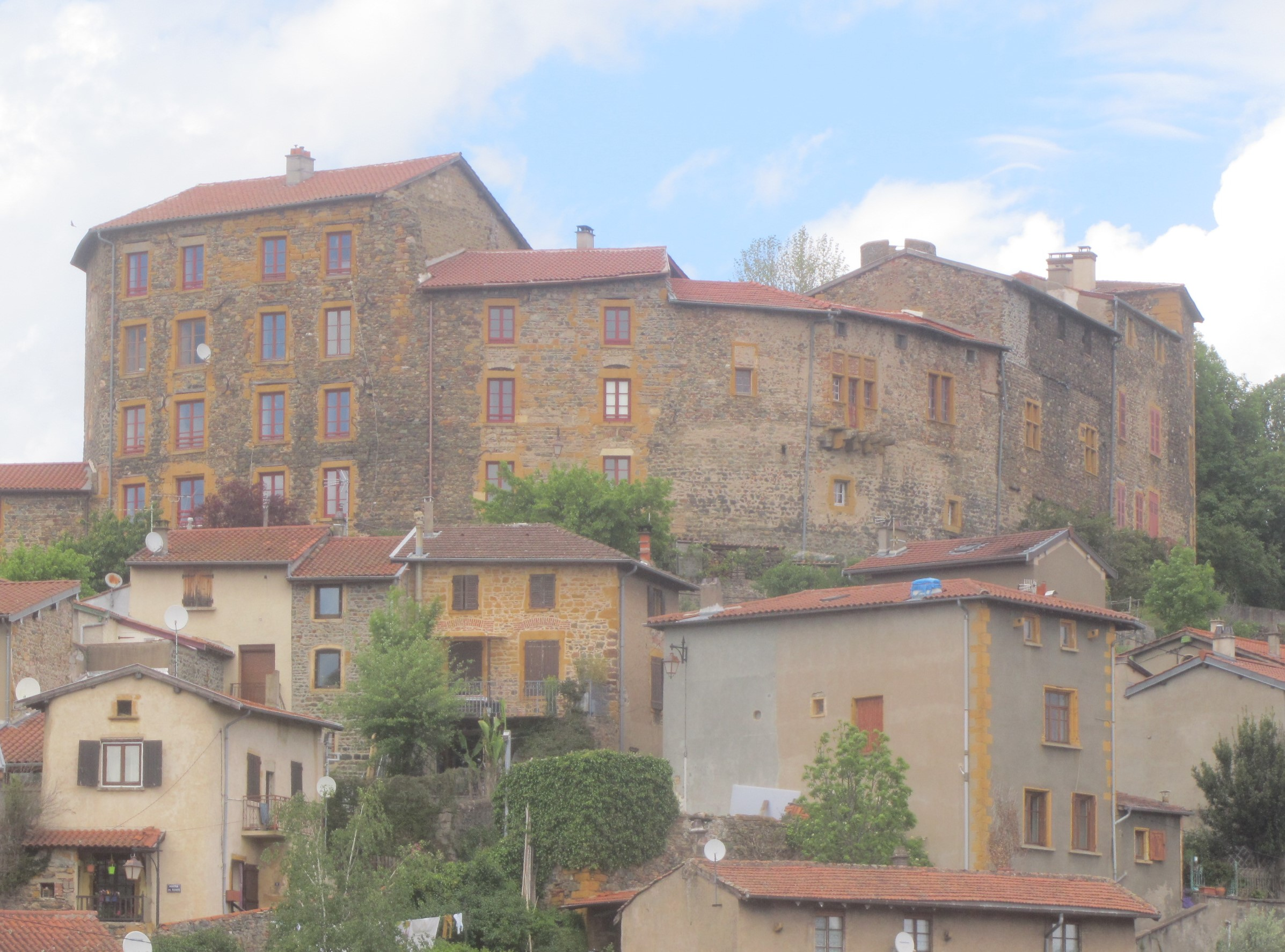
Château de Montbloy à Sain-Bel.

Dans un monde féodal morcelé où le maintien de la sécurité, souci prioritaire, relevait de l’autorité seigneuriale la plus proche, le château de L’Arbresle faisait partie du système défensif de l’abbaye de Savigny qui comprenait le château de Montbloy à Sain Bel en son centre et celui de Montrottier dans les monts de Tarare. Dans un royaume unifié et, d’ordinaire pacifié, le rôle défensif de la place de L’Arbresle s’effaçait devant celui de relais sur le Grand Chemin ou route du Bourbonnais devenue la première artère nationale. L’histoire a surtout retenu le passage en grand équipage de tous les rois de France, à l’exception de Charles IX, depuis Charles VIII (1489) à Louis XIII (1642) en insistant sur Henri IV qui s’attarda dans les vallées de la Brévenne et de la Turdine pour y rendre visite à des familles nobles amies.
L’hôtellerie se devait d’être à la hauteur pour héberger les hôtes illustres qui défilaient sur cet itinéraire. En rive gauche de la Turdine dans le quartier Saint-Julien, le bâtiment de l’hôtel des Trois Maures a conservé belle allure ; au cœur de la ville, l’hôtel de la Tête Noire occupait une vaste surface, ne serait-ce que pour ses écuries qui pouvaient accueillir jusqu’à 120 chevaux ! On comprend ainsi le soin apporté par les autorités à la modernisation de cette voie majeure dans le cadre, d’ailleurs, d’un plan national sous la direction du corps des Ponts-et-Chaussées créé en 1716. Des travaux importants ont été entrepris dès les premières années entre 1711 et 1717 puis complétés en 1726 dans la montagne de Tarare. A L’Arbresle même, à la suite du déluge de 1715 et de la crue dévastatrice de la Turdine, décision fut prise d’établir un nouveau pont pour son franchissement et un nouveau tracé empruntant les anciennes douves du château. Au-delà du pont de la Madeleine sur la Brévenne la chapelle du même nom subit une première amputation pour permettre l’élargissement de la voie royale, au pied de la montée vers le Poteau.

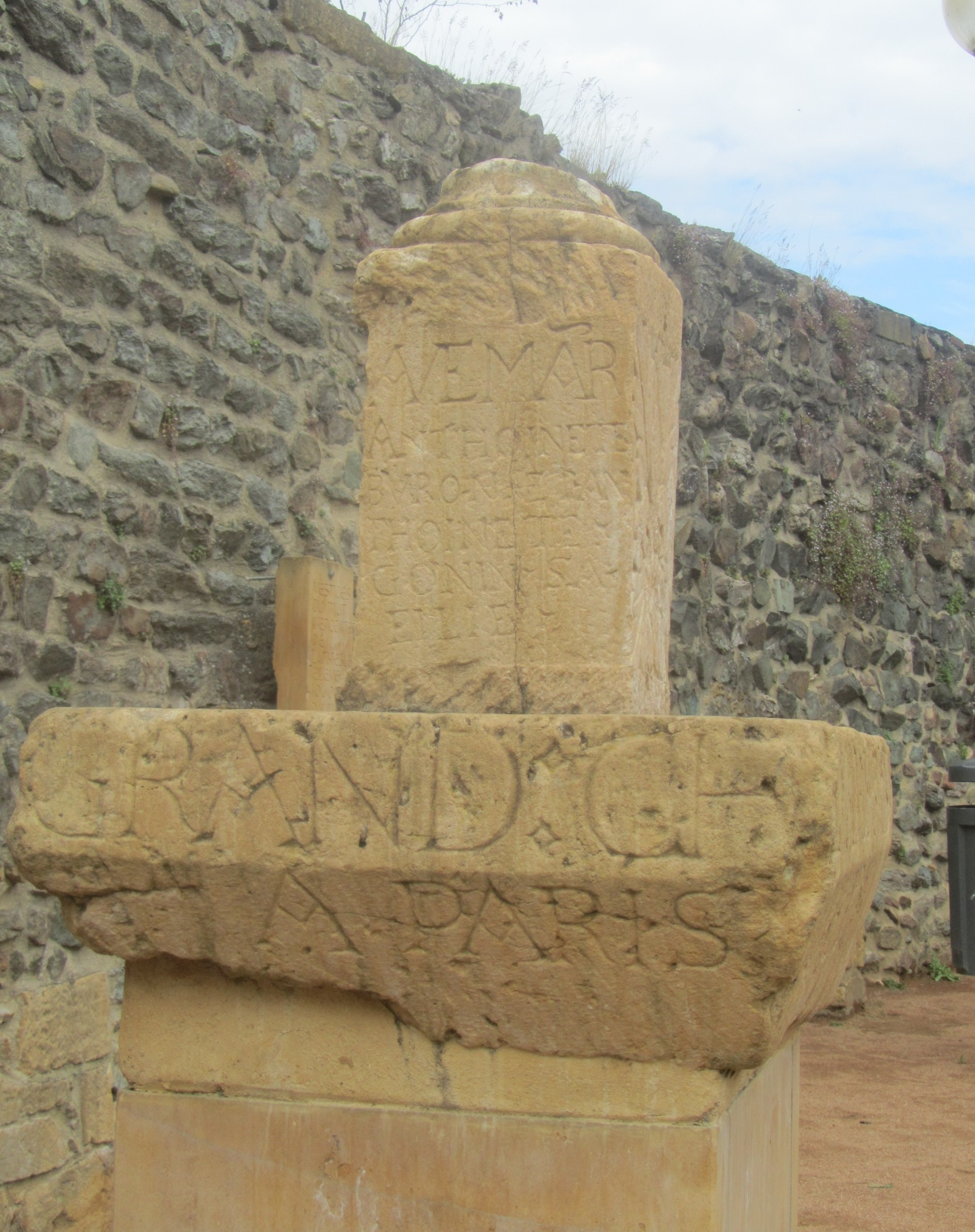
Borne de la voie du Bourbonnais
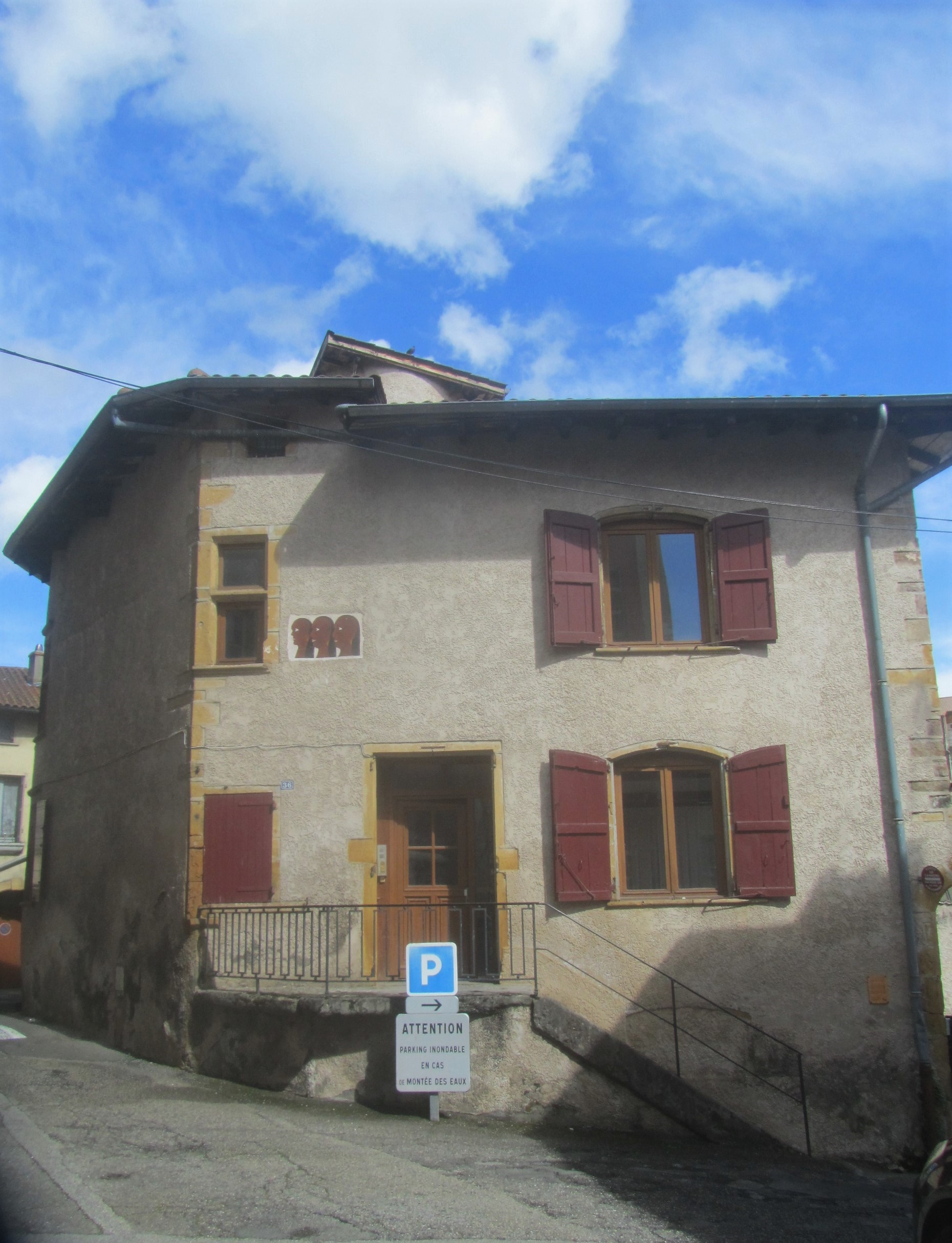
Hôtel des Trois Maures
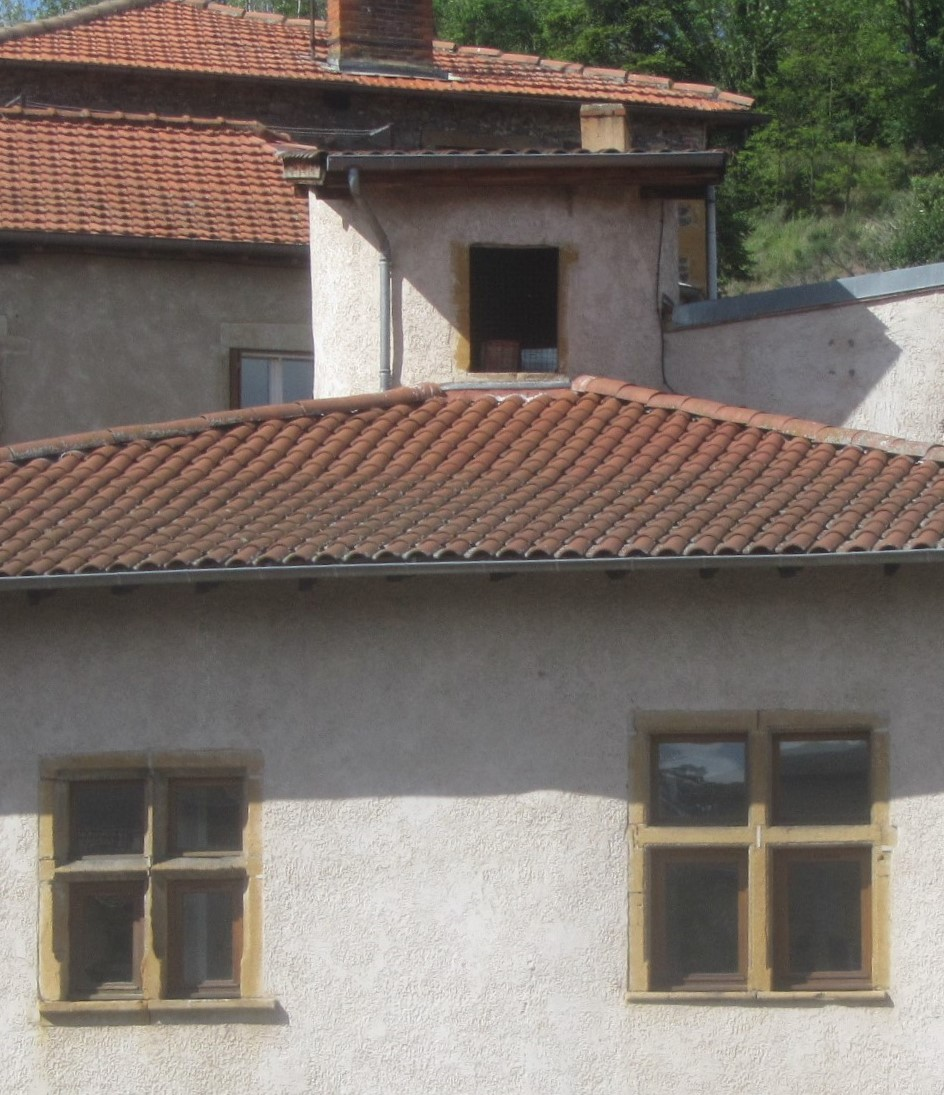
hôtel des Trois Maures détail
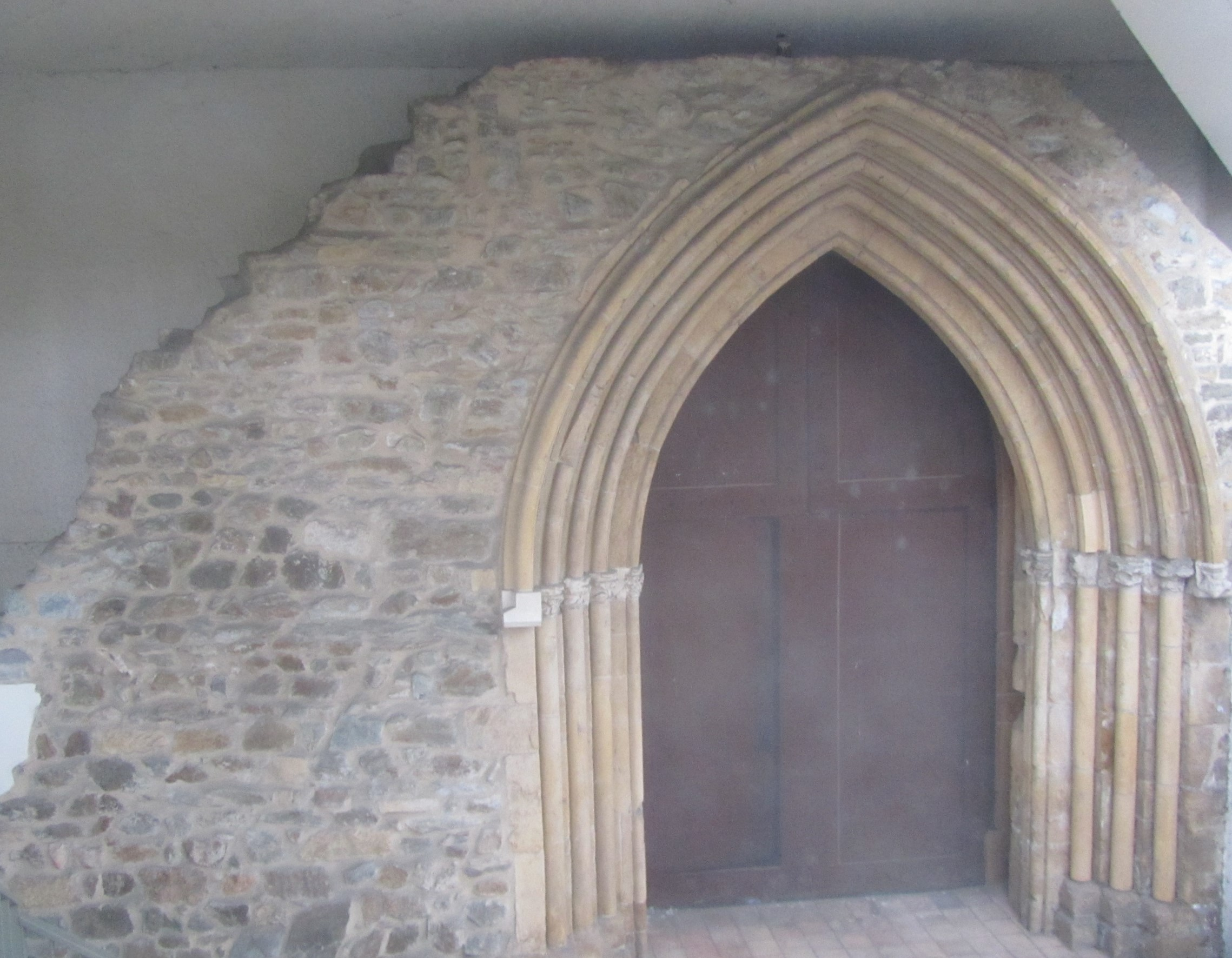
Porte de l'église de la Madeleine

S’agissant du trafic de marchandises, soucieux d’illustrer son animation dans l’ensemble du royaume, Fernand Braudel ne pense pas trouver de meilleur exemple que la voie du Bourbonnais entre Tarare et Lyon en 1710. 1800 attelages de bœufs sont mobilisés se relayant tous les sept kilomètres. « Par la vallée du Rhône arrivaient de la quincaillerie, des armes, des tissus (toiles, draps et soierie), de la mercerie et les mille et un produits du Midi, amandes, avelines, huile, figues, olives, citrons, raisins ; bouchons de liège, plus des tonneaux et des tonneaux de fromage… Plus des produits du Levant, y compris du coton, ou des produits italiens… Dans l’autre sens les marchandises plus légères, garance, charbon de bois, barils de harengs, tissus, sucre et café d’Amérique ». Il faudra attendre l’ouverture du canal du Charolais renommé par la suite canal du Centre en 1793 pour que la navigation fluviale puisse s’exercer de bout en bout. Une démonstration éclatante de la dimension quasi internationale de ces flux nous est fournie par leur perturbation lors de la guerre d’indépendance des Etats-Unis de 1778 à 1782. La France étant alliée aux insurgés (n’oublions pas le rôle de Lafayette), l’Angleterre exerce contre elle des représailles car sa maîtrise des voies maritimes lui permet de condamner celle qui concurrence les itinéraires terrestres par le détroit de Gibraltar. Le trafic redouble alors sur la route du Bourbonnais et les derniers à en profiter ne sont pas les transporteurs eux-mêmes. Soumis à des contrôles moins rigoureux ils se livrent à des infidélités, selon le mot de l’époque : « une partie des marchandises fut volée et remplacée par des pierres, de la terre et d’autres objets. Les liquides par de l’eau ». Ils mettent dans la combine tout un réseau de receleurs. Pour comble, le brigandage se rajoute à ces perturbations ne reculant pas devant le crime, si nécessaire.
Faisant retour au défilé des personnages illustres empruntant la route du Bourbonnais au XIXe siècle on s’en tiendra aux multiples passages de Napoléon dont, en dernier, le fameux Vol de l’Aigle, lorsque, échappé de l’ile d’Elbe, il est en marche pour Paris (12 avril 1814). Onze ans plus tard, le jeune Victor Hugo est impressionné par la masse du château comme il devait l’être en 1843 par ceux des Burgraves des rives du Rhin, et lui vouera un poème, mais dans un genre plutôt badin.

### La période contemporaine
L'exemple est assez rare d'une commune présentant deux maxima démographiques nettement distincts. Avec 731 habitants en 1806, l'Arbresle faisait figure de modeste village au début du XIXe siècle. A son premier maximum (3627 habitants en 1886) sa population avait quintuplé en l'espace de 80 ans. Elle était retombée à 2791 en 1936 et s'élevait à 6421 habitants en 2016, soit une augmentation de 230 %. L’explication est à rechercher dans la fluctuation des rapports entretenus avec la métropole industrielle lyonnaise tout au long de ces deux siècles.

#### L'Arbresle, ville de la soierie

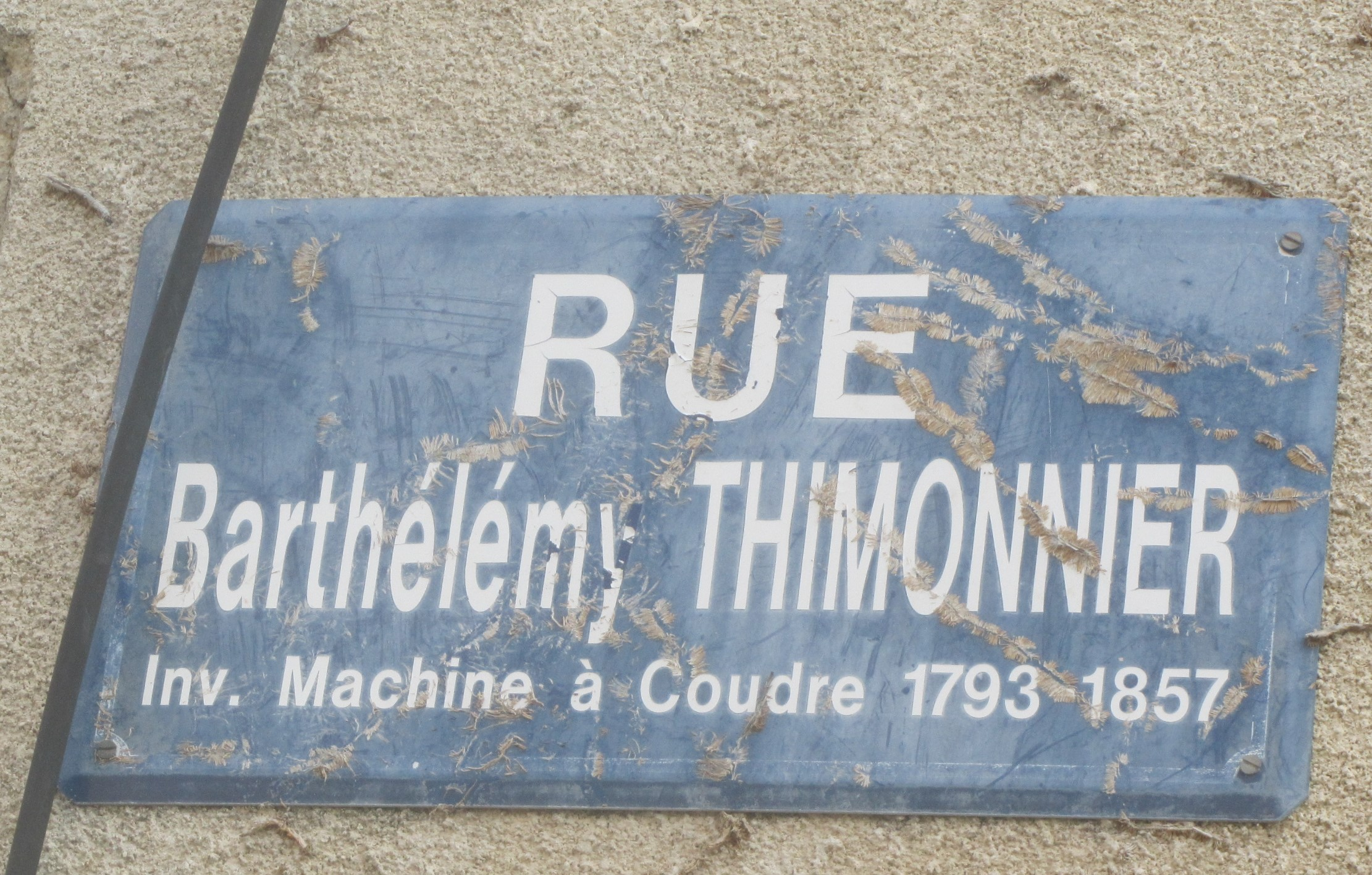
Plaque de la rue Barthélemy Thimonnier.

La vocation industrielle de l’Arbresle trouve ses plus anciennes racines dans le travail régional des fibres textiles à commencer par celui du chanvre cultivé localement depuis le XIIe siècle. « Par la suite, le chanvre va reculer devant le tissage des étoffes de coton à partir de la fin du XVIe siècle ». C’est dans ce terreau qu’est né en 1793 Barthélemy Thimonnier, fils d’un teinturier installé sur les bords de la Brévenne. Si son apprentissage de tailleur semble au premier abord sans rapport avec les métiers du textile, son invention de la machine à coudre dont il dépose le premier brevet en 1830 devait l’y ramener puisqu’elle intervient dans la confection. Que ses mérites d’inventeur, sans cesse soucieux de perfection n’aient jamais été reconnus n’enlèvent rien à sa gloire et il terminera ses jours misérablement à Amplepuis au cœur de la montagne beaujolaise en 1857,.
Au début du XIXe siècle, alors que s’amorce pour la soierie lyonnaise une longue période de grande prospérité, les fabricants lyonnais donneurs d’ordre trouvent intérêt à ne plus confier le travail à façon aux seuls canuts de la ville. A la campagne, la main-d’œuvre paysanne qui y trouve un revenu d’appoint, est beaucoup moins chère et plus docile : le constat en a été fait avant même la fameuse révolte des canuts des années 1831-34 car ce transfert d’emploi est particulièrement précoce dans la région de l’Arbresle. Le tissage n’étant pas encore mécanisé, la diffusion du métier à bras en est facilitée. Il conviendra cependant d’adapter l’habitation pour y loger éventuellement le métier jacquard sous un haut plafond : les exemples n’en manquent pas à l’Arbresle. Il arrive que « des canuts lyonnais touchés par le chômage, retournent près de leur village d’origine. Ils sont vraisemblablement à l’origine des ateliers que l’on trouve à l’Arbresle. Leur technique est plus sûre et ils peuvent occuper des ouvriers ». Il faut également signaler l’initiative isolée d’un riche particulier, Philippe Auguste Gonin, par ailleurs premier historien de la commune, dont la demeure en forme de pagode tranche sur le tissu urbain traditionnel. Il a beaucoup investi dans ce quartier de la Glacière pour le logement des métiers et de la main-d’œuvre occupée au tissage mais également à la teinture et, peut-être aussi, au moulinage. Il existe cependant un grand atelier de tissage à bras ouvert par la famille Binder dans la montée de Saint-Germain. Il fonctionnera jusqu’en 1904 où l’immeuble sera offert à l’école Sainte-Thérèse. Le métier à bras aura la vie longue à l’Arbresle : s’il pourra s’y maintenir jusqu’à la fin du siècle, c’est aussi parce qu’il existe un partage des tâches. Tandis qu’à Lyon sont produits des tissus façonnés aux dessins délicats, la spécialité de l’Arbresle est le tissu léger (voile et mousseline). Ajoutons le velours.

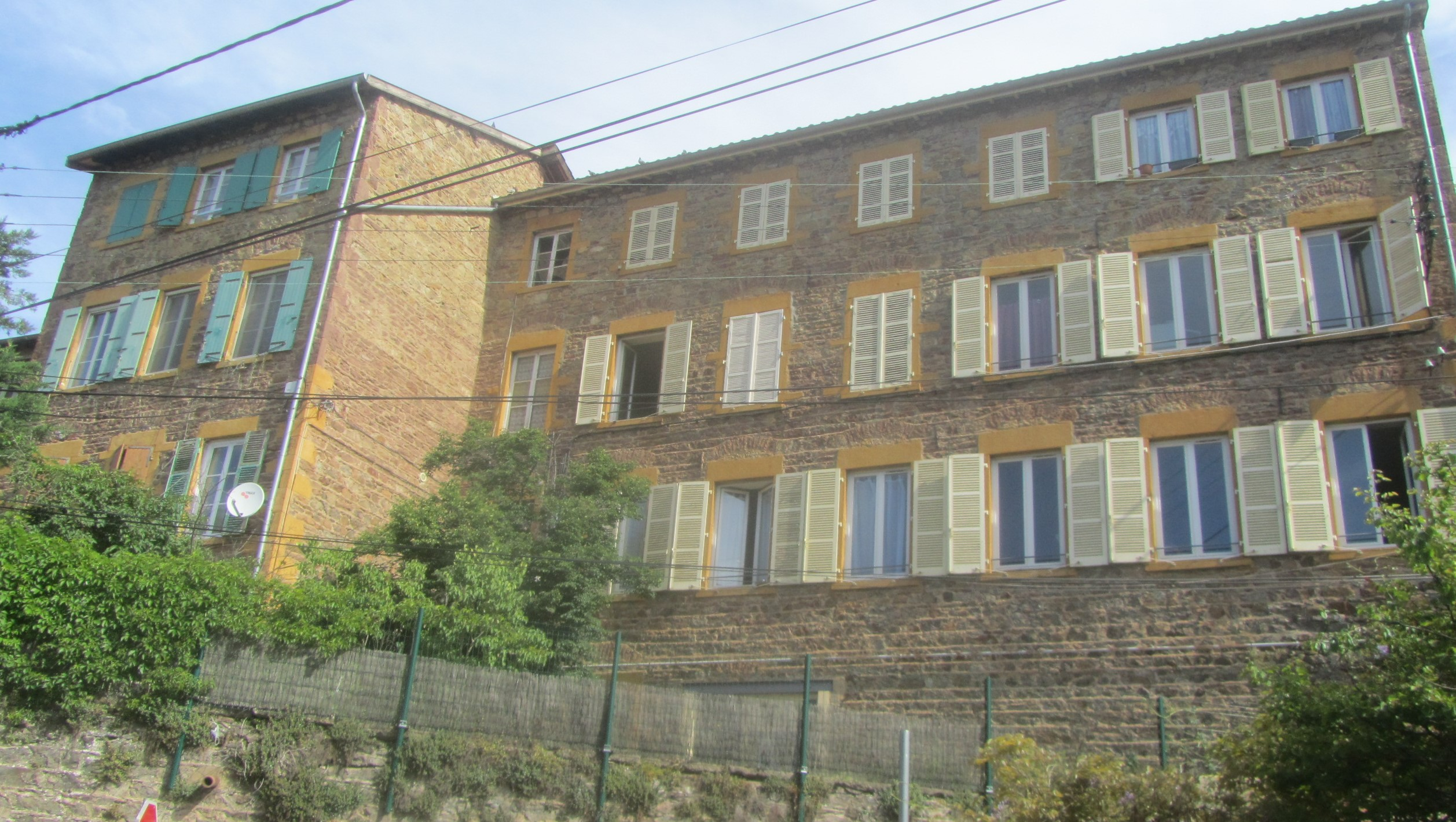
Ancienne maison de canuts route de Nuelles
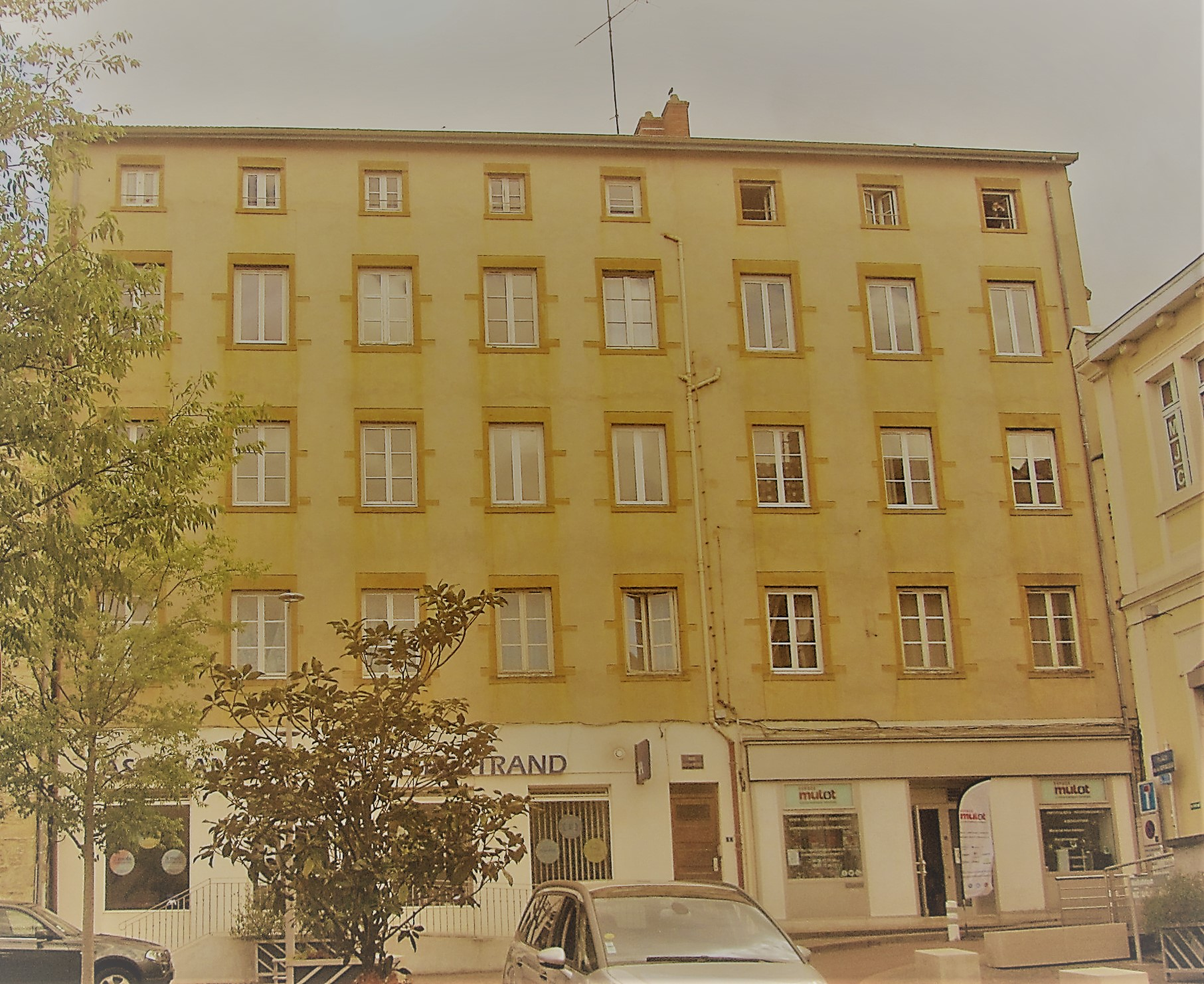
Ancienne maison de canuts place de la République
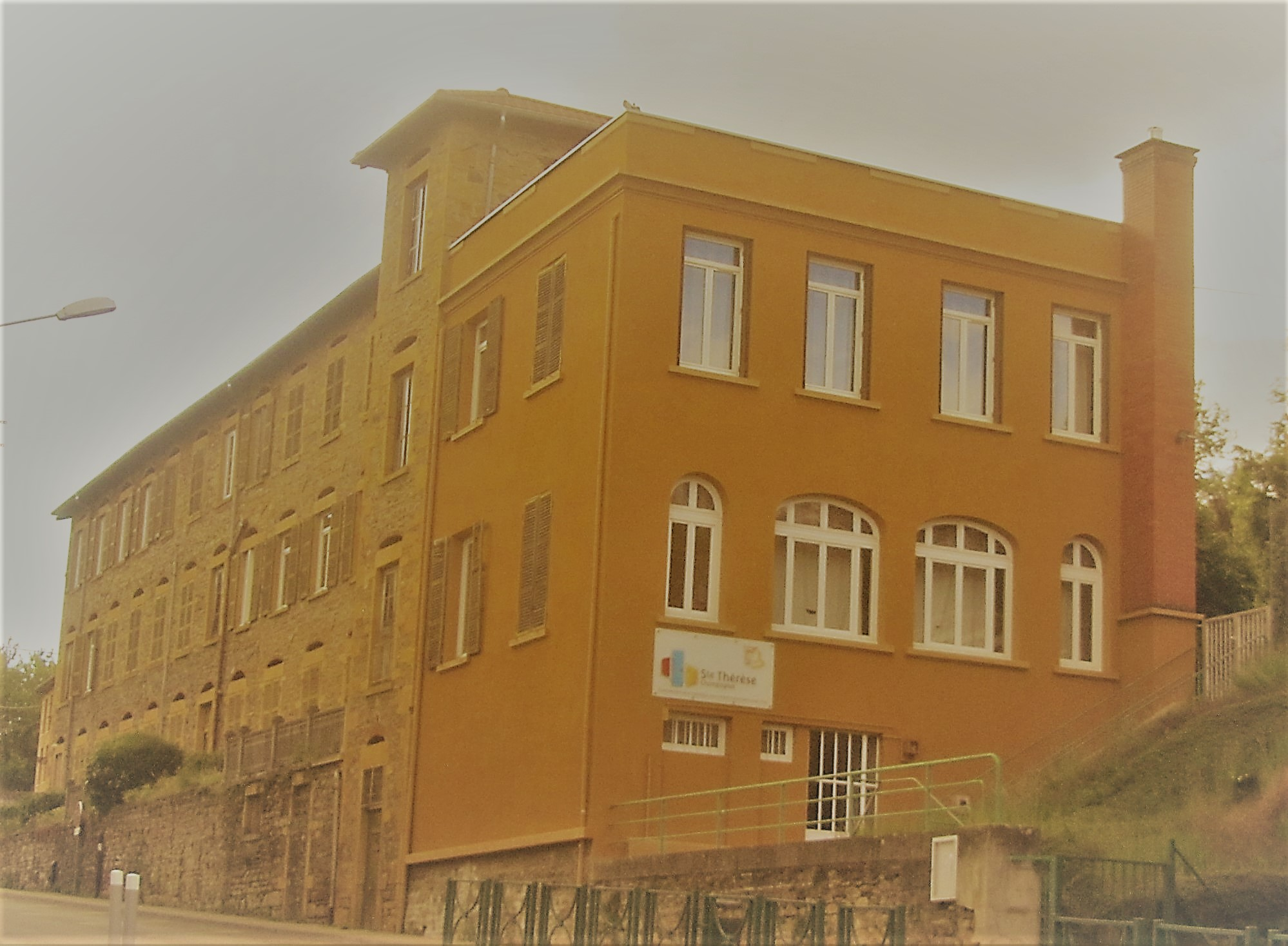
anciens tissages Binder
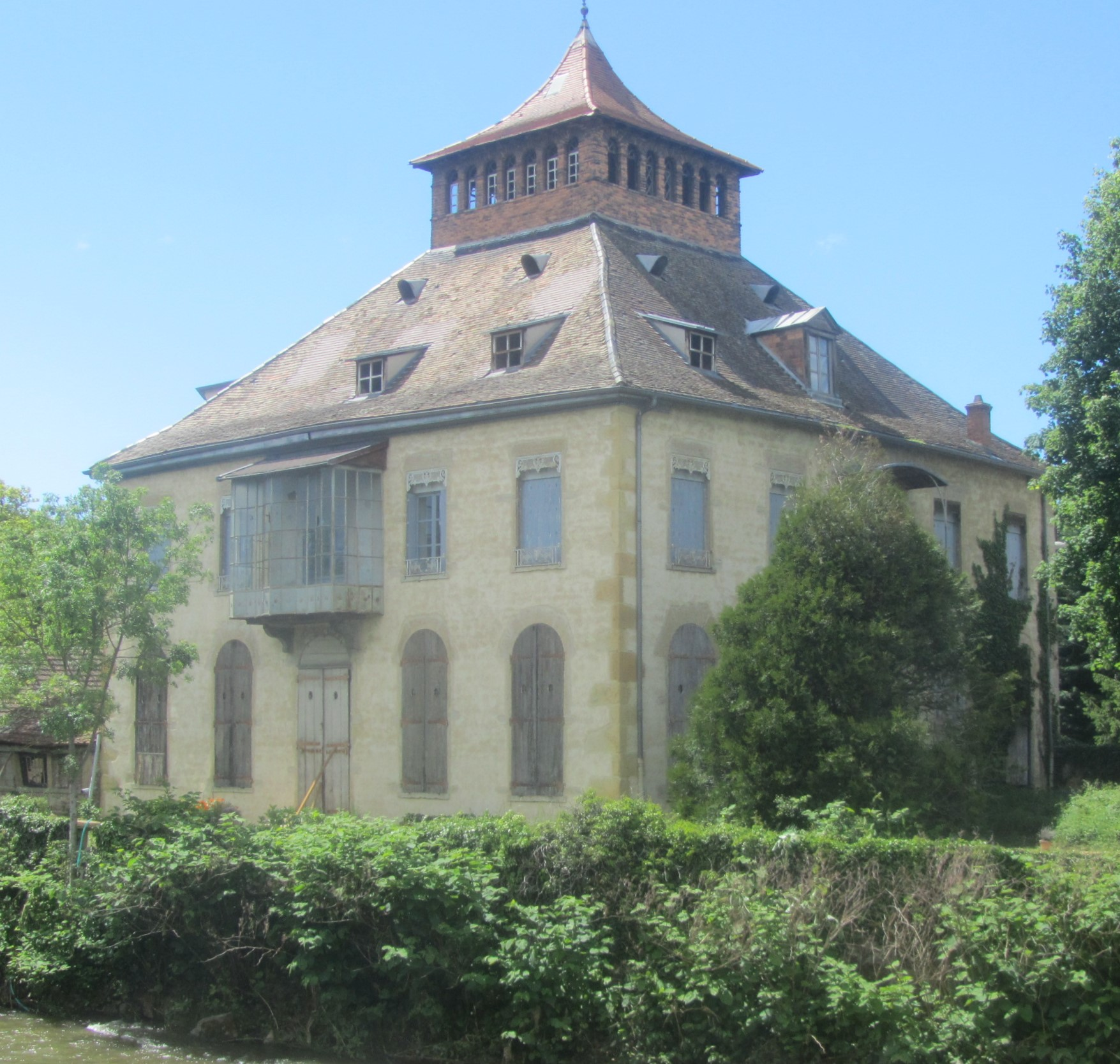
la pagode

Avec le métier à bras, l’Arbresle et sa région n’étaient pas encore entrés dans l’ère industrielle, celle du charbon et de la machine à vapeur initiée par James Watt à la fin du XVIIIe siècle. La proximité du bassin houiller de la Loire en plein essor avait pu faire naître l’espoir de ressources locales identiques. Des prospections avaient eu lieu en 1811 et deux puits avaient été creusés sur les bords de la Turdine sous le contrôle d’un ingénieur de Rive-de-Gier mais sans grand succès. En revanche, le véritable avènement de l’ère industrielle correspond à la construction du réseau ferroviaire. En 1866 est ouverte la ligne du Bourbonnais qui, de Roanne à Lyon, se raccorde à la ligne Paris-Lyon-Méditerranée par la Bourgogne mise en service depuis 1856. Dix ans plus tard (1876) est achevée la voie ferrée de Lyon-gare Saint-Paul à Montbrison par la vallée de la Brévenne à l’initiative des frères Félix et Lucien Mangini après six ans de travaux gigantesques. De cette double desserte ferroviaire a longtemps résulté à l’Arbresle la coexistence de deux gares distinctes mais l’originalité subsiste des deux tunnels. L’Arbresle a été moins directement concernée par la création de la ligne Givors-Paray-le-Monial en service depuis 1900 mais sa proche gare de Lozanne était facilement joignable depuis 1850, date de l’aménagement de la route par la rive gauche de la Brévenne.

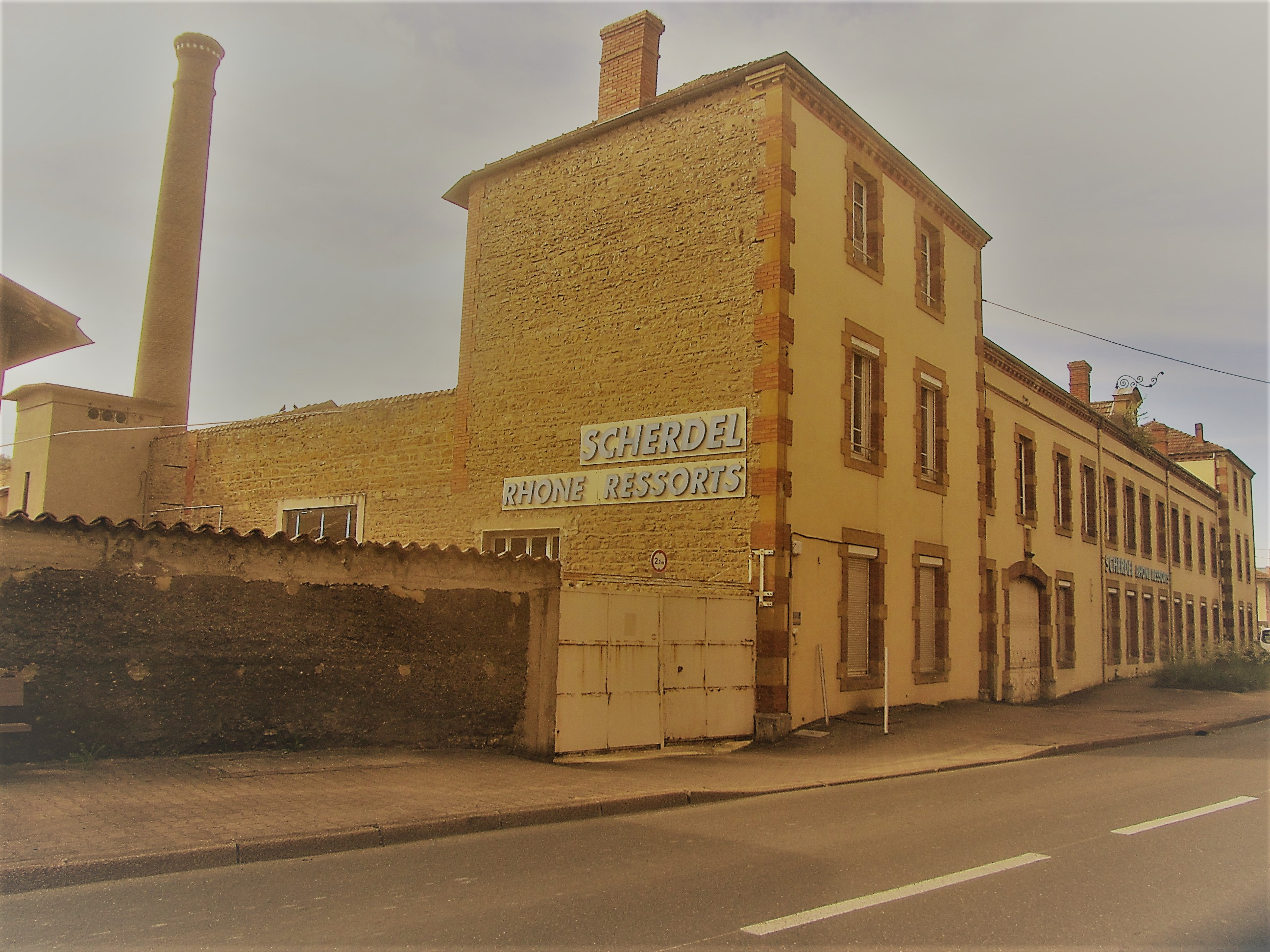
Anciens tissages Roche
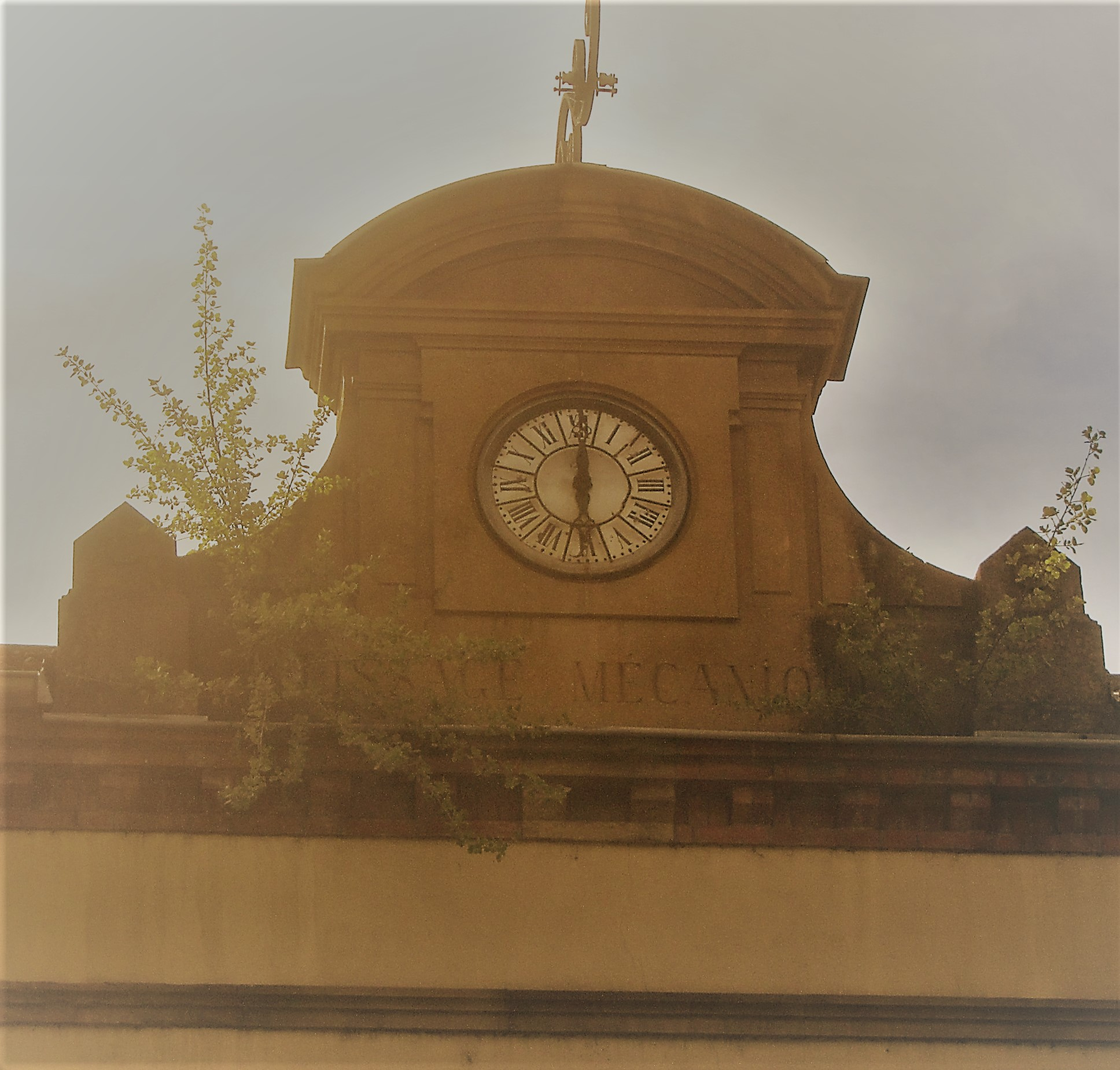
Horloge des tissages Roche
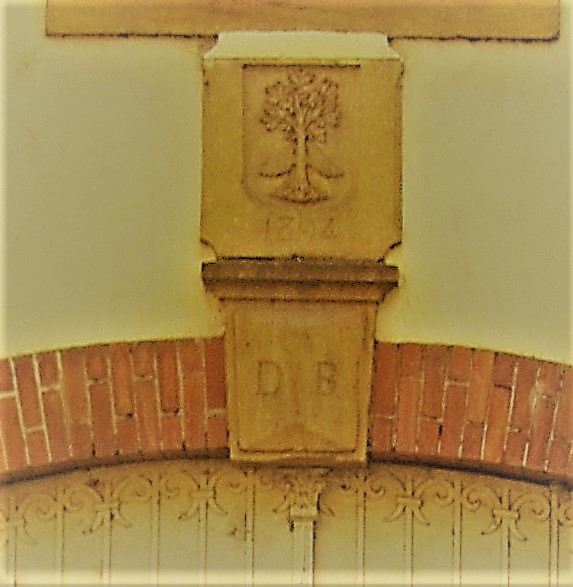

La mécanisation du tissage se fera cependant attendre jusqu’à la fin du XIXe siècle. Cette longue résistance peut s’expliquer par la forte demande du marché en particulier avec la mode des crinolines sous le Second Empire. Par la suite, le marché se démocratise encore par la fabrication d’articles moins chers avec de la laine et du coton mélangés à la soie. Par ailleurs, la participation du tisseur à bras se limite à la fourniture au fabricant du stock d’écrus que celui-ci se chargera de valoriser par des opérations d’anoblissement, empochant ainsi la plus grande partie de la valeur ajoutée.

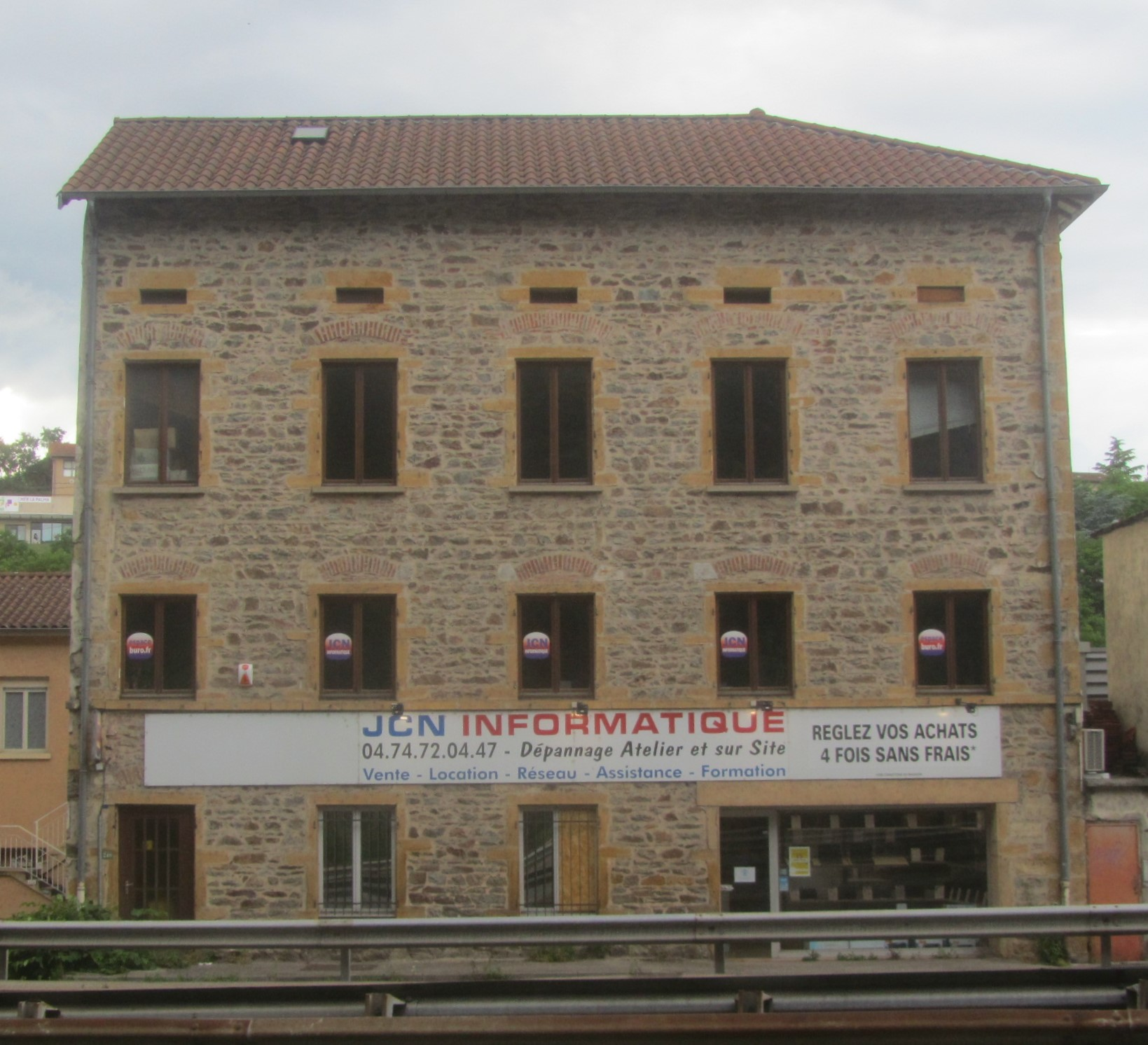
ancienne teinturerie Martinon

Le paysage urbain se transforme radicalement vers la fin du XIXe siècle avec la multiplication des usines de tissage mécanique aux toits en sheds et à hautes cheminées. Lors du recensement pour l’Exposition Universelle de 1900 on note la présence dans le canton de quatre tissages en usine avec 431 métiers mécaniques et 230 métiers à bras à domicile. En 1877, au bas de la commune de Fleurieux-sur-Arbresle, est fondée par deux industriels lyonnais l'usine Fichet, spécialisée dans la passementerie de fils d'or et d'argent. La centaine d'ouvrières, les Fichettes, y vivent en internat sous le contrôle des sœurs de Saint-Joseph, rare exemple d'usine-pensionnat dans la région. « Les trois plus grosses entreprises sont la Société des Tissages mécaniques de l’Arbresle installée route de Paris et plus connue de nos jours sous le nom d’usine Grillet […], la Nouvelle Société des Tissages Mécaniques située au confluent des rivières et enfin l’usine Roche implantée en 1894 au 100 rue Gabriel Péri ». S’y ajoutent des activités annexes comme la fabrication de peignes à tisser, la teinturerie (Martinon sur le territoire de Fleurieux; Charlet, proche de Roche). Si la mécanisation se traduit par une réduction de main-d’œuvre, la population de la commune se maintient à un bon niveau : avec 3033 habitants en 1911, on reste encore près du maximum de 3627 habitants en 1886.

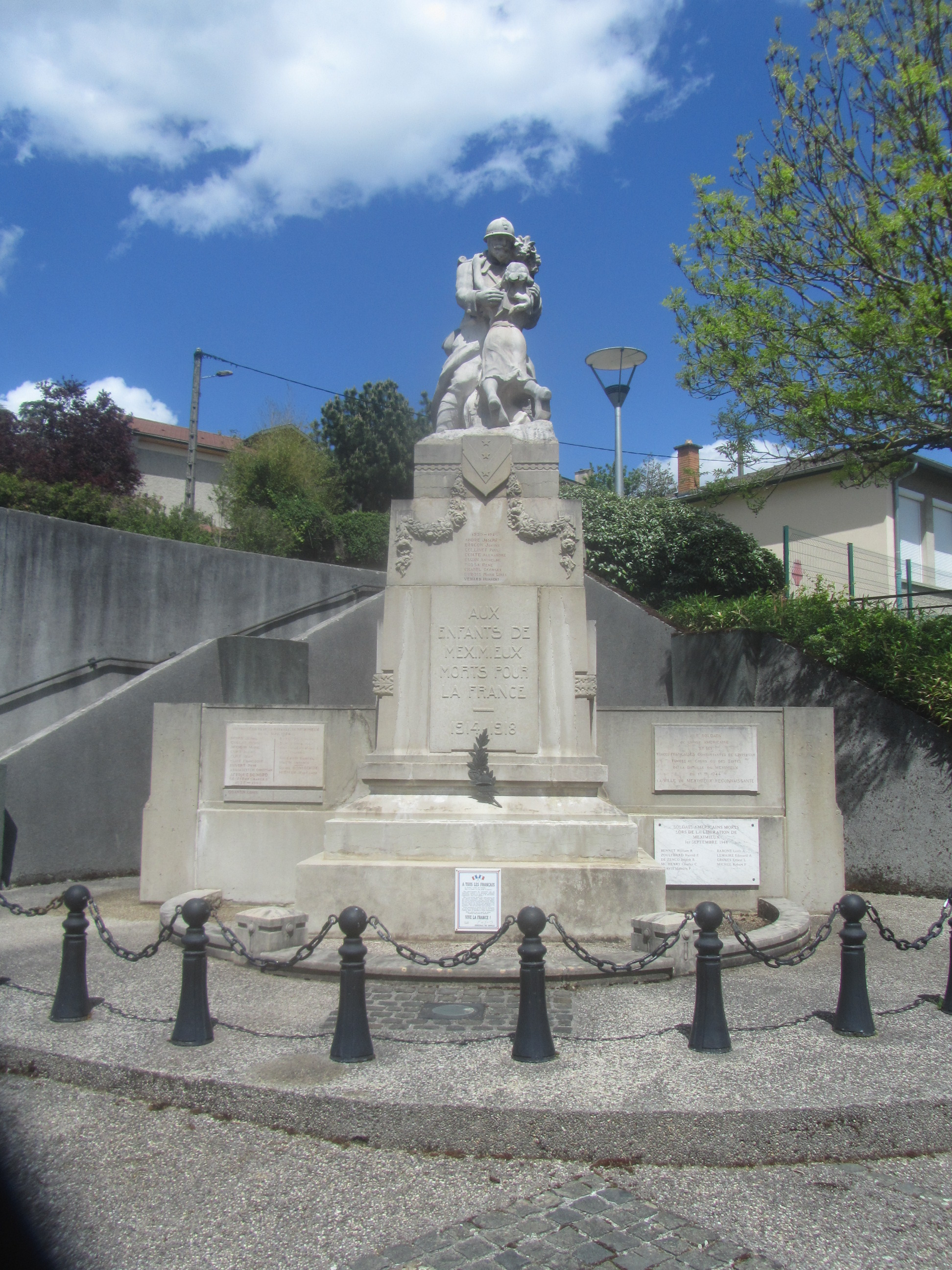
Monument aux morts de la Grande Guerre.

Le minimum démographique de 2692 habitants en 1921 est la conséquence de la Grande Guerre de 1914-18 avec la centaine de poilus morts au combat et la baisse de la natalité. Cependant, c’est seulement en 1954 que, avec 3601 habitants, on retrouve le niveau de population de 1886. Le déclin de l’industrie textile s’est fait par étapes. La crise économique des années 1930 a été durement ressentie et s’est même traduite par l’agitation sociale. La grève de deux mois et demi des ouvriers de l’usine Roche en 1934 a d’autant plus marqué les esprits qu’elle s’est soldée par un échec. Les espoirs de reprise des affaires après la Deuxième Guerre mondiale ont été vite déçus car la croissance industrielle des Trente Glorieuses s’est faite sur des bases renouvelées. L’industrie textile a amorcé dans toute la France un profond déclin lié à la perte des marchés coloniaux, au renouvellement de la mode, à la concurrence des pays à faibles salaires dans un marché de plus en plus ouvert à la concurrence internationale.

### Un nouveau départ
Entre 1954 et 2016, la population de l’Arbresle est passée de 3601 habitants à 6 421 soit une augmentation des quatre cinquièmes. La commune accède ainsi au rang de petite ville. Il faut mettre à la base de ce redressement démographique une décision capitale prise en 1960. La fermeture de la Nouvelle Société de Tissage Mécanique au cœur de la ville le 28 janvier 1960 a provoqué une vive émotion : un trait devait être définitivement tiré sur un siècle et demi d’industrie textile. La réaction de Joseph Charvet député-maire, est immédiate. A la recherche d’un investisseur, il prend contact avec le préfet du Rhône Paul Ricard et avec Paul Berliet dont l’entreprise de construction automobile est en plein essor en cette période des Trente Glorieuses. Au terme des négociations, décision est prise d’implanter une unité de production de boîtes de vitesse par location des locaux vacants de l’usine Monier. La COMELA (Constructions mécaniques de l’Arbresle) démarre avec 100 emplois . Ces locaux s’avèrent vite insuffisants pour le développement de la production. La commune ne disposant pas d’espace suffisant s’associe alors à ses voisines Sain-Bel et Savigny dans le cadre d’un SIVOM (Syndicat Intercommunal à Vocation Multiple). Elles acquièrent la maîtrise foncière d’une centaine d’hectares sur le plateau de la Ponchonnière où Berliet transfère son usine en1971. Elle emploie alors 300 personnes. L’opération est une parfaite réussite et vingt en plus tard cette zone industrielle abrite 44 entreprises qui totalisent 1 200 emplois.

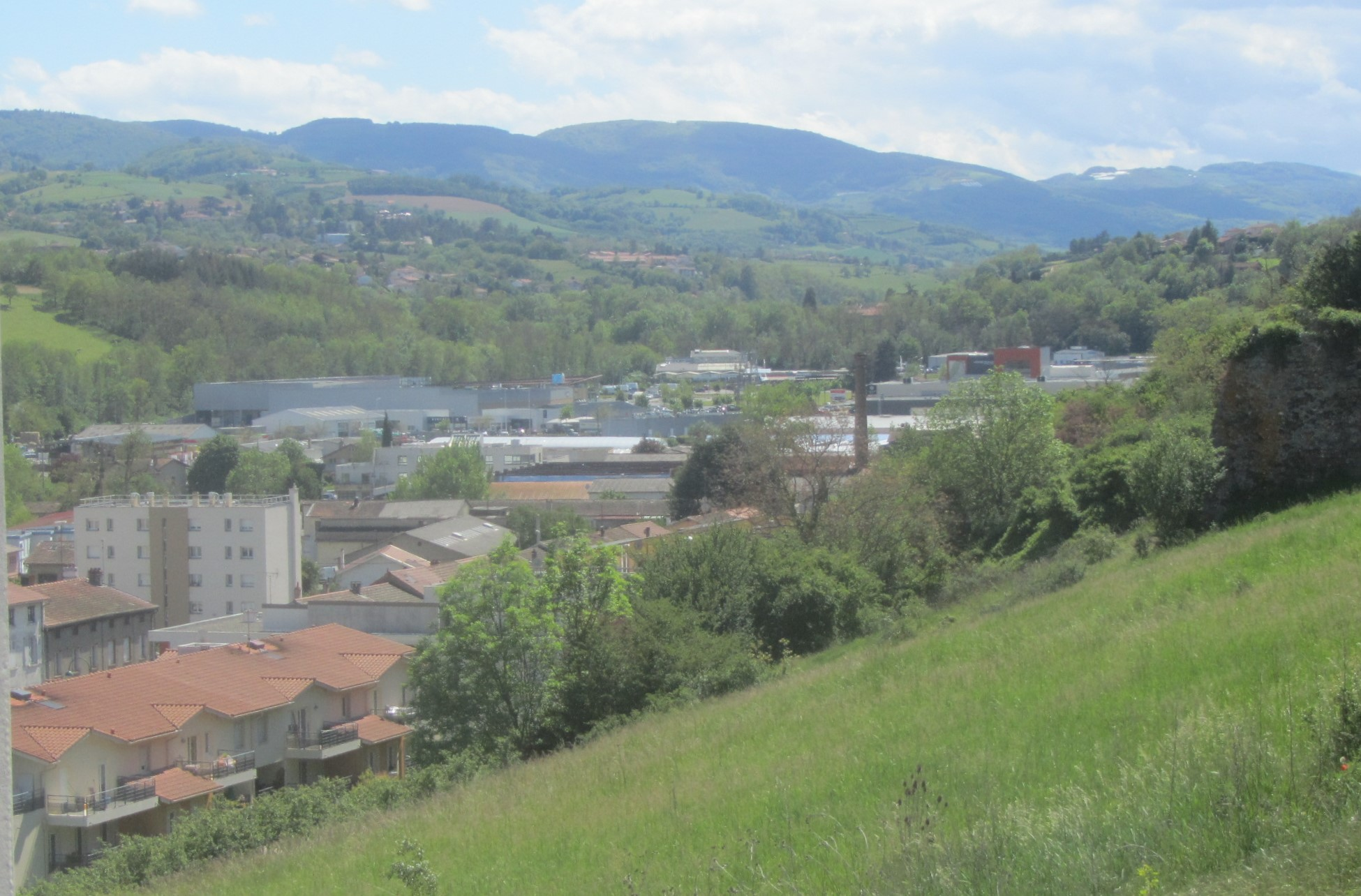
ZI de l'Arbresle
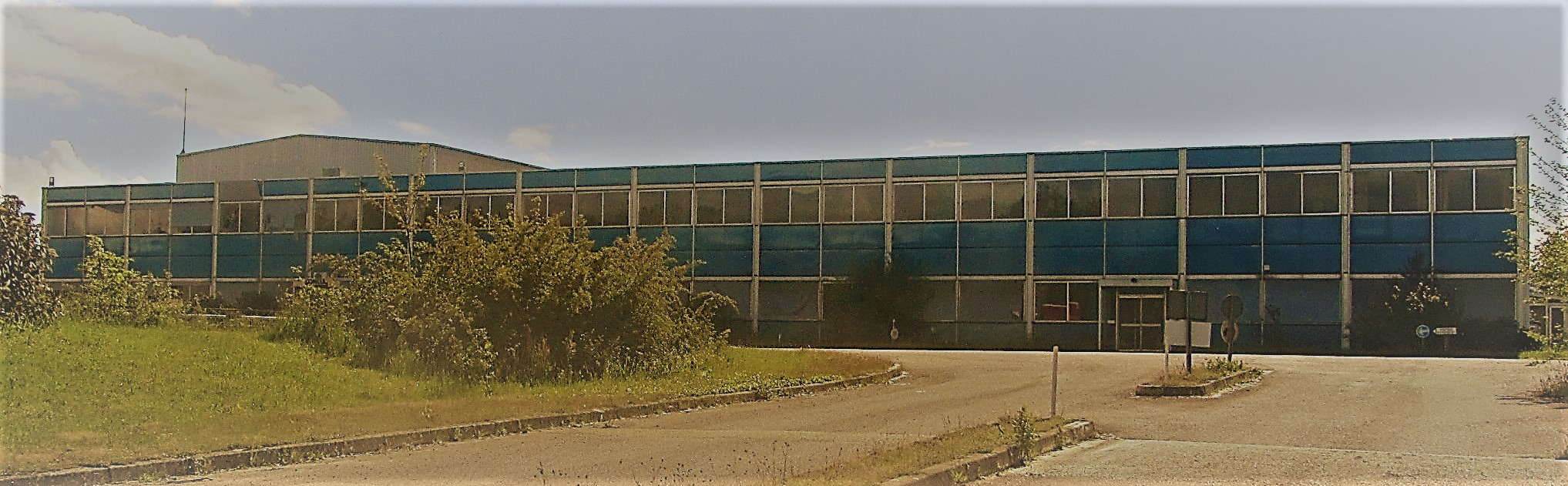
La COMELA
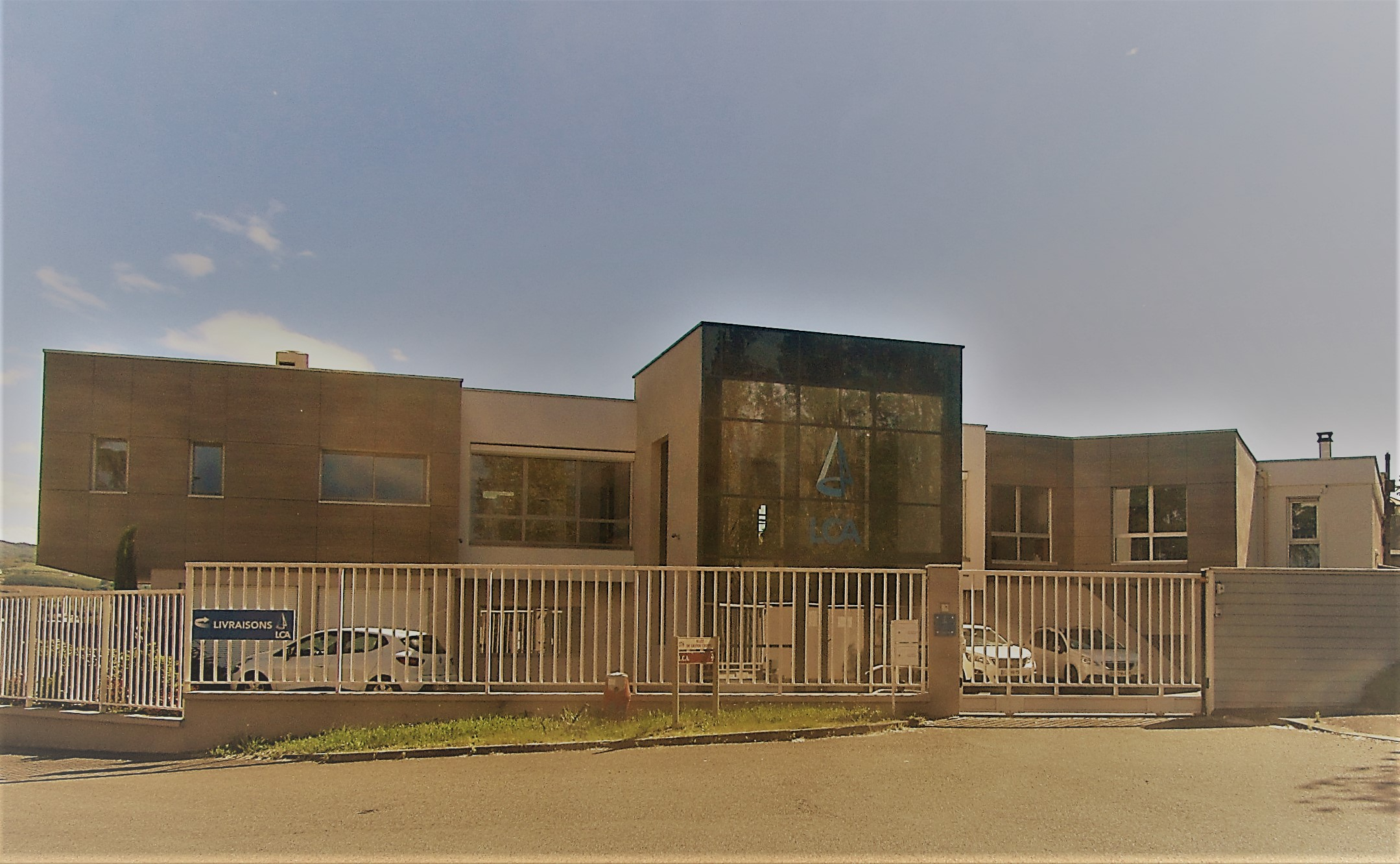
LCA La Construction Arbresloise à la Ponchonnière

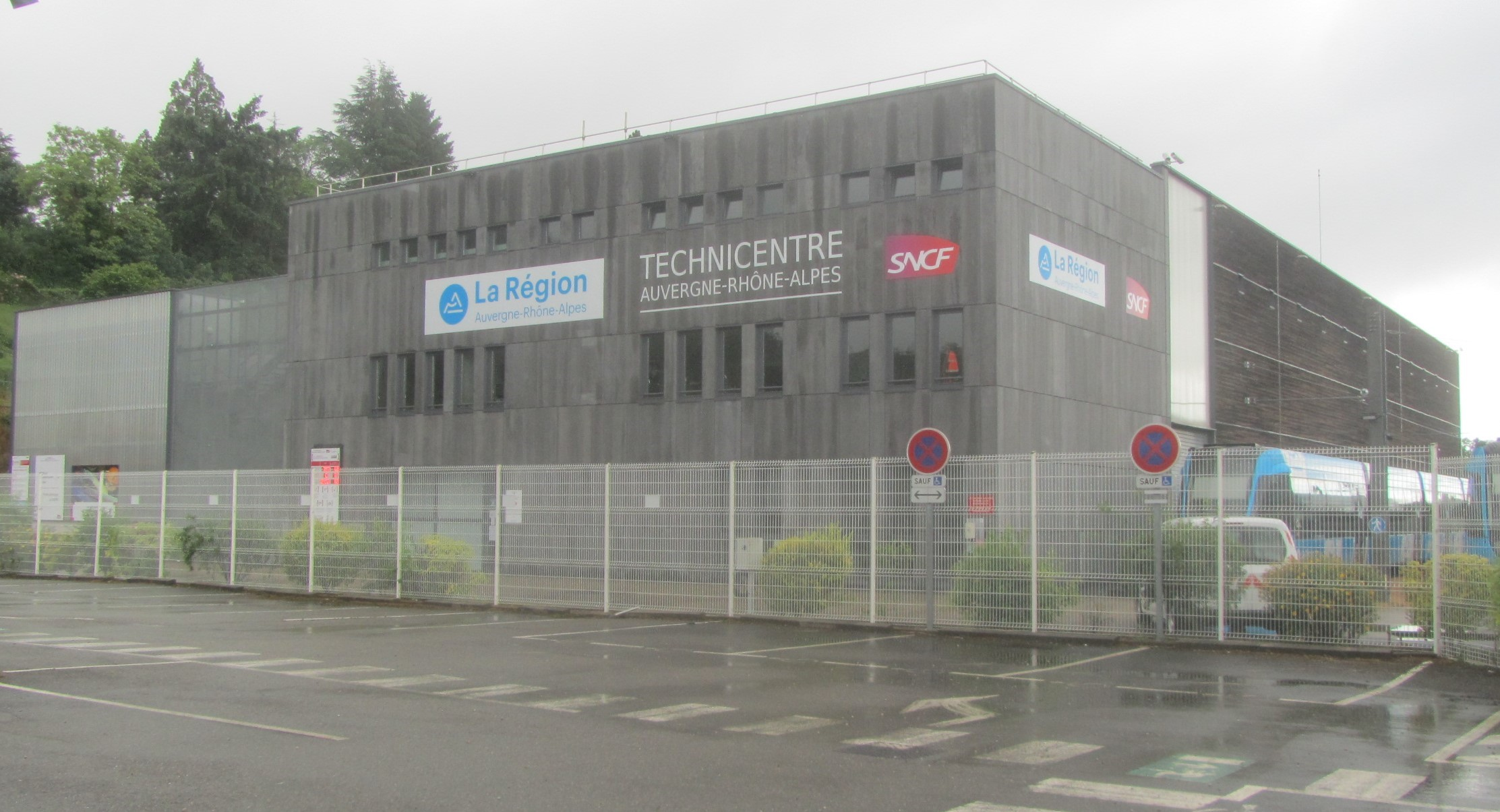
Technicentre de l'Arbresle

La création d’emplois dans l’industrie ne suffit pas à expliquer cet essor démographique. Un autre phénomène caractéristique de la période contemporaine est la rurbanisation par laquelle la population des grandes agglomérations cherche à s’installer dans la proche campagne. Cette tendance s’est particulièrement affirmée dans les années 1970-1980. Dans la période intercensitaire 1975-1982, elle était la principale responsable de la croissance démographique et elle continue depuis à y contribuer dans une moindre mesure. C’est cet afflux de population installée préférentiellement dans des lotissements de maisons individuelles qui a transformé le visage de la commune dont le territoire est presque entièrement urbanisé. Les dates de construction des logements le confirment : les trois quarts sont sortis de terre dans la deuxième moitié du XXe siècle, avec 35 % entre 1971 et 1990. Toutes les catégories sociales de la population ont contribué à cet essor. Il ne s’agit pas d’une gentrification. Avec près du quart (22,6 % en 2017) la part des retraités apparaît considérable. Mais il s’agit bien pour l’essentiel d’une population active. En 2017, 72 % des Arbreslois ont un emploi en-dehors de la commune ce qui se traduit par d’importantes migrations alternantes quotidiennes en direction principalement de l’agglomération lyonnaise. D’où la qualification de l’Arbresle relativement justifiée de commune-dortoir. Sans doute les transports en commun sont utilisés pour ces déplacements. Ils comptent pour 13,9 % en 2017. La modernisation de la voie ferrée, le confort des rames du TER, la desserte cadencée entre les gares de Sain-Bel et de Lyon-Saint Paul sont un encouragement à les fréquenter. Signalons qu'au-delà de Sain-Bel tout trafic a cessé depuis 1955 mais un train touristique fonctionne à la belle saison jusqu'à Sainte-Foy-Largentière. En revanche, la SNCF a doté l'Arbresle d'un technicentre auquel sont confiées les opérations de maintenance des TER. Cependant, la voiture a la plus grande part de ce trafic (71,7 % en 2017). Le tracé de la RN 7 avait déjà été remarquablement aménagée entre 1837 et 1842 l'ancien tracé passant par le Poteau à Fleurieux avait été abandonné car la pente était trop raide. En 1998 a été mis en service le carrefour giratoire. Plus récemment son raccordement par une bretelle à l’autoroute Bordeaux-Lyon a encore abrégé le temps de parcours vers Lyon.

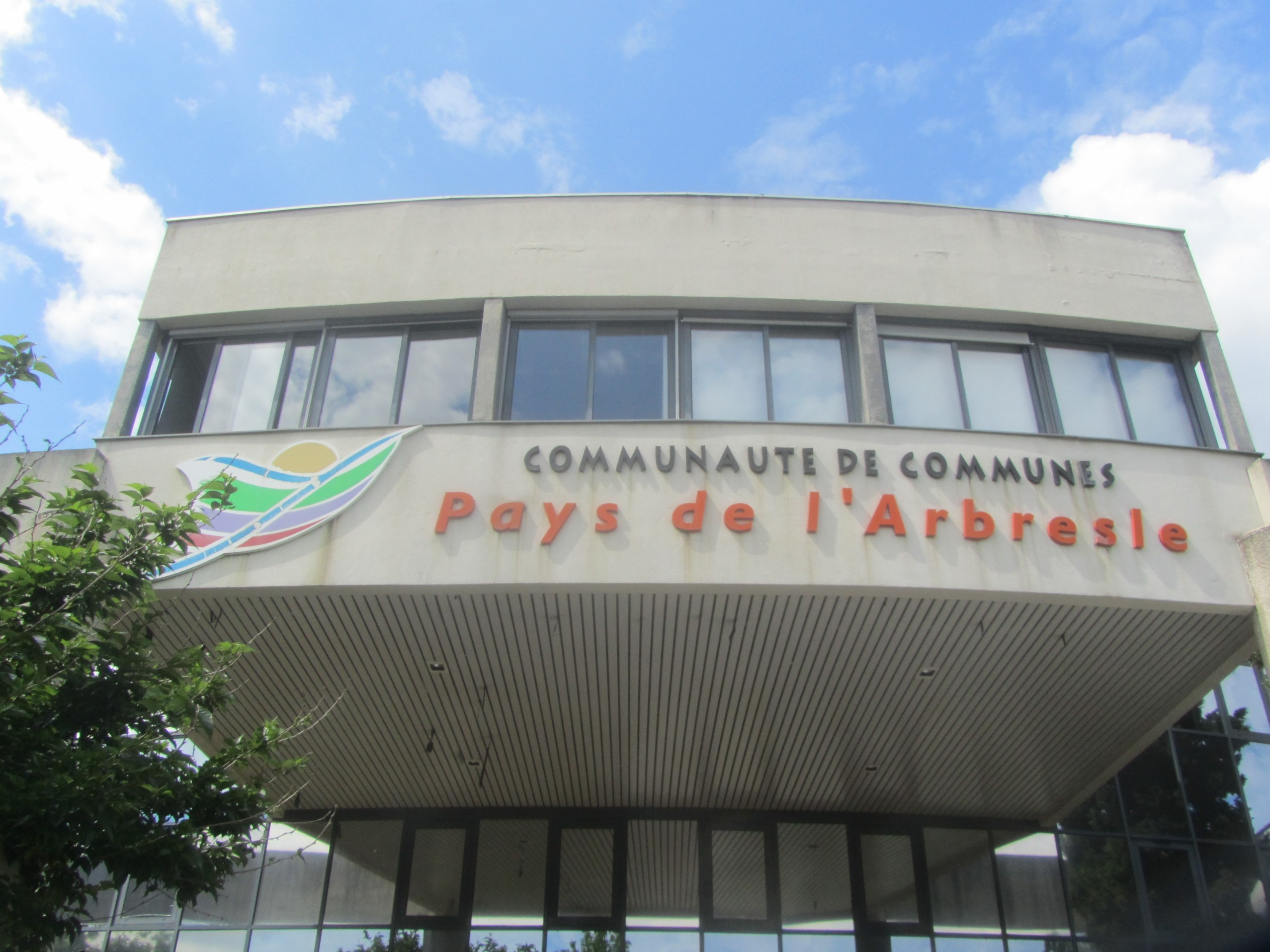
Siège de la communauté de communes du pays de l'Arbresle

Il incombait aux autorités municipales d’accompagner une telle croissance. Elles y sont parvenues au fil des années dans un cadre de plus en plus élargi. « Un certain nombre de réalisations sont mises en chantier dans ces années d’après-guerre. Ce sont […] la construction d’un bâtiment pour les sapeurs-pompiers, d’une nouvelle gendarmerie, d’un centre médical, d’une piscine, d’un gymnase, d’un camping… ». L’ensemble des services à la population dans le domaine commercial, des transports, de la construction et des diverses opérations de maintenance a été pensé au niveau de la vallée de la Brévenne lorsque a été créée la zone industrielle à l’amont immédiat de la ville.
Dans le domaine scolaire les familles disposent de l’école maternelle Françoise Dolto et des deux groupes publics André Lassagne et des Mollières complétés par l’école privée Sainte-Thérèse. Le prolongement de la scolarité obligatoire a nécessité la construction du collège des Quatre-Vents venu s’ajouter au collège privé Champagnat. Pour le second cycle ont été ouverts le lycée professionnel Barthélemy Thimonnier puis, sur le territoire contigu de la commune de Sain-Bel, le lycée d’enseignement général Germaine-Tillion dit lycée du pays de l'Arbresle, oeuvre de l'architecte arbreslois Michel Maurice, inauguré le 6 mars 2009,"intéressant d'exemple d'architecture aux hautes qualités environnementales, inscrit dans le respect du paysage" La maison Familiale Rurale La Palma prépare à des BTS. Depuis 2009, la bibliothèque a fait sa mue en médiathèque au service du grand public et des chercheurs. Sur la hauteur, en rive gauche de la Turdine, au terme de nombreux aménagements en 1997 l’hôpital est devenu le centre d’un ensemble d’établissements de santé. La mairie elle-même avait été installée depuis 1923 au centre de la ville par achat des bâtiments de la famille Dervieux. Les aménagements des années 1924-25 ont dû être fortement complétés en 1985. Le premier janvier 1995 a été créée la Communauté de communes du pays de l’Arbresle. Elle comprend 17 communes, dont 10 dans la vallée de la Brévenne à l’amont de la ville ainsi que les communes limitrophes avec une antenne au nord-ouest jusqu’à Sarcey et une au nord-est jusqu’à Dommartin par Lentilly, au total 184 km2 et 37 613 habitants en 2017 habitants. Elle exerce ses compétences en matière d’aménagement et de développement économique et touristique. Elle dispose de son propre siège proche du centre-ville, symboliquement derrière l’ancienne usine Roche.

Il ne reste rien aujourd’hui des fonctions de place-forte de l’abbaye de Savigny puis de foyer industriel de la soie. Mais ses nouvelles responsabilités de cœur administratif au contact entre monts du Lyonnais et du Beaujolais mettent en évidence son atout géographique permanent de carrefour au confluent de la Brévenne et de la Turdine.

### Administration municipale
| Période                                  | Période   | Identité                | Étiquette | Qualité                                                                                             |
| ---------------------------------------- | --------- | ----------------------- | --------- | --------------------------------------------------------------------------------------------------- |
| 1928                                     | 1929      | Francis Bererd          |           | |
| 1929                                     | 1933      | Maurice Inard d'Argence |           | |
| 1933                                     | 1935      | Paul Grillet            |           | |
| 1935                                     | 1945      | Pierre Passemard        |           | |
| 1945                                     | 1947      | Émile Aimé Picard       |           | |
| 1947                                     | 1947      | Paul Louis Monin        |           | |
| octobre 1947                             | mars 1983 | Joseph Charvet          | RI        | Directeur de coopérative agricole Député de la 8e circonscription du Rhône (1958 → 1967)            |
| mars 1983                                | juin 1995 | Pierre Pignard          | DVD       | Directeur d’agence bancaire retraité                                                                |
| juin 1995                                | mars 2001 | Jean Chevalier          | UDF       | |
| mars 2001                                | mars 2008 | Jean-Claude Gross       | PS        | Chef d'établissement scolaire Vice-président de la CC du Pays de L'Arbresle (2001 → 2008)           |
| mars 2008                                | En cours  | Pierre-Jean Zannettacci | PS        | Professeur agrégé Président de la CC du Pays de L'Arbresle (2014 → ) Réélu pour le mandat 2020-2026 |
| Les données manquantes sont à compléter. |           |                         |           | |

### Intercommunalité
L'Arbresle fait partie de la communauté de communes du Pays de L'Arbresle dont elle abrite le siège. Le Maire, Pierre-Jean Zannettacci en est également le président.

## Population et société

### Démographie
L'évolution du nombre d'habitants est connue à travers les recensements de la population effectués dans la commune depuis 1793. Pour les communes de moins de 10 000 habitants, une enquête de recensement portant sur toute la population est réalisée tous les cinq ans, les populations de référence des années intermédiaires étant quant à elles estimées par interpolation ou extrapolation. Pour la commune, le premier recensement exhaustif entrant dans le cadre du nouveau dispositif a été réalisé en 2006.

En 2022, la commune comptait 6 469 habitants, en évolution de +0,75 % par rapport à 2016 (Rhône : +3,93 %, France hors Mayotte : +2,11 %).
| 1793 | 1800 | 1806 | 1821 | 1831  | 1836  | 1841  | 1846  | 1851  |
| ---- | ---- | ---- | ---- | ----- | ----- | ----- | ----- | ----- |
| 860  | 772  | 731  | 871  | 1 295 | 1 410 | 1 581 | 1 698 | 2 010 |

| 1856  | 1861  | 1866  | 1872  | 1876  | 1881  | 1886  | 1891  | 1896  |
| ----- | ----- | ----- | ----- | ----- | ----- | ----- | ----- | ----- |
| 2 523 | 2 700 | 3 236 | 2 843 | 3 326 | 3 448 | 3 627 | 3 576 | 3 577 |

| 1901  | 1906  | 1911  | 1921  | 1926  | 1931  | 1936  | 1946  | 1954  |
| ----- | ----- | ----- | ----- | ----- | ----- | ----- | ----- | ----- |
| 3 406 | 3 199 | 3 023 | 2 692 | 2 881 | 2 934 | 2 791 | 2 959 | 3 601 |

| 1962  | 1968  | 1975  | 1982  | 1990  | 1999  | 2006  | 2011  | 2016  |
| ----- | ----- | ----- | ----- | ----- | ----- | ----- | ----- | ----- |
| 3 818 | 3 966 | 4 038 | 4 784 | 5 199 | 5 777 | 6 020 | 6 032 | 6 421 |

| 2021  | 2022  | - | - | - | - | - | - | - |
| ----- | ----- | - | - | - | - | - | - | - |
| 6 453 | 6 469 | - | - | - | - | - | - | - |

### Enseignement
La ville de L'Arbresle possède depuis 2008 un nouveau lycée général. Ouvert à la rentrée 2008, il accueille les élèves issus des collèges du secteur : Les 4 vents à L’Arbresle, Simone-Veil à Châtillon, Jacques-Cœur à Lentilly et Champagnat à L’Arbresle. Le lycée quant à lui, porte le nom de la résistante Germaine Tillion.
L'Arbresle possède également un lycée professionnel, qui porte le nom de l'inventeur de la machine à coudre, Barthélemy Thimonnier et une maison familiale et rurale, qui accueille des jeunes de la 3e prépa pro jusqu'au BAC PRO, en passant par le CAP ASSP et menuiserie.
Trois écoles primaires et maternelles se situent à L'Arbresle :
- Les écoles André Lassagne (maternelle et primaire) et l'école des Mollières (maternelle et primaire)
- L'école privée Sainte Thérèse (maternelle et primaire).

Nous pouvons aussi y ajouter deux collèges :
- Le collège privé Champagnat situé dans l'ancien château de L'Arbresle.
- Le collège public Les Quatre Vents.

### Santé
• L'Arbresle dispose d'un hôpital public ainsi que d'un laboratoire d'analyse et d'un service de radiologie disposés à proximité de celui-ci.

### Sports
- En 2005, le FC L'Arbresle est devenu le Football Club du Pays de L'Arbresle rassemblant plusieurs communes environnantes.
- Le BC Arbreslois est le club de basketball de L'Arbresle[62].
- Le HBCPA est le club de handball de L'Arbresle.
- Le PARC (Pays de l'Arbresle Rugby Club, anciennement le RCA, Rugby Club de l'Arbresle) est le club de rugby du pays de L'Arbresle.
- Le TCA est le club de tennis de L'Arbresle.
- Le CH Arbresle est le club d'haltérophilie de L'Arbresle
- GAL'A est le club de gymnastique de l'Arbresle

### Environnement

#### Risques naturels
Du fait de sa situation au confluent de deux rivières, la Brévenne et la Turdine, L'Arbresle est soumise à un risque d'inondation important. Les inondations de 1983 et de 2003, et plus encore celle de novembre 2008, ont eu des effets dévastateurs sur la commune.

## Économie
L'Arbresle s'impose comme le centre économique de sa communauté de communes avec une zone commerciale contenant deux supermarchés (comme super U et Carrefour Market), des magasins de sports (comme Intersport), des garages et des magasins en tout genre.

### Viticulture
L'Arbresle est une commune viticole du vignoble du Beaujolais (historiquement attaché à celui de Bourgogne). Sur son aire géographique peuvent être produits les vins AOC suivant : le beaujolais, le bourgogne aligoté, le bourgogne, le bourgogne passe-tout-grains, le coteaux bourguignons, le crémant de Bourgogne et le bourgogne mousseux.

## Culture et patrimoine

### Lieux et monuments

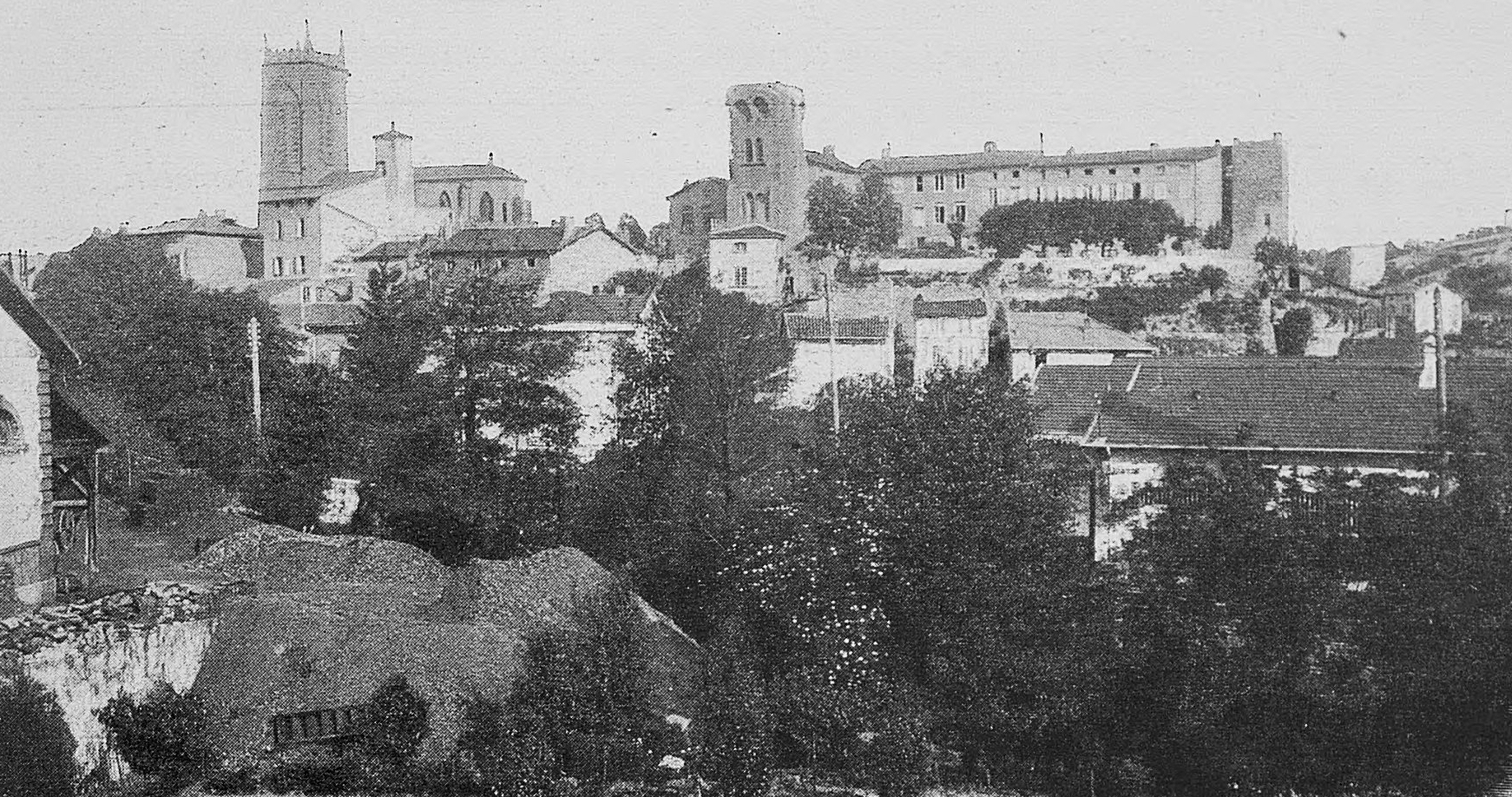
L'église et le vieux château.

- Le musée du Vieux L'Arbresle est situé en plein cœur du quartier ancien, dans un bâtiment du XVIe siècle, et présente le patrimoine de L’Arbresle, antique cité située sur le « Grand chemin de Lyon à Paris », dont l’histoire est étroitement liée à celle de l’abbaye de Savigny. Une large place est consacrée au tissage, activité prépondérante du début du XIXe siècle jusqu’aux années 1960.
- Le château de l'Arbresle, fondé par les abbés de Savigny en 1060, a été très remanié.

### Personnalités liées à L'Arbresle
- Philippe de Crèvecœur d'Esquerdes (1418-1494), homme de guerre français, maréchal de France, mort à L'Arbresle.
- Barthélemy Thimonnier (1793-1857), inventeur de la machine à coudre, né à L'Arbresle, dans la rue piétonne actuelle. Le lycée professionnel de L'Arbresle porte d'ailleurs son nom.
- Claude Pelletier (1816-1880), homme politique né à L'Arbresle, député du Rhône de 1848 à 1851.
- Henri-Antoine Dubost (1842- 1921), clerc de notaire, journaliste, préfet, conseiller d'État et président du Sénat.
- Maître Philippe (1849-1905), thaumaturge, a vécu au Clos Landar.
- Pierre-Marie Durand (1961-1951), concessionnaire de réseaux de tramways,fondateur de  L'Énergie industrielle .
- Ennemond Faye (1862-1913), concessionnaire de réseaux de tramways, associé à Alexandre Grammont.
- Claude Terrasse (1867-1923), compositeur d'opéras et opérettes, né à L'Arbresle.
- Alice Dumas (1878-1962), illustratrice, y est décédée.
- Agnès Capri (1907-1976), chanteuse, femme de théâtre, créatrice du concept cabaret-théâtre, née à L'Arbresle.
- Joseph Charvet (1909-1994), homme politique, résistant, maire de 1947 à 1983 et député du Rhône de 1958 à 1962.
- Jean-Michel Aulas (né en 1949), hommes d'affaires français, président de l'Olympique lyonnais.
- Éric Escoffier (1960-1998), alpiniste français né à L'Arbresle.
- Rémi Garde (né en 1966), né dans la commune, ancien footballeur de l'Olympique lyonnais et d'Arsenal FC, ancien entraîneur de l'Olympique lyonnais.
- Romain Beynié (né en 1987), footballeur français, a fait ses premiers pas au Football Club de L'Arbresle.
- Rudy Camacho (né en 1991), footballeur français.
- Corentin Tolisso (né en 1994), footballeur français et champion du monde 2018 ayant été repéré au Football Club des Pays de l'Arbresle.
- Cédric O (né en 1982), homme politique français né à l'Arbresle.
- Nathalie Serre (née en 1968), députée de la 8ème circonscription du Rhône

## Héraldique
| Blason de L'Arbresle | Blason  | De gueules à un arbre arraché cousu de sinople*, accosté de deux demi-vols affrontés d'argent. |
| Blason de L'Arbresle | Détails | Armes parlantes (Arbre et ailes). * Ces armes emploient le terme « cousu » dans le seul but de contrevenir à la règle de contrariété des couleurs : elles sont fautives : Même pour un arbre, superposer du sinople sur du gueules est interdit en héraldique. |